# Uxmal

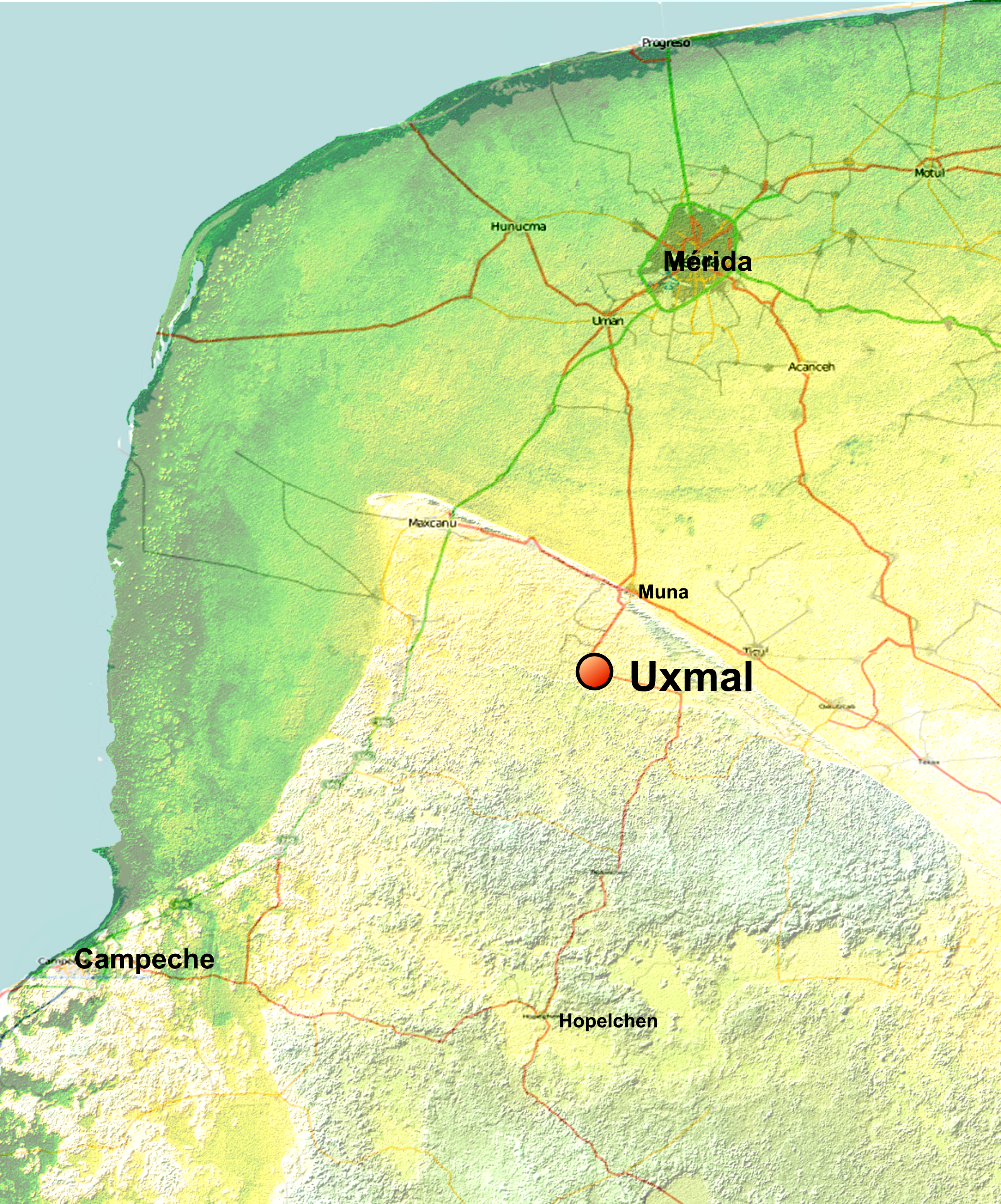
Lage von Uxmal in Yucatán

Uxmal (IPA: [ʊʃ.ˈmal]) bezeichnet die Ruinen einer ehemals großen und kulturell bedeutenden Stadt der Maya in Mexiko. Der Name Uxmal kommt möglicherweise von „ox-mal“, was in der yukatekischen Mayasprache „dreimal“ bedeutet. Die Ruinenstadt liegt in der leicht welligen Karstlandschaft Puuc (mayathan pu'uk) auf der Halbinsel Yucatán im gleichnamigen mexikanischen Bundesstaat, etwa 80 Kilometer südlich von Mérida.
Die Stadt erlebte ihre Hochblüte am Ende des Späten Klassikums im 9. und frühen 10. Jahrhundert n. Chr., wurde aber bereits ein bis zwei Jahrhunderte später völlig verlassen. Die Bauten werden von der „Pyramide des Zauberers“ (= „Piramide del Mago“) überragt, die wie die meisten Gebäude in Uxmal während der Besiedlung der Stadt immer wieder umgebaut und erweitert wurde. Mächtigstes einzelnes Gebäude ist der auf einer hohen Plattform gelegene sogenannte Gouverneurspalast. Uxmal ist heute eine der meistbesuchten Ruinenstätten der Maya und bietet durch Restaurierungen von Gebäuden einen guten Einblick in das originale Aussehen der Stadt.

## Geschichte

### Nach kolonialzeitlichen Chroniken und archäologischen Erkenntnissen
Nach verschiedenen kolonialzeitlichen Quellen, insbesondere staatlichen Erhebungen (Relaciones Geográficas) aus dem Jahr 1581 und den Chilam-Balam-Büchern, die auf autochthonen Traditionen aufbauen, waren es ein Hun Uitzil Chac oder ein Ah Cuitok Tutul Xiu, beide aus der Familie der Xiu, die sich in Uxmal ansiedelten. Als Zeitpunkt hierfür wird (im Códice Pérez) ein K'atun 2 Ajaw genannt, der nach dem Maya-Kalender alle rund 256 Jahre wiederkehrt. Entsprechend dem archäologischen Befund kommt hierfür allenfalls ein Zeitraum von 731 bis 751 n. Chr. in Frage. Damit verbunden wird die Annahme, dass die Xiu als Einwanderer vermutlich aus dem Raum des heutigen Staates Tabasco nach Yucatán kamen. Die Angabe im Códex Pérez widerspricht ferner der wörtlich übereinstimmenden Aussage mit einer anderen Zeitangabe im Chilam-Balam-Text von Tizimín, weshalb die Datierung nicht als authentisch angesehen werden darf. Wegen dieser Diskrepanzen sind Alter, Erbauer, Bewohner und Herrscher der Stadt Uxmal aus historischen Quellen weiterhin nicht verlässlich zu identifizieren.

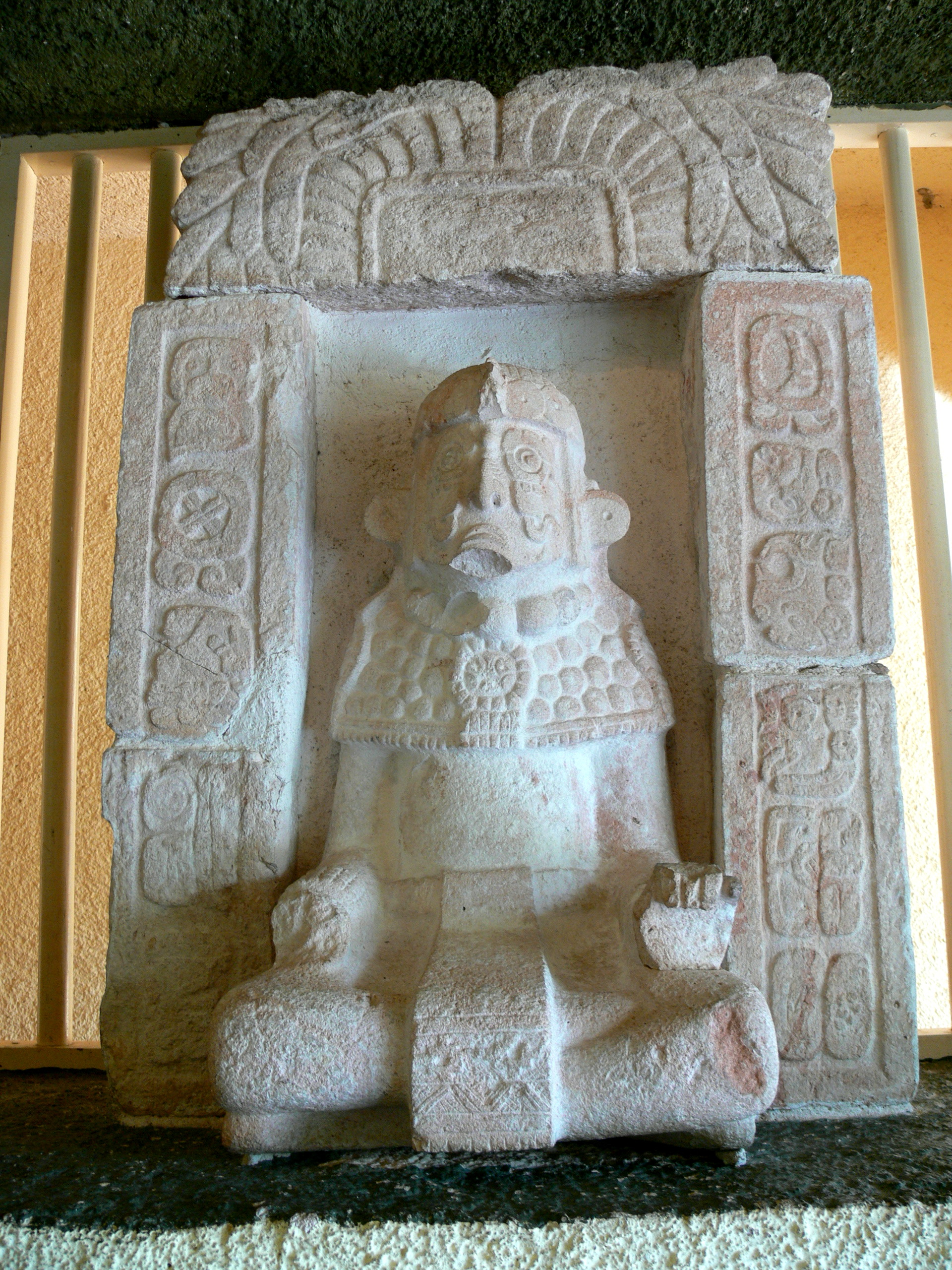
Von Hieroglyphen umgebene Fassadenfigur eines Herrschers, jetzt im Lokalmuseum

Der einzige aus zeitgenössischen Hieroglyphen-Inschriften bekannte Herrscher von Uxmal ist Chan Chak K'ak'nal Ajaw. Unter ihm wurde die Stadt prächtig ausgebaut und in die heute (nach den Ausgrabungen und Restaurierungen) sichtbare Form gebracht. Die Inschriften, die sich auf ihn beziehen, stammen aus dem kurzen Zeitraum zwischen den Jahren 895 und 907. Bereits einige Jahrhunderte vorher war Uxmal eine wichtige Stadt gewesen.
Im frühen 10. Jahrhundert wurde die Errichtung großer Steinbauten eingestellt. Eine beträchtliche Zahl an (wegen ihres Grundrisses „C-förmig“ genannten) Bauten mit Wänden und Dächern aus Holz und Palmblättern zeigt jedoch, dass Uxmal danach noch für einige Zeit von einer allerdings geringeren Bevölkerung bewohnt wurde. Die politische Macht und wirtschaftlichen Bedingungen reichten jedoch nicht mehr zur Errichtung oder Fortführung des Baus monumentaler Bauwerke aus. Wann die letzten ständigen Bewohner die Stadt verließen, lässt sich nicht bestimmen. In Uxmal hat sich damit derselbe Prozess abgespielt, wie im gesamten Puuc-Gebiet, allerdings mit einer gewissen zeitlichen Verzögerung. Später legten in Uxmal (wie auch in anderen Orten des Puuc-Gebietes) gelegentliche Besucher Opfergaben im Schutt zusammenfallender Bauten nieder.
Nach den späten Berichten verlegten die Xiu die Hauptstadt ihres Fürstentums von Uxmal nach Maní, wo die Familie bis in die Gegenwart ansässig ist. All diesen Berichten ist gemeinsam, dass sie viele Jahrhunderte nach dem Ende der Stadt Uxmal abgefasst oder in die heute bekannte Form gebracht wurden. Im Jahr 1536 n. Chr. (nach der Cronica de Oxkutzcab aus dem Jahr 1538) war eine Gruppe von Xiu-Pilgern, die am Heiligen Cenote von Chichén Itzá für ein Ende einer Dürreperiode Opfer ausführen wollten, von den Cocom, die sich aus Chichén Itzá ableiten, im Schlaf getötet worden. Dies könnte als Vergeltung für ein viel früher von den Xiu an den Cocom in Ich Paa verübtes Massaker angesehen werden. All diese verstreuten Hinweise sprechen für lang andauernde und eher konfliktträchtige Beziehungen zwischen Uxmal und Chichén Itzá.

### Forschungsgeschichte
Bei einer Inspektionsreise des spanischen Franziskaners Alonso Ponce im Jahre 1588 lag die Stadt längst in Ruinen. Sein Sekretär, Ciudad Real, gibt eine verhältnismäßig detaillierte Schilderung. Die erste moderne Beschreibung stammt von Jean Frédéric Maximilien de Waldeck (seine Verbindung mit dem gleichnamigen deutschen Adelshaus ist unbestätigt), der Uxmal 1835 besuchte.

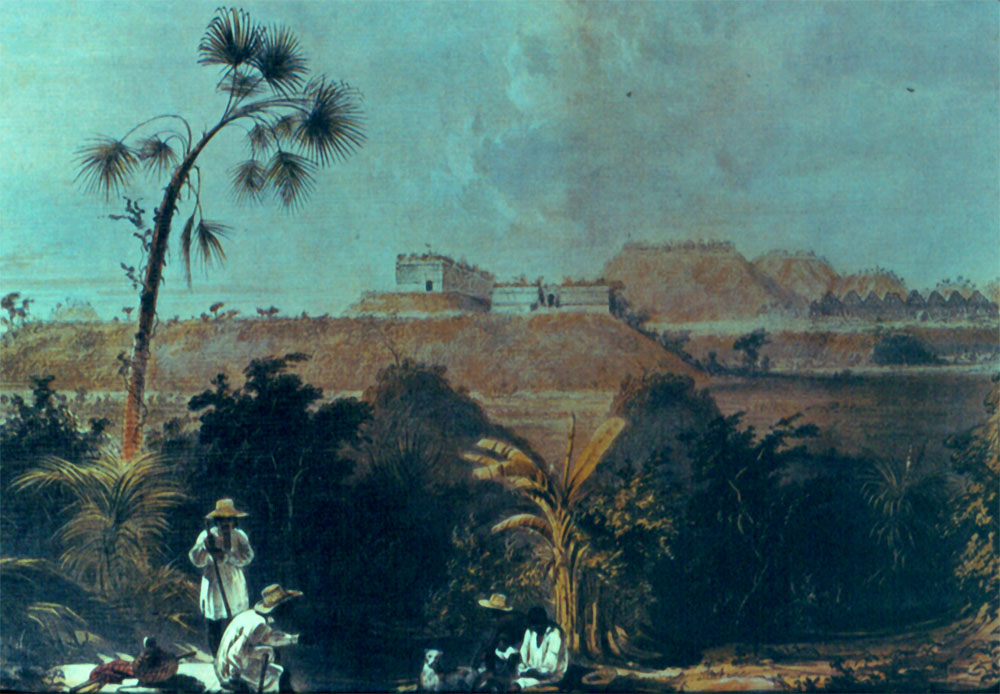
Panoramazeichnung von Frederick Catherwood, 1843

Durch Waldecks Bericht angeregt, unternahm der nordamerikanische Entdeckungsreisende John Lloyd Stephens, begleitet von Frederick Catherwood als Zeichner und Architekt, zwei ausgedehnte Reisen durch Mittelamerika. Auf diesen besuchte er auch Uxmal und beschrieb zahlreiche Ruinen, die Catherwood illustrierte. Die von Stephens verfassten Berichte machten die mittelamerikanischen Ruinen – und darunter an wichtiger Stelle Uxmal – bei den Interessierten in Nordamerika und Europa bekannt. Von ihm entnommene Kunstwerke aus den Bauten gingen später bei einem Brand in New York zugrunde. Stephens Schilderungen regten unter anderem den Franzosen Désiré Charnay zu Forschungsreisen an, auf denen er zahlreiche Fotografien aufnahm, sowie den Österreicher Baron Emmanuel von Friedrichsthal, der seinen Bericht aber nicht veröffentlichte.

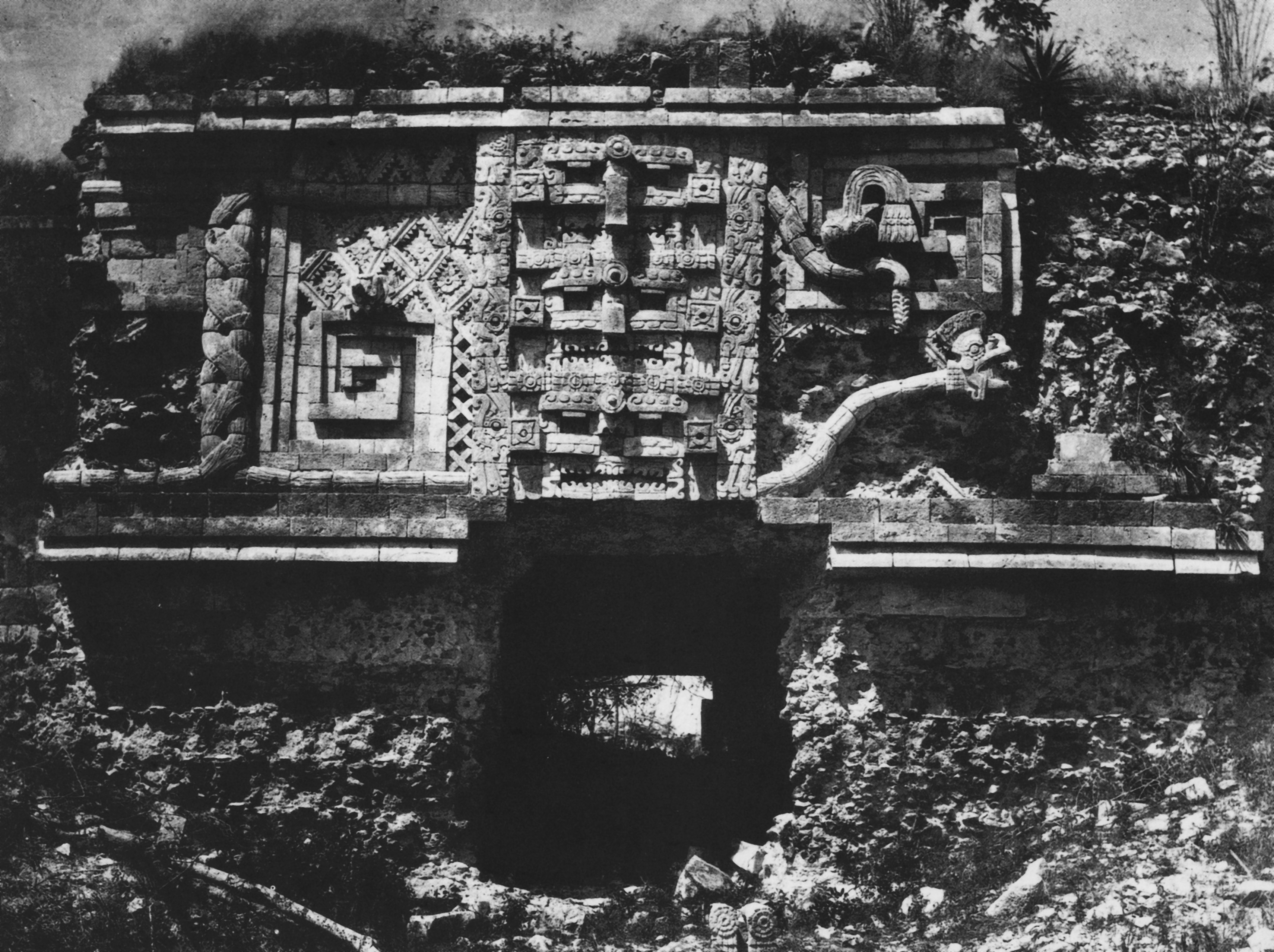
Nonnenviereck, Westgebäude, Foto von Teobert Maler, um 1890

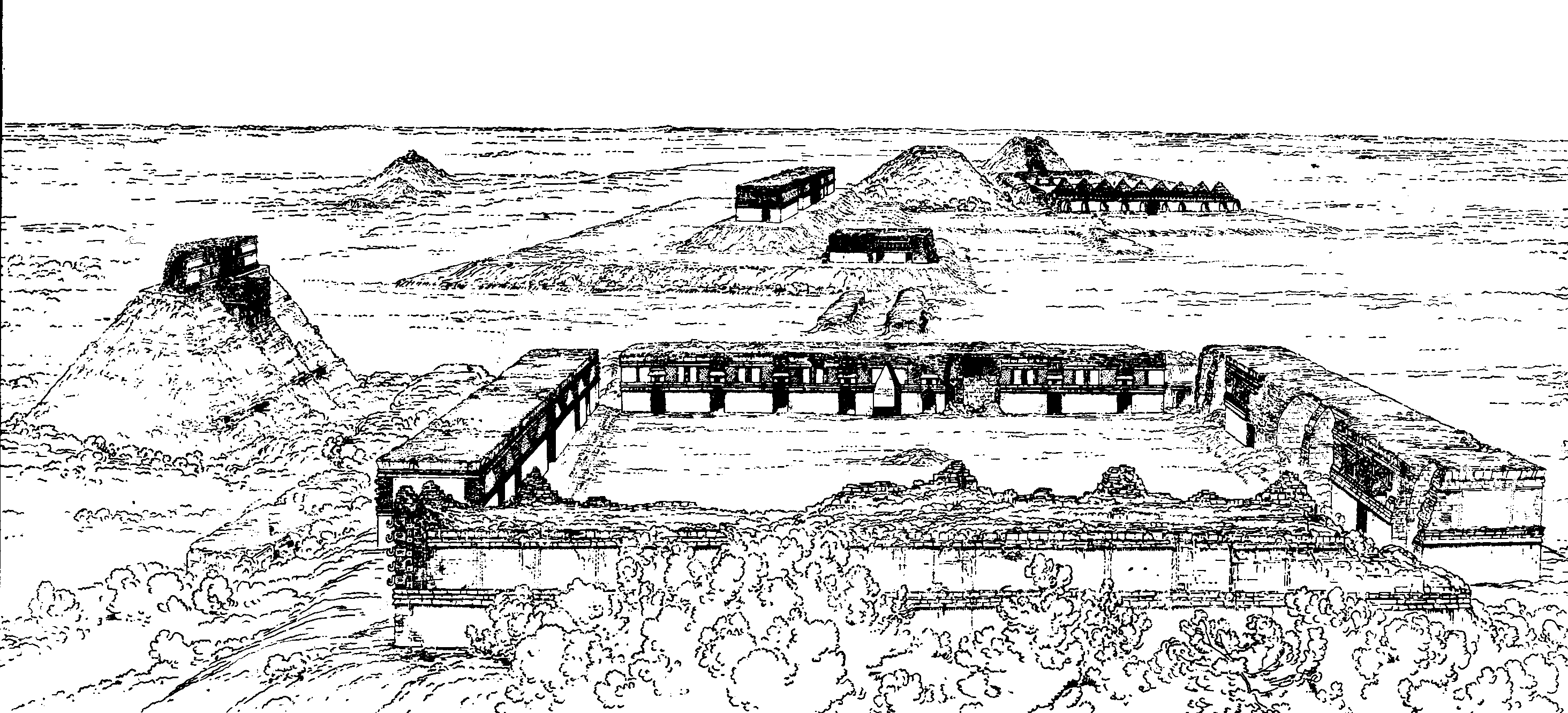
Vogelschau von Norden, Zeichnung von William Holmes, um 1895

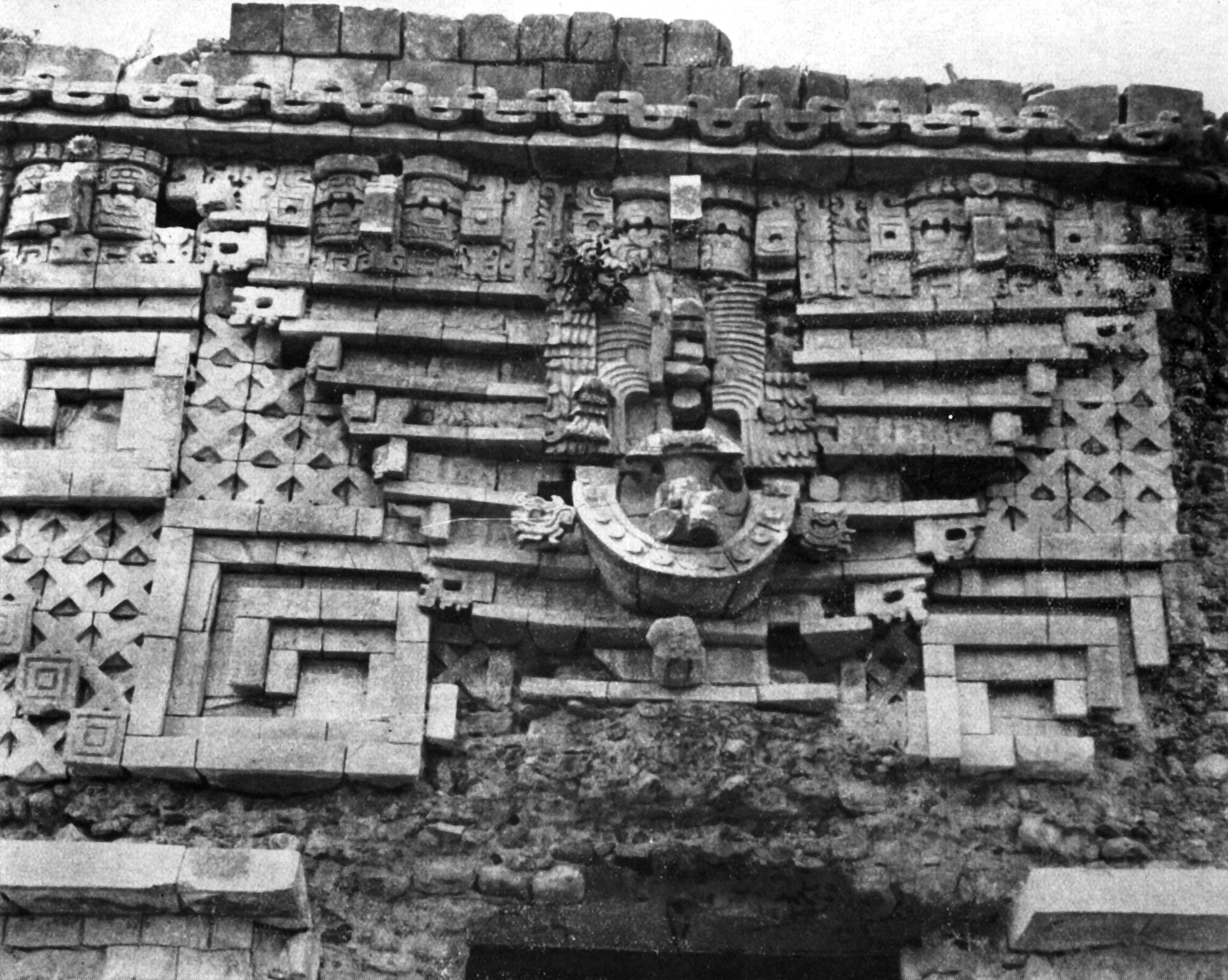
Steinmosaik, Haupteingang zum Gouverneurspalast, Foto von 1927

Ebenfalls von Stephens angeregt wurde Teobert Maler. Er unternahm ab 1886 ausgedehnte archäologische Forschungsreisen auf der Halbinsel Yucatan. In Uxmal nahm er nur zahlreiche, dokumentarisch hervorragende Fotos auf. Eine architektonische Untersuchung, die auch Uxmal einschloss, unternahm bald nach ihm William Herny Holmes. Dessen Zeichnungen sowie von Maler zur Verfügung gestellte Aufzeichnungen und Fotografien verwendete der deutsche Gelehrte Eduard Seler in einer Buchpublikation über Uxmal. Maler beriet auch Sylvanus G. Morley vor dessen Besuch in Uxmal 1907, bei dem dieser erste zuverlässige Vermessungen unternahm.
1927 hatten in Uxmal, wie eine kurze Studie von Federico Mariscal zeigt, noch keine Ausgrabungen und Restaurierungen stattgefunden, der Besuch selbst war schwierig. Erst 1930 unternahm Frans Blom sehr detaillierte Vermessungen im Nonnenviereck, auf deren Grundlage eine naturgetreue Reproduktion für die Weltausstellung in Chicago 1933 angefertigt wurde, die jedoch nicht erhalten blieb. In diesem Zusammenhang wurde durch Robert H. Merrill die erste präzise und einigermaßen komplette Kartierung der wichtigsten Ruinengruppen durchgeführt.
Die frühesten Restaurierungen unternahm nach 1936 im Auftrag des mexikanischen Bildungsministeriums (Secretaría de Educación Pública) José A. Erosa Peniche, dessen Dokumentation Grundlage einer ausführlichen Darstellung durch Ignacio Marquina wurde. Gleichzeitig, jedoch unabhängig, studierte Harry Pollock zahlreiche Baukomplexe außerhalb des Zentrums von Uxmal. 1941 führte Sylvanus Morley kleinere Grabungen an den Fassaden der Hauptpyramide aus.
Neben den seit den 1940er Jahren andauernden Maßnahmen zur Restaurierung und Stabilisierung der Bauten durch das INAH fanden nur wenige forschungsbezogene Untersuchungen statt: Eine Analyse der Stadtanlage und der Monumentalarchitektur leistete George F. Andrews. Jeff Kowalski veröffentlichte in seiner 1981 abgeschlossenen Dissertation eine architektonisch-kunstgeschichtliche Abhandlung zum Gouverneurspalast, die darüber hinaus eine umfassende Darstellung der kulturgeschichtlichen Rolle Uxmals umfasst. Ergänzt wird diese Abhandlung durch eine Studie von Alfredo Barrera Rubio anhand der Ausgrabungen der nördlichen Plattformkante des Gouverneurskomplexes. Kowalski, der zu Beginn des 21. Jahrhunderts als die unbestrittene Autorität für die Kulturgeschichte Uxmals gelten kann, hat ferner ein in Uxmal völlig aus dem Rahmen fallendes Gebäude ausgegraben, die Rundpyramide.
Im Rahmen seiner weit gespannten Dokumentation von Maya-Inschriften hat Ian Graham zwei Teilbände über Uxmal veröffentlicht, die die erste vollständige Kartierung der Stadt enthalten (die südliche Ausdehnung, die Graham in seine Kartierung einbezogen hatte, wurde nicht mit veröffentlicht).
Die modernen archäologischen Arbeiten in Uxmal hatten vor allem zum Ziel, die Ruinenstätte dem Tourismus zugänglich zu machen und den Verfall der am besten erhaltenen Gebäude aufzuhalten. Diese Aufgabe war spätestens 1970 abgeschlossen. Seither nimmt die notwendigerweise stärker hypothetische Rekonstruktion von stark zerfallenen Gebäuden einen immer größeren Stellenwert ein. Der größte Teil von Uxmal ist jedoch weiterhin von dichtem Wald bedeckt und nicht für Besucher zugänglich. Außerhalb der archäologischen Zone liegen auf dem Gelände unmittelbar benachbarter Hotels weitere, teilweise freigelegte Ruinen. Die alte Stadt erstreckte sich weit ins Umland: die offizielle Festlegung des Gebietes von Uxmal durch das INAH umfasst eine Fläche von mehr als 10 Quadratkilometern.

### Forschungsproblematik
Die Geschichte von Uxmal ist so gut wie unbekannt. Die archäologischen Forschungen sind, trotz einer großen Leistung auf dem Gebiet der Konservierung und Rekonstruktion, nur oberflächlich gewesen. Dies zeigt sich schon allein darin, dass selbst bei kleineren Arbeiten an seit langer Zeit rekonstruierten Bauten, die aus technischen Gründen etwas tiefer gehen, immer wieder ältere Kulturschichten entdeckt werden. Wichtigster Erkenntnisweg ist bisher immer noch die Architekturgeschichte, genauer die Abfolge der Bau- und Dekorationsstile und deren (hypothetische) Entwicklung. Da Bauten der letzten Stilphase, des „Späten Uxmal-Stils“, nur hier anzutreffen sind, bildet Uxmal den Angelpunkt dieses Forschungszweiges. Die wenigen Hieroglypheninschriften haben bisher kaum Erkenntnisse über die politischen und sozialen Verhältnisse erbracht. Außerdem beschränken sie sich praktisch nur auf die Zeit der Wende vom 9. zum 10. Jahrhundert.
Die Berichte aus der Kolonialzeit erwähnen Uxmal regelmäßig, sie sind aber lapidar in ihren Aussagen und werden als wenig authentisch eingeschätzt. So spricht der Códice Pérez andeutungsweise von einer politischen Verbindung mit Chichén Itzá und Mayapán, wobei es sich auch hier offenbar um eine spätere Interpolation handelt. Eine derartige politische Verbindung, die unter dem Namen „Liga von Mayapán“ immer wieder in der modernen Literatur erwähnt wird, ist allein schon aus archäologischen Gründen kaum vorstellbar, da die beiden letzteren Städte nicht gleichzeitig existierten. Dennoch sind einzelne Übereinstimmungen in der Ikonographie nicht zu leugnen, wie die Darstellung gefiederter Schlangen oder toltekische Trachtelemente und Bewaffnung, die nicht zum Kanon der Maya-Darstellungen gehören. In der archäologischen Literatur wird ferner kontrovers diskutiert, wie lange sich Uxmal und Chichén Itzá zeitlich überschnitten haben und welche Auswirkungen dies auf die Entwicklung von Chichén Itzá gehabt haben mag. Offen ist ferner die Frage, welche politische Machtsphäre Uxmal zur Zeit seiner Hochblüte beherrscht haben mag. Ob der „Sacbé“ nach Nohpat und Kabah hierfür als Indiz gelten kann, wird kontrovers diskutiert.

## Geologie und Ökologie

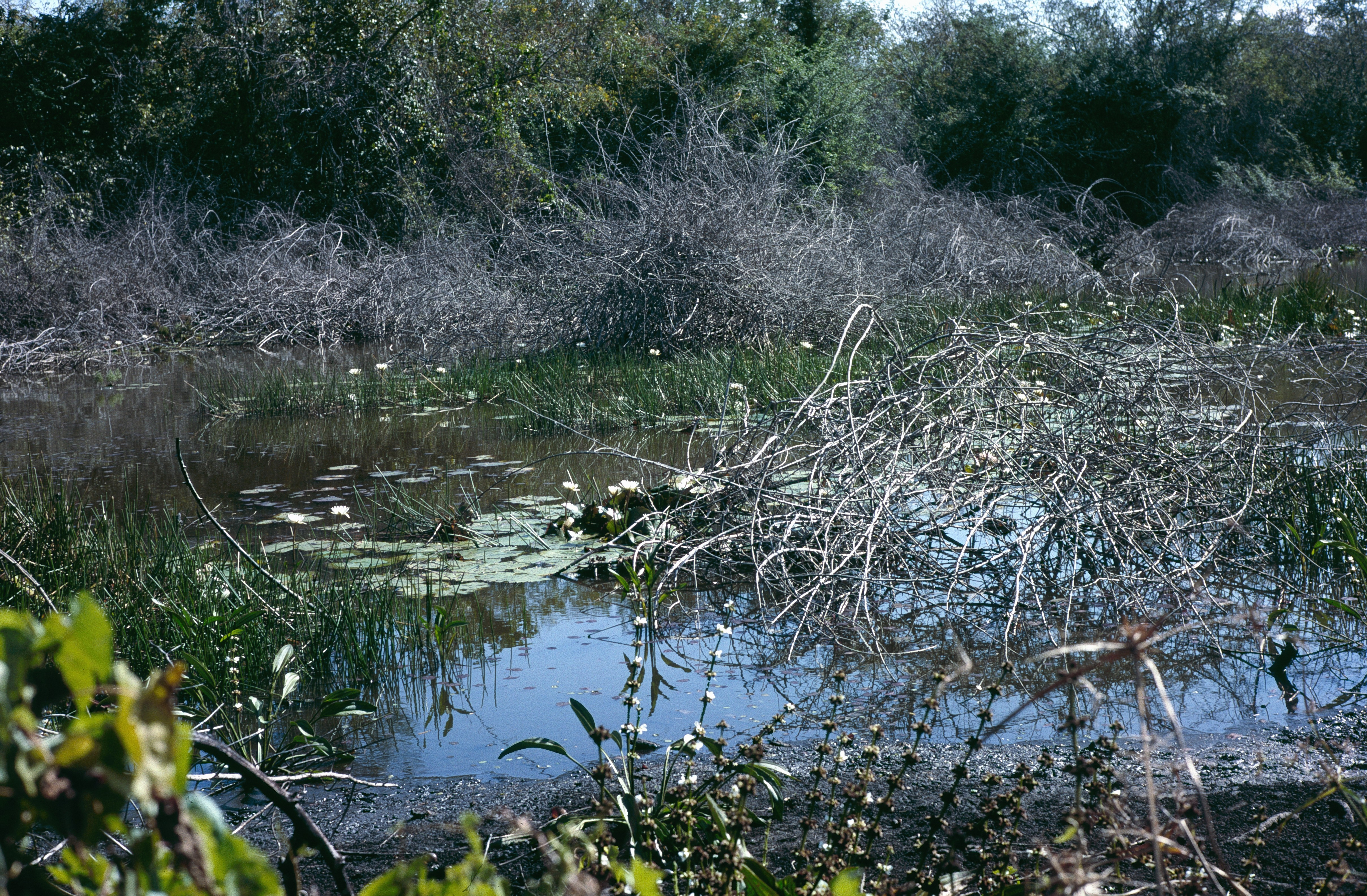
Mittelgroße Aguada südlich Uxmal, mit reichlich Wasser noch gegen Ende der Trockenzeit

Uxmal liegt auf rund 50 Metern Meereshöhe, in einer leicht welligen Karstlandschaft, die im Norden und Süden in 10 Kilometer Entfernung von je einer um ungefähr 100 bis 150 Meter höheren Geländestufe begrenzt wird. In dieser grundsätzlich wasserlosen Landschaft bildeten sich aus dem Verwitterungsmaterial des Kalksteins tiefe, für die autochthone Landwirtschaft gut nutzbare Böden aus. In unterschiedlich großen flachen Senken, insbesondere um Uxmal, führte die Sedimentierung zur natürlichen Abdichtung, so dass sich das oberflächig abfließende Regenwasser sammeln und bis weit in die Trockenzeit überdauern konnte.

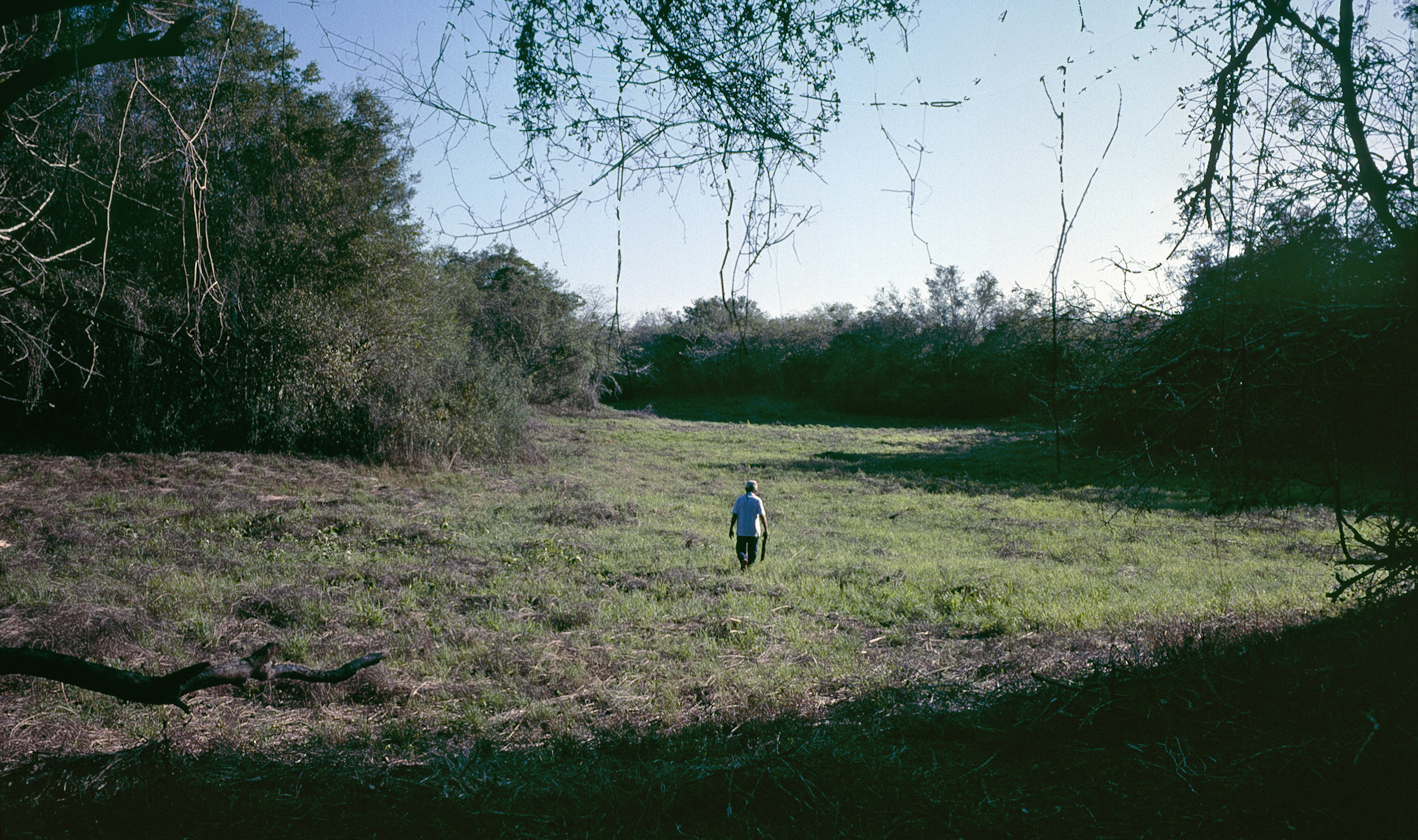
Große Aguada Chenchan westlich der Cementerio-Gruppe, 250 ×100 Meter, ohne Wasser

Diese Aguadas wurden von den Maya noch künstlich erweitert und an den tiefsten Stellen mit brunnenartigen Wassersammlern versehen. Die günstige Wasserversorgung stellte einen wichtigen Standortvorteil für die Stadt dar. Im 19. Jahrhundert wurden die Aguadas zur Vermeidung von Malaria weitgehend trockengelegt. Zusätzlich sind in Uxmal, wie in der gesamten Region, zahlreiche Zisternen zu finden. Der Grundwasserspiegel liegt in einer Tiefe von rund 65 Metern und war mit den technischen Möglichkeiten der Maya unerreichbar.
Die Region von Uxmal ist von einem zumeist laubabwerfenden Trockenwald mit maximalen Baumhöhen von 15 Metern bedeckt, bei dem es sich durchgehend um einen Sekundärbewuchs handelt, der das Ergebnis kontinuierlicher Rodung zum Zweck der Anlage von Feldern im Milpa-System ist. Der jährliche Niederschlag liegt bei 900 mm, allerdings mit erheblichen Schwankungen, die mittlere Jahrestemperatur bei 26 °C.

## Touristische Erschließung

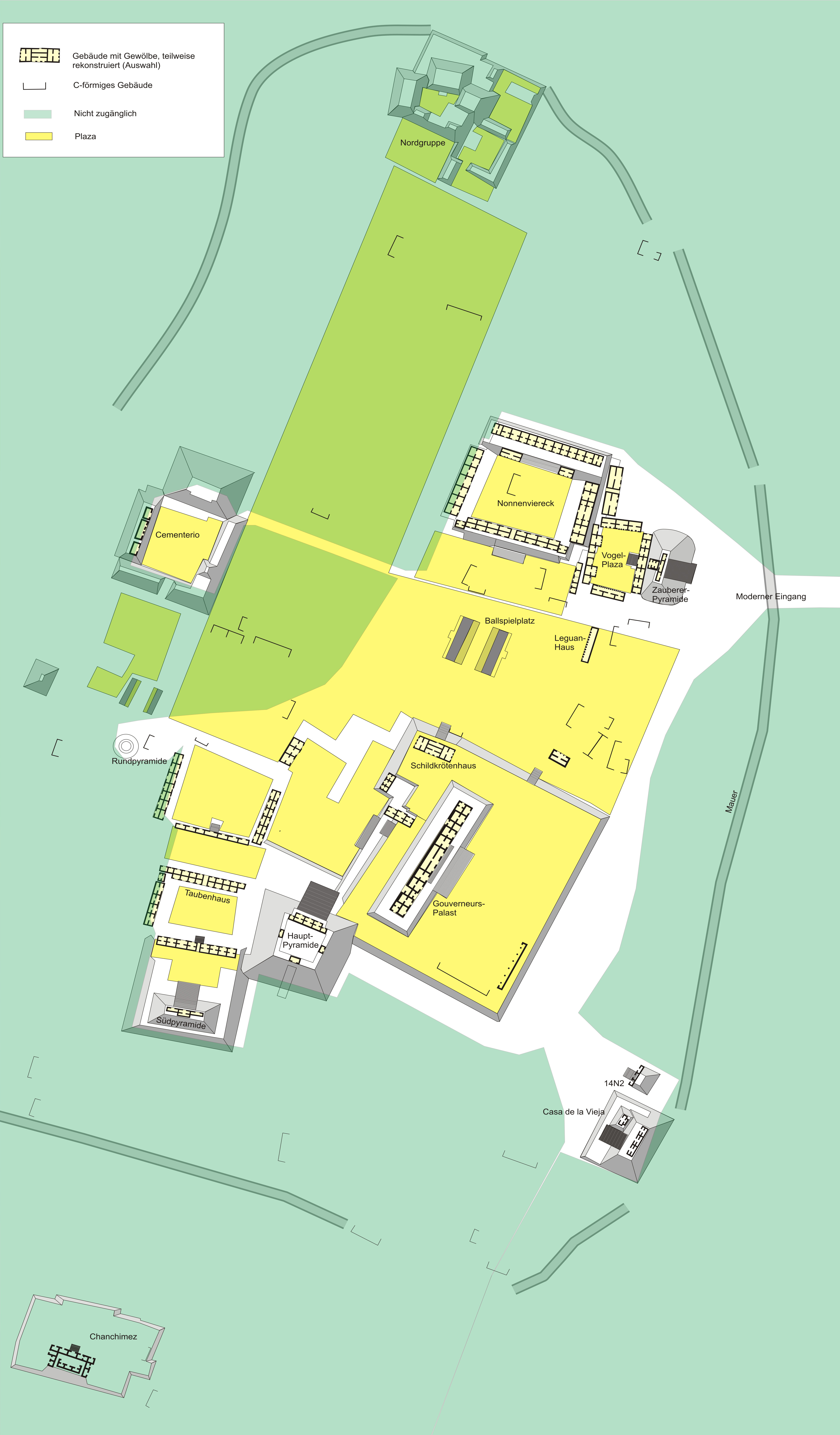
Plan der zugänglichen Teile von Uxmal

In Uxmal ist das Zentrum der alten Stadt weitgehend restauriert worden. Der Eindruck, den der Besucher erhält, entspricht dem Zustand der Stadt im 10. Jahrhundert, als die ersten Verfallserscheinungen an den Monumentalbauten auftraten. Damals waren die ursprünglich mit weißem Stuck ausgekleideten und völlig freien Flächen der Höfe bereits teilweise mit Bewuchs bedeckt, zwischen dem zahlreiche niedrige Bauten aus vergänglichem Material standen (siehe C-förmige Gebäude).
Die in den 1980er-Jahren gepflanzten Bäume südlich des Nonnenvierecks und auf der Plattform des Gouverneurspalastes geben jedoch ein verfälschtes Bild. Der größte Teil von Uxmal ist heute von Wald bedeckt und nicht für Besucher zugänglich. Die Gründe sind einerseits die Gefahr durch die überall verstreuten Zisternenöffnungen, andererseits das Risiko der Beschädigung archäologischer Reste.
In Uxmal besteht im Besucherzentrum ein kleines Museum. Ferner wurde eine abendliche Licht- und Tonschau eingerichtet.
1996 wurde Uxmal als Kulturdenkmal in die Liste des UNESCO-Welterbes aufgenommen.
Am 30. März 2015 wurde die Gedenkstätte in das Internationale Register für Kulturgut unter Sonderschutz der Haager Konvention zum Schutz von Kulturgut bei bewaffneten Konflikten aufgenommen.

## Bauformen in Uxmal
Insgesamt sind die Bauten von Uxmal weitgehend regellos über das Gelände verstreut. Sie reichen bis in eine Entfernung von ein bis zwei Kilometer vom Zentrum, insbesondere nach Süden. Die einfachen Wohnbauten der bäuerlichen Bevölkerung erstrecken sich weit darüber hinaus.
Die frühesten Bauten sind kleine Gebäude in frühen Formen des Puuc-Stils, sie finden sich konzentriert in der Nord-Gruppe. Nach einzelnen eher zufälligen Funden zu schließen befinden sich unter oder im Kern späterer Bauten oft frühe Konstruktionen, oder diese wurden überhaupt in alter Zeit abgerissen. Die zugänglichen und für den Tourismus restaurierten Bauten gehören den späten Varianten des Puuc-Stils, vor allem dem Späten Uxmal-Stil an, der in das späte 9. und frühe 10. Jahrhundert datiert wird. Eine exaktere naturwissenschaftliche Datierung scheitert daran, dass dabei die Ungenauigkeit insbesondere der Kalibrierung (Eichung anhand von Baumringdaten, allerdings in anderen Erdregionen, und deren Schwankungen auf Grund von natürlichen Veränderungen) größer ist als die angenommene Dauer der Stilphasen. Nur wenige datierte Inschriften geben genauere Anhaltspunkte (siehe unten). Entscheidend für die Einordnung in Phasen des Puuc-Stils ist in erster Linie die Gestaltung der Fassaden und ihres Steindekors, die deshalb hier ausführlicher dargestellt werden, zusammen mit bautechnischen Einzelheiten. Aus der vermutlichen Entwicklung der Dekorformen von einfacheren zu immer komplexeren hat zuerst Pollock die Stilabfolge entwickelt.
Gegen Ende der Besiedlungszeit von Uxmal trat, wie auch in den anderen Städten des Puuc, eine soziale Veränderung ein, die sich in einer veränderten Nutzung der Steinbauten ausdrückt: Die breiten, mehrfach geteilten Eingänge, die bei manchen Gebäuden fast die gesamte Front eingenommen haben und sie so für repräsentative Aufgaben, jedoch kaum für Wohnzwecke geeignet machten, wurden zugemauert. Nur ein schmaler Eingang blieb bestehen. Daraus ist zu schließen, dass die Bauten nicht mehr in ihrer repräsentativen Funktion, sondern als Wohnungen genutzt wurden. Entsprechend wurden sogar Durchgänge zu Innenräumen umgestaltet. Beispiele hierfür finden sich in der Vogel-Plaza. Es gibt in Uxmal wie in der gesamten Region Bauten, deren Konstruktion abgebrochen wurde (z. B. Gipfelgebäude der Casa de la Vieja).

### Palastkomplexe

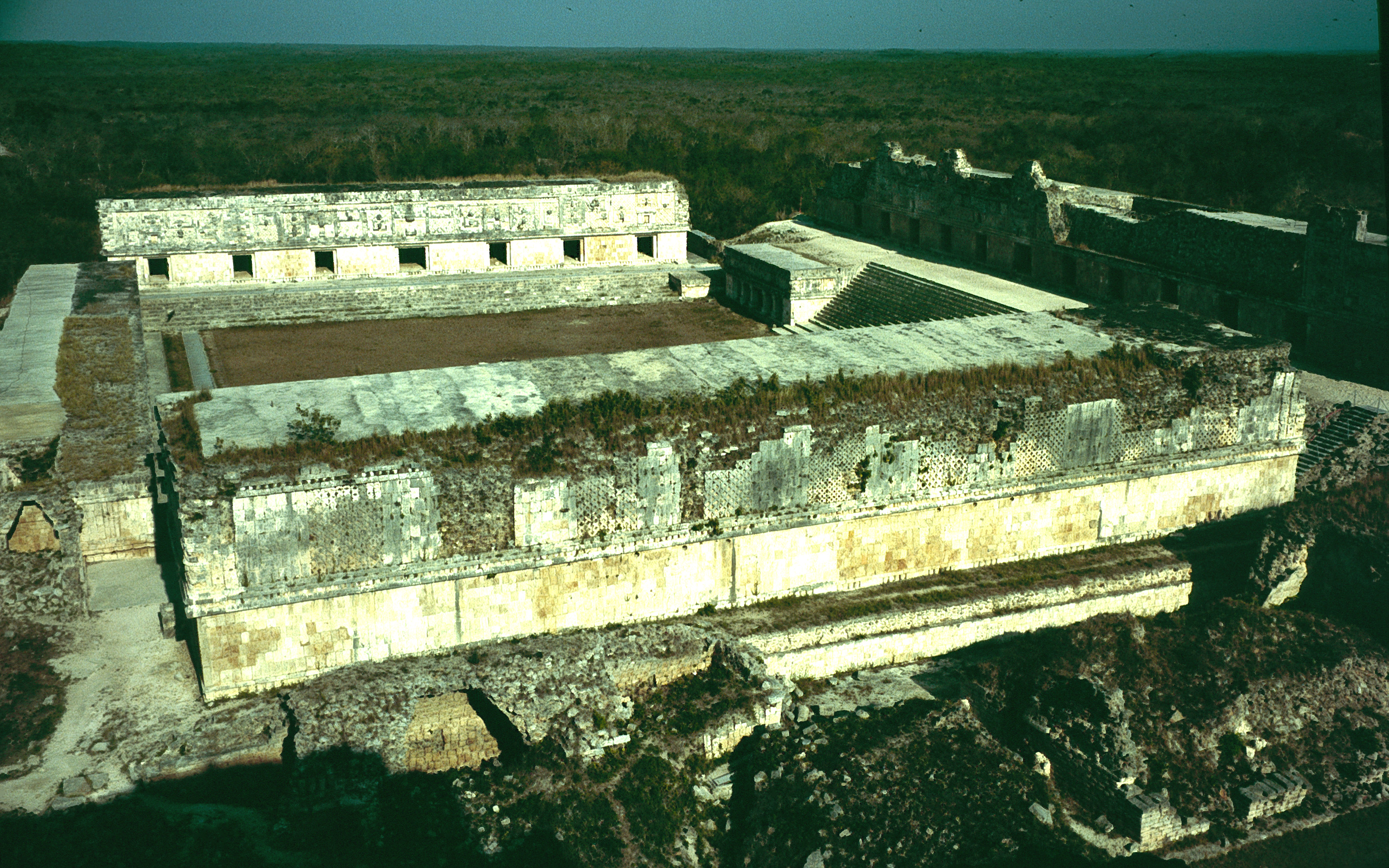
Beispiel für einen Palastkomplex, Nonnenviereck

Charakteristisch für die Stadtanlage von Uxmal sind große Höfe, die auf drei Seiten von erhöht stehenden lang gestreckten Palastbauten (mit jeweils zwei parallelen Reihen von Räumen) begrenzt werden. Die vierte Seite wird entweder von einem erhöht errichteten Gebäude oder einer massigen Pyramide eingenommen, auf deren Anhöhe ebenfalls ein kleiner palastartiger Bau stand. Teilweise sind die Hofkomplexe auch hintereinander gestaffelt wie im Komplex des Taubenhauses.

### C-förmige Gebäude

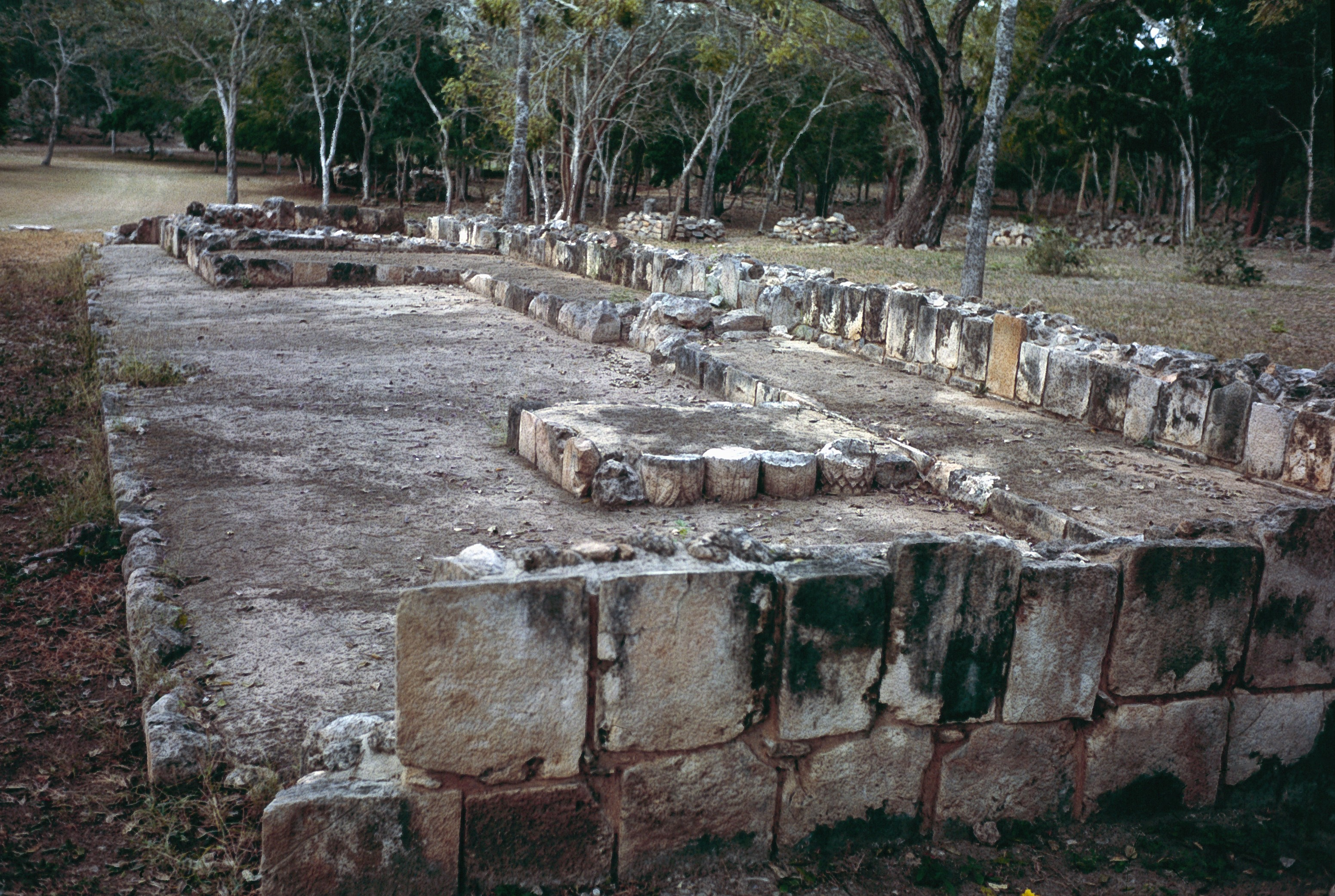
Beispiel für ein C-förmiges Gebäude, rekonstruiert, südlich des Nonnenvierecks

In Uxmal finden sich außerdem viele sogenannte C-förmige Gebäude. Die Bezeichnung macht die Verlegenheit der Archäologie mit diesen Bauten deutlich. Sie besitzen nur Rück- und Seitenwände, die Front ist offen, dort befanden sich manchmal Steinsäulen, die von anderen Gebäuden entnommen worden waren und die das aus vergänglichem Material bestehende Dach getragen haben müssen; meist waren die Träger aber aus Holz. Entlang der Rückwand ist immer eine unterschiedlich breite gemauerte Bank vorhanden, die manchmal von weiter nach vorne ragenden Teilen unterbrochen ist.
Die Funktion dieser Bauten ist unklar. Für eine Verwendung als Wohnbauten spricht wenig, da sie durch die lang gestreckte Form ohne geschlossene Frontwand weder Schutz vor dem Wetter bieten noch eine Privatsphäre gewährleisten. Eindeutig ist nur, dass sie, wo immer sie vorkommen, in die späteste Besiedlungsphase gehören. In Uxmal liegen die C-förmigen Gebäude vor allem in den Höfen der Palastgruppen. Eine Ansammlung dieser Bauten ist zwischen der Plattform des Gouverneurspalastes und der Adivino-Pyramide freigelegt worden. Dort finden sich aber auch solche C-förmigen Gebäude, die Seitenräume haben, in einem Fall sogar mit einem gemauerten Gewölbe.
C-förmige Gebäude finden sich in einem weiten Gebiet vom Petén in Guatemala bis in das nördliche Yucatán, beispielsweise in Ek Balam und Culubá. Sie scheinen Vorformen für die lang gestreckten Säulenhallen in Chichén Itzá und Mayapán zu sein.

### Stadtanlage
Charakteristisch für Uxmal sind die großen, annähernd quadratischen Plätze, die auf allen Seiten von lang gestreckten Gebäuden im klassischen Puuc-Stil und einer nur hier auftretenden späten Variante (dem Späten Uxmal-Stil) eingerahmt wurden. Die Plätze sind nord-südlich ausgerichtet. Die moderne Gestaltung mit zahlreichen Schatten spendenden Bäumen (gepflanzt nach 1980) gibt nicht die originale Situation wieder, die von mit weißem Stuckboden versehenen großen Plätzen geprägt war.
Man geht davon aus, dass auf dem Gelände der Stadt, deren Kernzone von einer niedrigen Mauer umgeben war, etwa 25.000 Menschen lebten. Die gesamte besiedelte Fläche ringsum wird auf 10 km² geschätzt. Uxmal war mit der südöstlich gelegenen Stadt Kabah durch eine breite, gebahnte Sacbé über die bisher archäologisch nicht untersuchte und nicht zugängliche mittelgroße Stadt Nohpat verbunden, allerdings ist der Ausgangspunkt dieser Straße vermutlich nicht im Zentrum von Uxmal selbst, sondern in einer kleinen Ruinengruppe im Osten.

## Wichtige Gebäudekomplexe
Die zentralen Bauten von Uxmal (alle Namen stammen aus neuerer Zeit und haben keine Beziehung zur tatsächlichen Funktion der Bauten) liegen, mit ca. 17° Abweichung im Uhrzeigersinn von den Himmelsrichtungen orientiert, auf einem Areal von 0,5 km². Der zentrale Teil von Uxmal war von einer niedrigen Mauer mit zahlreichen Unterbrechungen umgeben, bei der es sich nicht um ein Verteidigungsbauwerk gehandelt haben kann. Vermutlich wurde mit dieser Mauer ein bestimmter Bezirk symbolisch abgegrenzt.

### Der Komplex des Gouverneurspalastes

#### Große Plattform

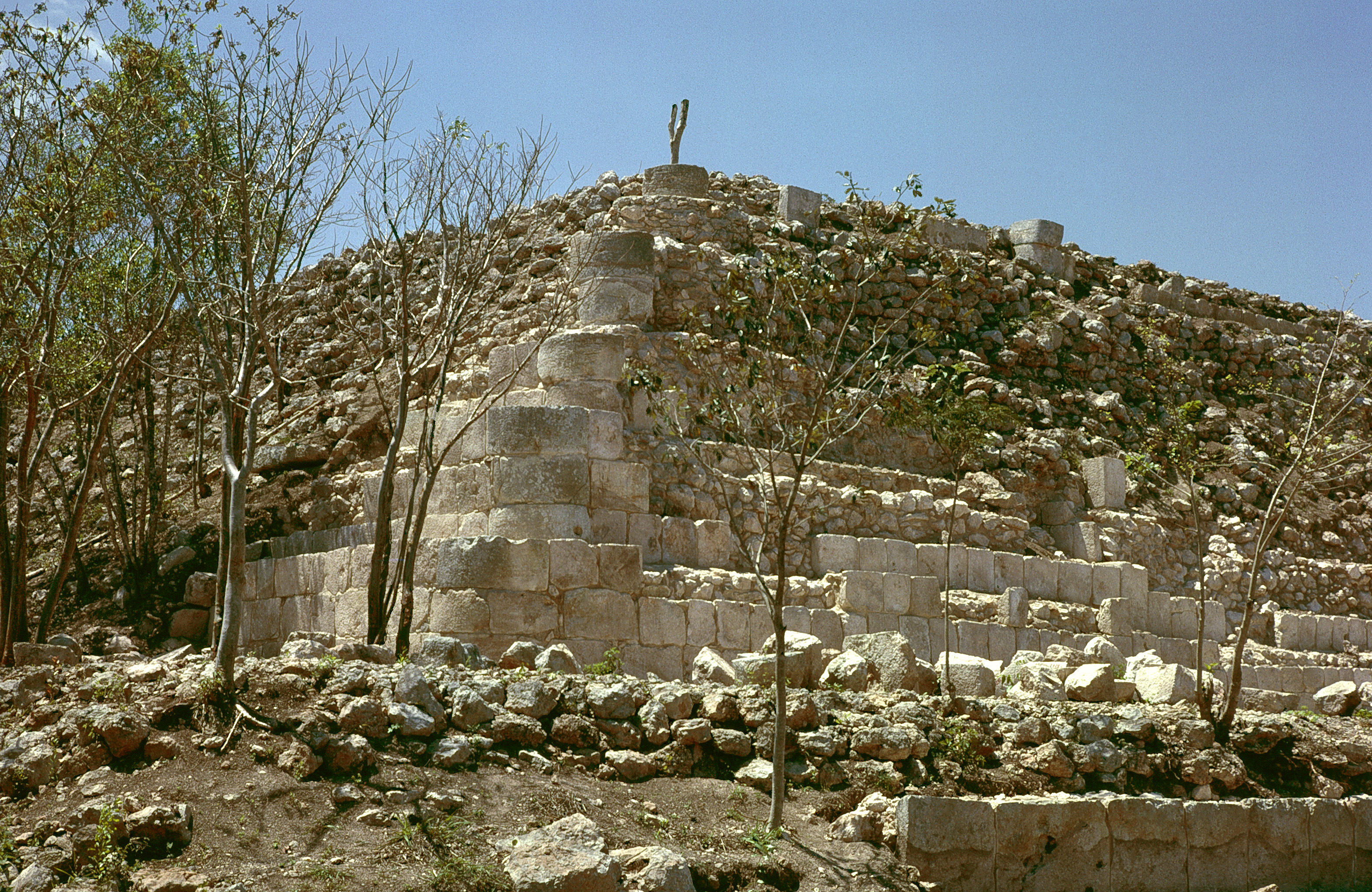
Plattform, nordöstliche Ecke, Reste der Rundung

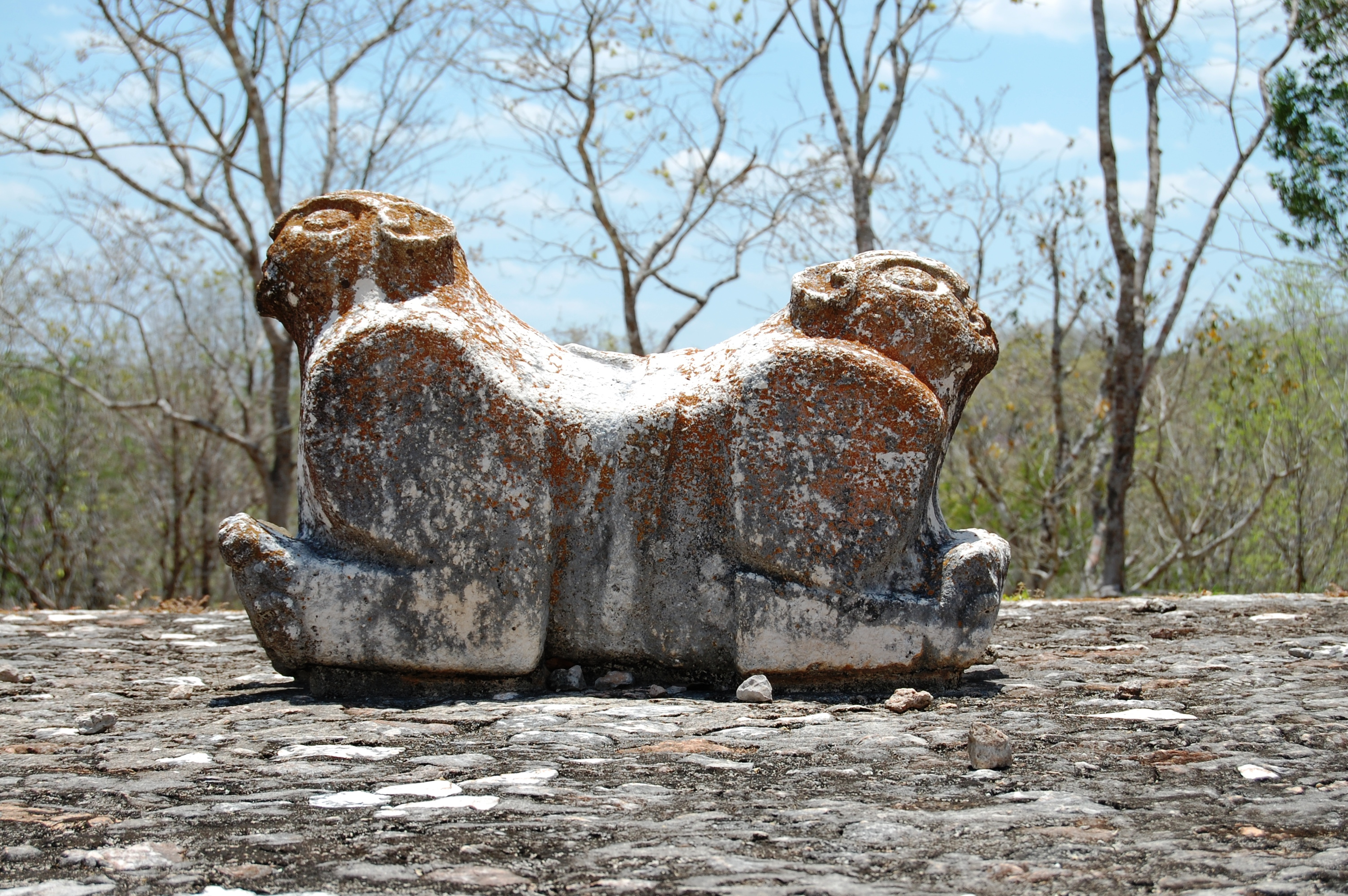
Doppelter Jaguar, Figur auf der Plattform

Der Komplex umfasst mehrere Bauten auf einer sehr großen gemeinsamen Plattform von 185 × 164 Metern, die sich über dem leicht welligen Gelände zwischen 7 und 14 Meter hoch erhebt. Im Körper dieser Plattform verborgen ist eine natürliche Erhebung, durch die das aufzuwendende Baumaterial verringert wurde. Die Außenseite der Plattform war in 6 bis 7 Stufen gegliedert und setzte auf einer etwas größeren aber niedrigen Plattform auf, durch die die Unebenheit des Geländes ausgeglichen wurde.
Die Ecken der eigentlichen Plattform bestanden aus sehr großen, abgerundeten Steinblöcken. Auf die Plattform führten von Norden zwei Treppen: eine, die direkt auf den nördlichen Eingang des Schildkrötenhauses zielte und eine weitere, die die Oberfläche der Plattform ungefähr vor dem Gouverneurspalast erreichte. Ein weiterer Aufgang bestand von der Westseite hinter dem so genannten Alten „Chenes“-Tempel. Ob unmittelbar östlich der Hauptpyramide eine weitere Treppe bestand, ist noch nicht geklärt.

#### Gouverneurspalast (Palacio del Gobernador)

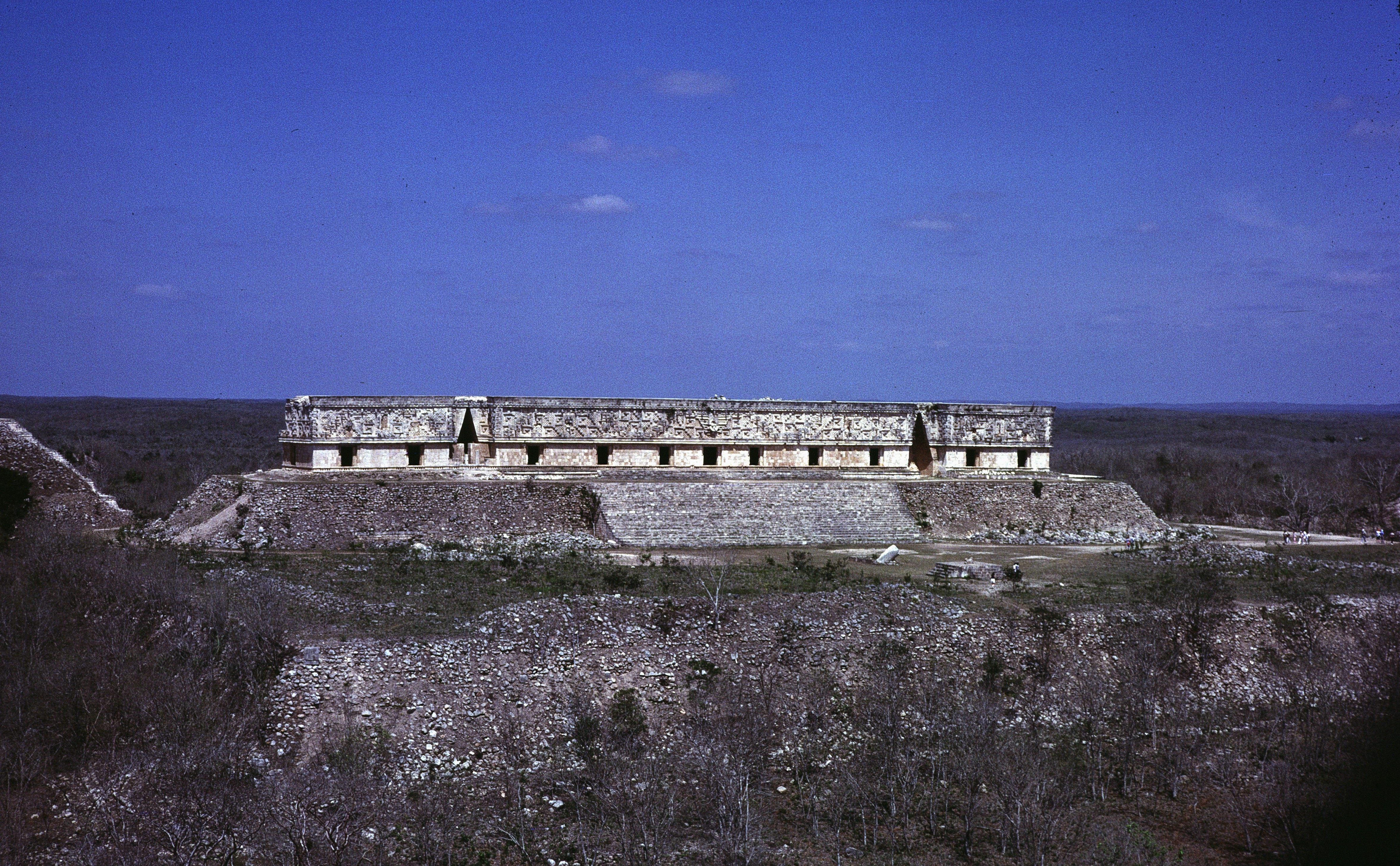
Gouverneurspalast von Osten

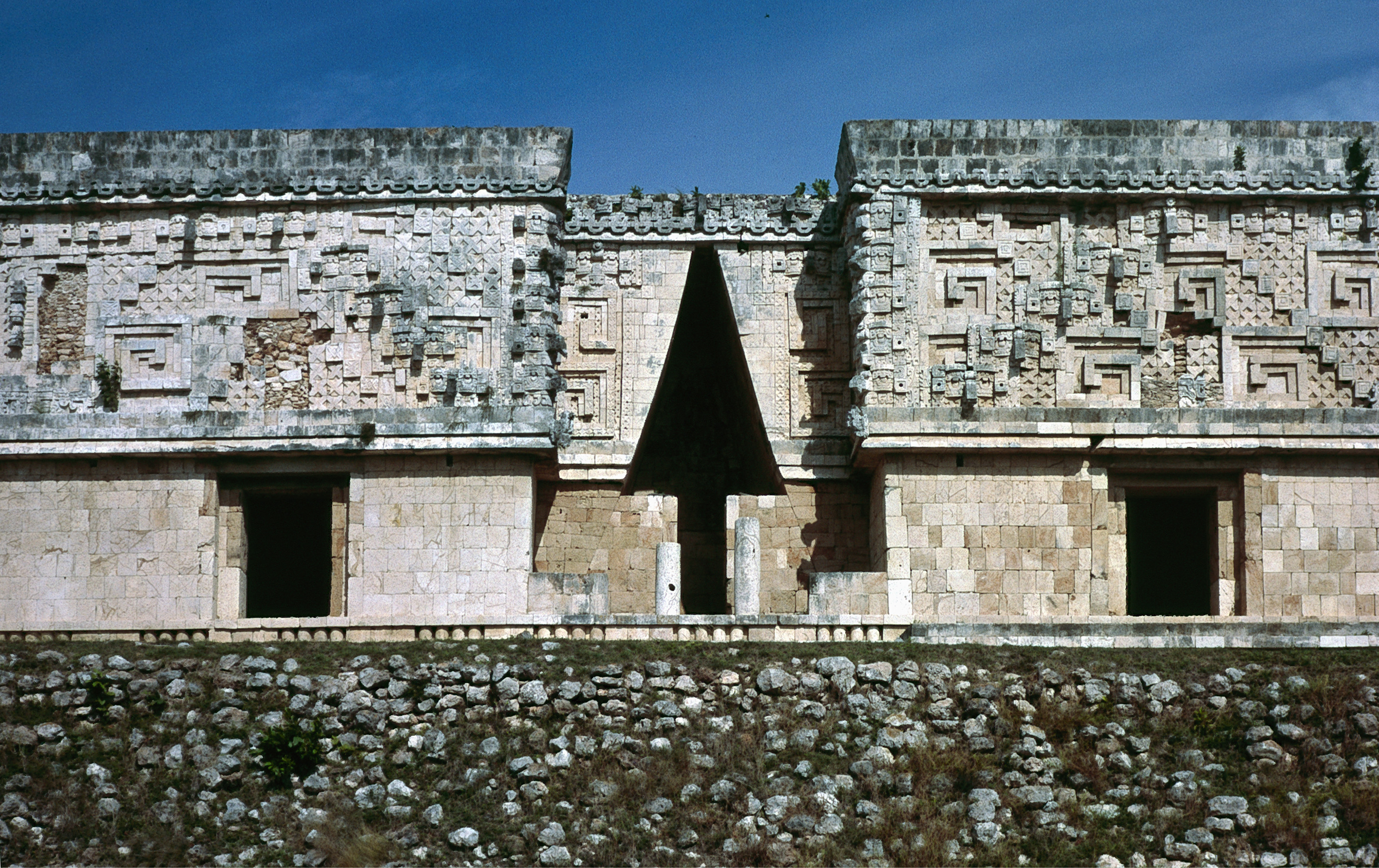
Verbindung der Flügel

Der Gouverneurspalast, ein Gebäude von 100 Meter Länge, steht etwas westlich der Mitte der beschriebenen großen Plattform auf einer weiteren, kleineren, langen und schmalen Plattform von rund 109 Meter Länge, zu der von Osten eine 40 Meter breite Treppe hinaufführt. Der Bau ist in drei Teile gegliedert, die ursprünglich durch zwei gedeckte Torbauten verbunden waren, welche später teilweise vermauert und zu kleinen Räumen umgestaltet wurden.
Die 14 verschieden großen Räume sind in zwei parallelen Reihen angeordnet. Die hinteren Räume liegen, wie es die Regel ist, etwas höher. Dazu kommen je drei Räume an den äußersten Ecken, die nicht dieses Muster aufweisen. Zwei von ihnen sind die einzigen, die durch einen Eingang an der Schmalseite des Gebäudes (der Nord- und der Südseite) zu betreten sind. Der zentrale Raum der Hauptfassade ist eindeutig auch hier der wichtigste, denn er ist durch drei Eingänge ausgezeichnet und auf ihn ist auch der Fassadendekor (siehe weiter unten) ausgerichtet. Alle Räume beeindrucken durch ungewöhnliche Höhe sowohl der unteren Wandfläche bis zum Gewölbeansatz, auch des Gewölbes selbst. Alle Türen besaßen zwei Türbalken aus Chicozapote-Holz, die erst bei der Restaurierung durch solche aus Beton ersetzt wurden.
Die mit Hieroglyphen skulptierten Türbalken des mittleren Eingangs hat Stephens herausgenommen, sie sind später in New York verbrannt. Die intensive Verwendung dieses gegen Termiten sehr widerstandsfähigen Holzes macht deutlich, dass damals nahe Uxmal ausreichende Bestände dieses heute nur mehr in mehreren hundert Kilometern entfernten Gebieten vorkommenden Baumes vorhanden gewesen sein müssen. Die äußeren Türeingänge wurden ähnlich wie bei den Gebäuden des Nonnenvierecks durch eine etwas größere vorgesetzte Türöffnung mit einem weiteren Holzbalken gleichsam eingerahmt. Die ungewöhnlich dicke Rückwand (2,5 bis 3 Meter) hat frühe Entdeckungsreisende dort vergeblich nach versteckten Schätzen suchen lassen.
Auf der Terrasse neben dem Gebäude befindet sich die Steinfigur aus zwei miteinander verschmolzenen Jaguaren die einen zweiköpfigen Jaguarthron darstellt und dem Herrscher als Sitzplatz diente.
Die Fassadengliederung hält sich an die Regeln des Späten Uxmal-Stils, ist aber hier besonders aufwändig. Der Gebäudesockel besteht aus drei Elementen, zwei glatten Bändern, die ein weiter innen liegendes Band einrahmen, das abwechselnd glatte Flächen und Gruppen von vier niedrigen Säulchen aufweist. Die untere Wandfläche ist glatt, sie wird nach oben hin durch das mittlere Gesims begrenzt, das einfach gehalten ist und aus drei Elementen besteht: ein glattes Band, das oben und unten von entgegengesetzt vorspringenden Bändern mit schrägem Querschnitt eingerahmt wird. An den Ecken ragen aus dem mittleren Band große vollplastische Schlangenköpfe heraus.

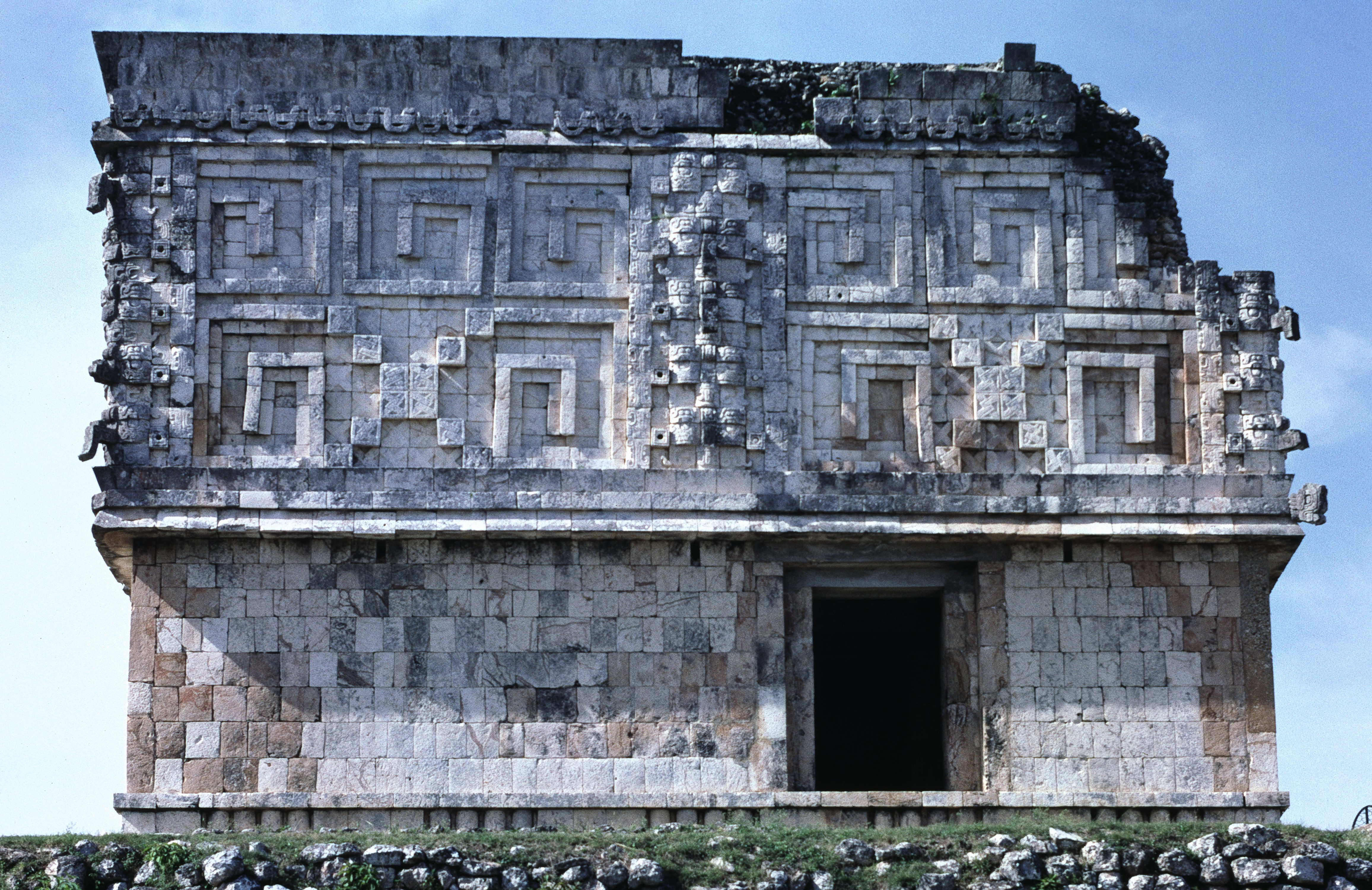
Ansicht der Fassade von Süden

Die obere Wandfläche trägt allen Dekor des Gouverneurspalastes. Das bildliche Programm ist sehr komplex und kann hier nicht im Einzelnen beschrieben werden. Es besteht aus einer vielfachen Kombination der folgenden Elemente: Stufenmäander, das heißt eckige Spiralen mit einer seitlichen Stufenreihe, die zum Beginn der Spirale führt. Diese Stufenmäander treten links- und rechtsorientiert auf, jeweils spiegelbildlich zueinander. Zwischen ihnen finden sich Felder mit Rauten-Gittermuster.
Die Stufenmäander sind nur scheinbar in zwei horizontalen Registern (horizontalen Reihen) angeordnet, tatsächlich ist ihre Höhe weniger als die Hälfte der oberen Wandfläche, so dass über oder unter ihnen noch Platz bleibt. Dieser Platz wird durch eine Kette von Chaak-Masken eingenommen, die teils horizontal, teil treppenartig schräg angeordnet sind.
Über dem Mitteleingang befinden sich, offenbar später vor Gitterfeldern angebracht, acht horizontale glatte Streifen (ähnlich wie beim Ostgebäude des Nonnenvierecks), auf denen zu beiden Enden flache Schlangenköpfe aufsitzen. Auf den Bändern befinden sich in Verlängerung der Schlangenköpfe, etwas zurückliegend, höhere Bänder, die mit Scheinhieroglyphen (Zeichen, die zwar wie Hieroglyphen aussehen, aber nicht echten Zeichen entsprechen und deshalb natürlich keinen Inhalt wiedergeben) geschmückt sind.
Eine neunte Reihe ist kaum erkennbar in die an dieser Stelle horizontale Reihe der Masken eingefügt, allerdings ohne das horizontale Band, das hier mit den weit vorstehenden Nasen der Masken kollidiert wäre. Im Zentrum dieser Bänder-Schlangen ragt ein hoher Feder-Kopfschmuck auf, unter dem die Figur eines Würdenträgers beinahe verschwindet, die auf einem Thron sitzt. Der Thron ist in einem halbkreisförmigen Bogen eingepasst, aus dem wiederum nach beiden Seiten Schlangenköpfe ragen.
Das obere Gesims ist eigenartig gestaltet: über einem schrägen Band verläuft ein schmales Band, um das sich ein gleich schmales abwechselnd davor und dahinter windet. Der obere Abschluss wird durch ein hohes, vorkragendes Band gebildet.
Die Schmalseiten des Gouverneurspalastes tragen dasselbe Dekor von Stufenmäandern und Gitterfeldern, die Rückseite nur Gitterfelder.

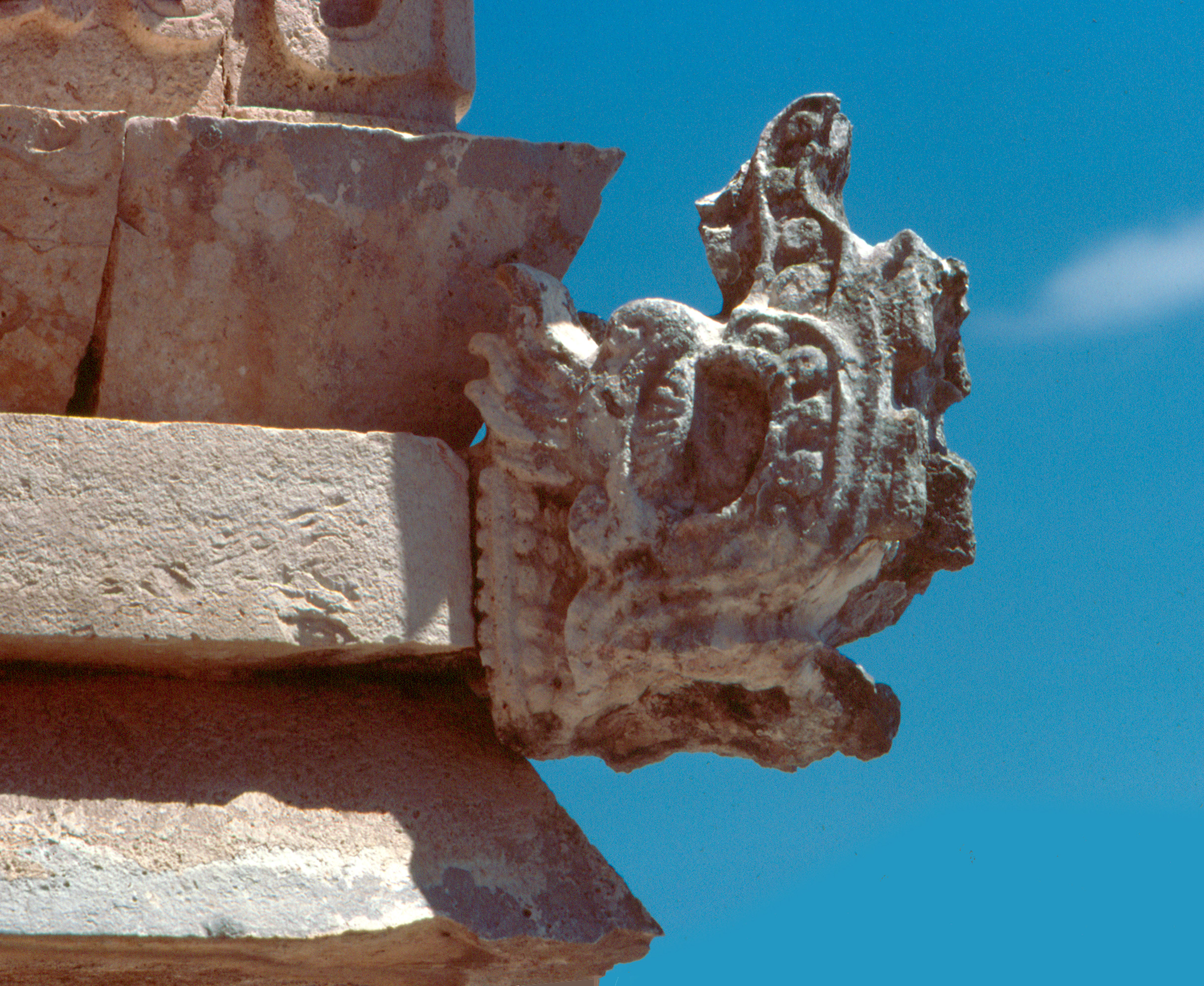
Schlangenkopf an der Ecke (mittleres Gesims)
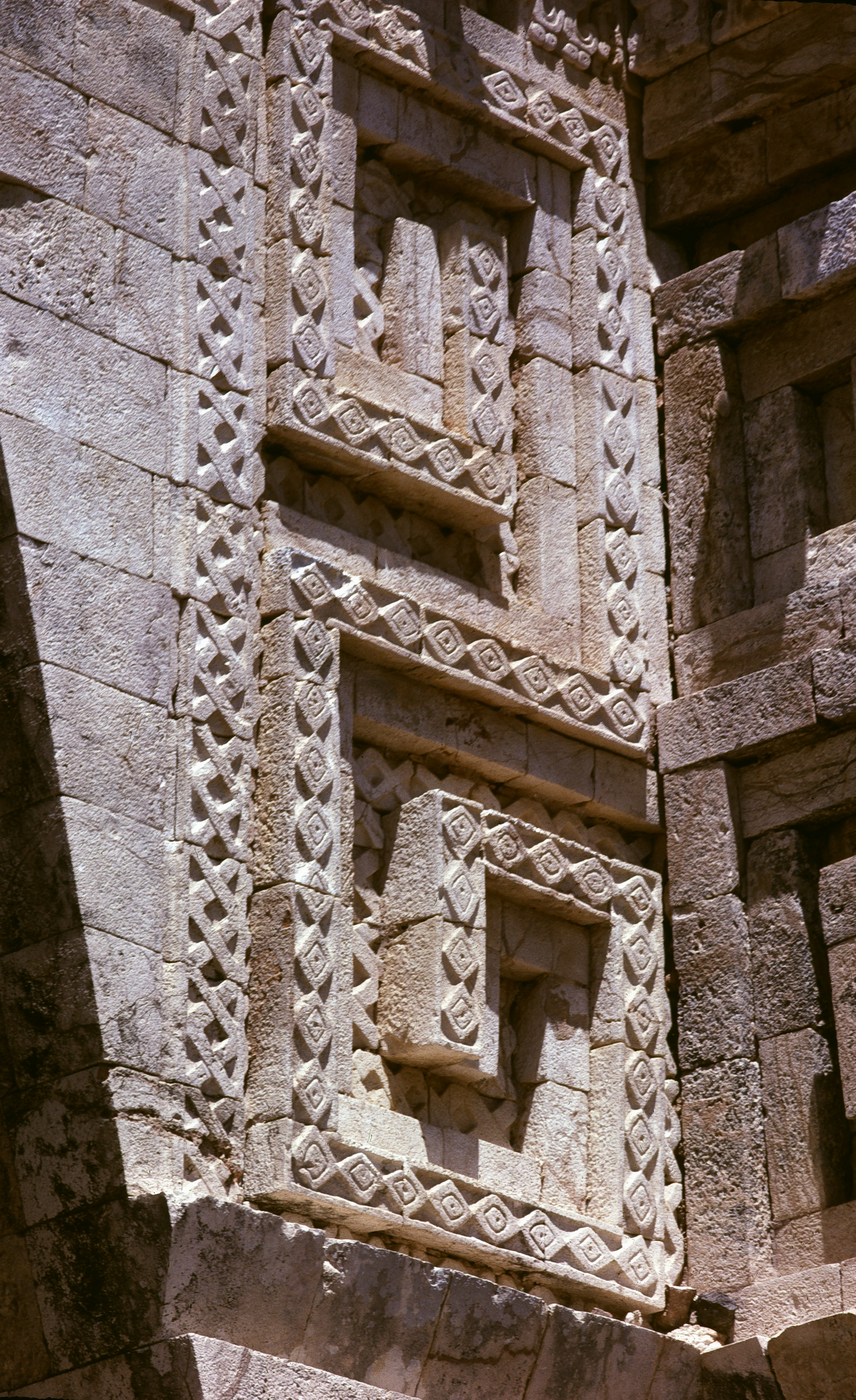
Verbindung der Gebäudeflügel, Detail
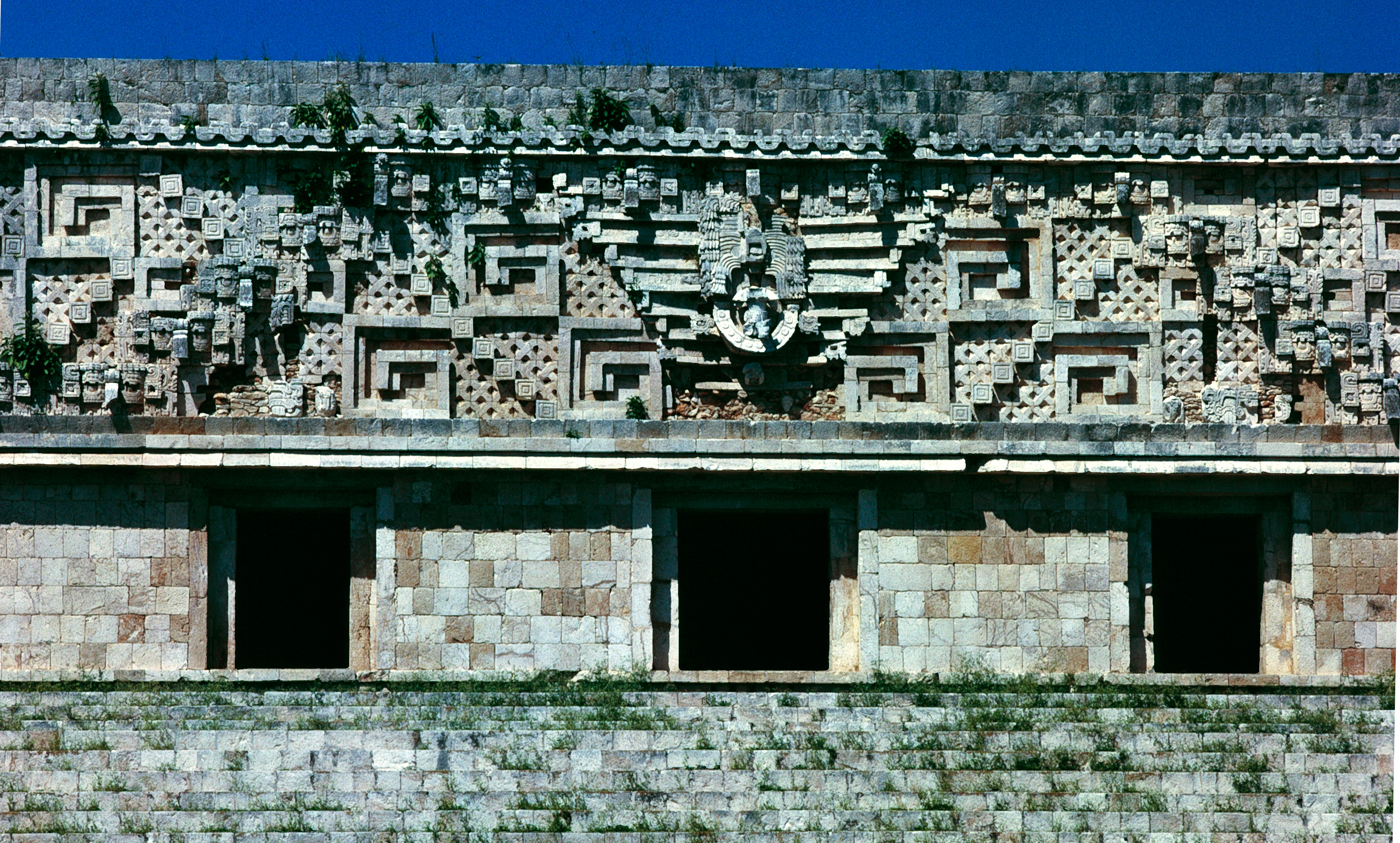
Steinmosaik über dem mittleren Eingang, Ostseite
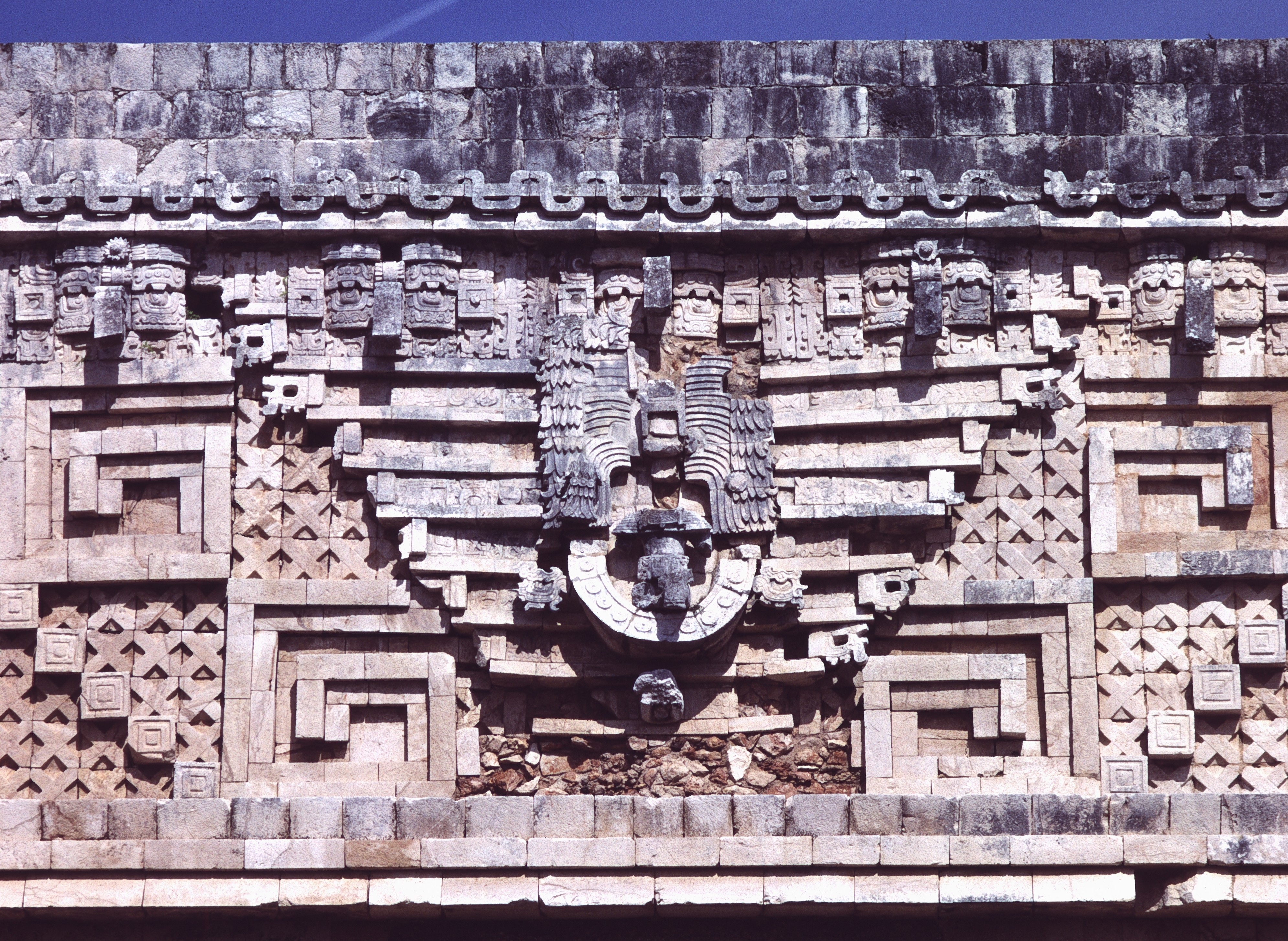
Steinmosaik über dem mittleren Eingang, Detail

#### Schildkrötenhaus (Casa de las Tortugas)
Das wegen seines Dekors im oberen Gesims so genannte Schildkrötenhaus ist ein typisches klassisches Gebäude des Puuc-Stils. Es liegt auf der großen Terrasse des Gouverneurspalasts wenige Meter nördlich des Palastes auf einem später angefügten Teil der großen Plattform. Zum Schildkrötenhaus führt von Norden eine große Treppe auf die Plattform hinauf.

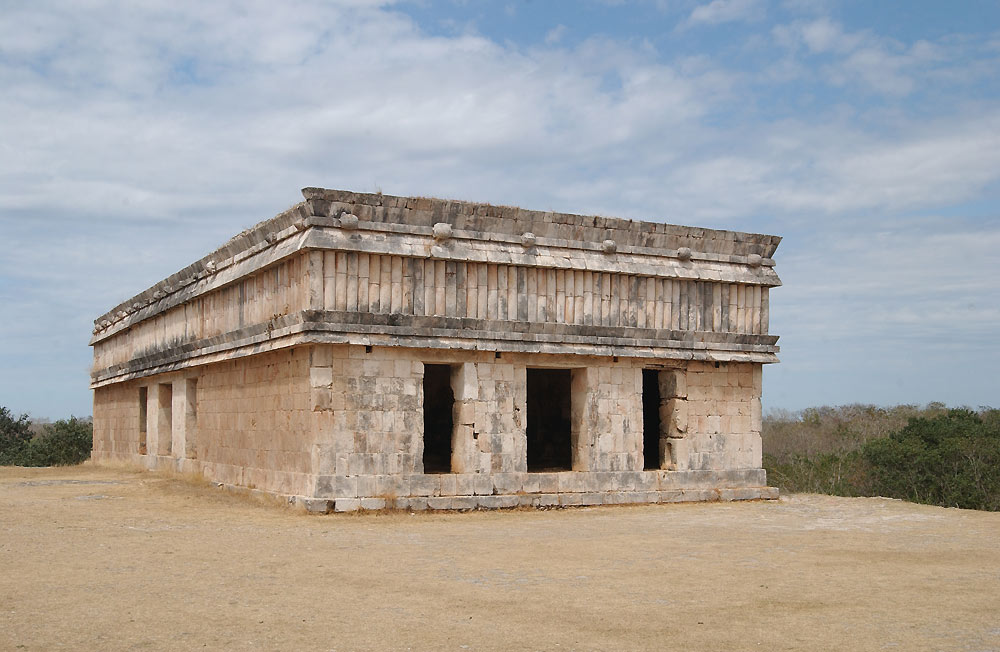
Schildkrötenhaus

Der Grundriss des Gebäudes ist klar gegliedert: An beiden Schmalseiten und der Südseite befinden sich je zwei hintereinander angeordnete Räume, der jeweils äußere hat drei Eingänge, der innere einen. Die Inneren Räume liegen um eine Stufenhöhe höher. An der Nordseite befindet sich nur ein Eingang, der zu einem einzigen länglichen Raum führt.

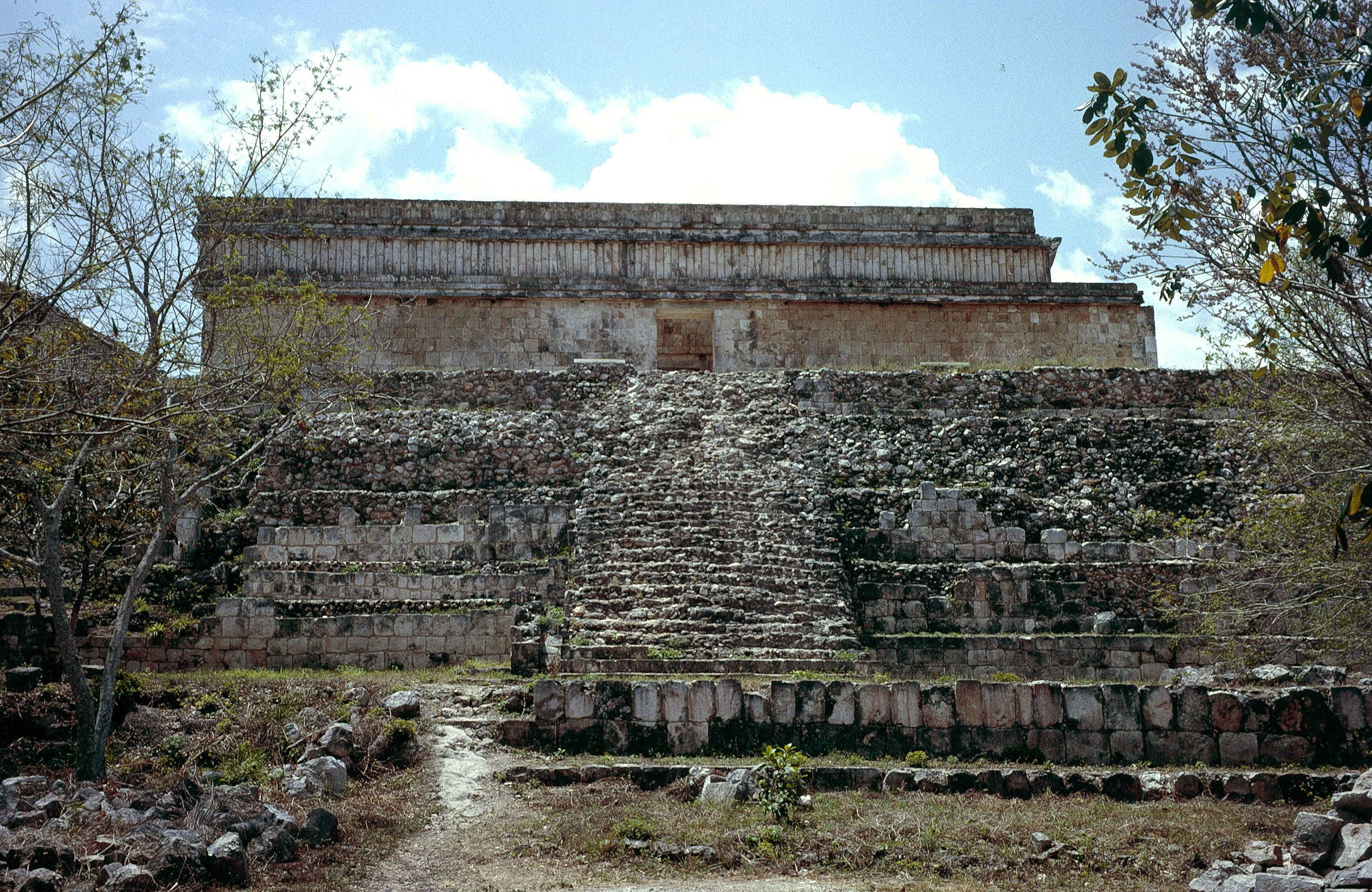
Schildkrötenhaus mit Treppe zur Plattform

Die Fassaden weisen die übliche Gliederung auf: über einem einfachen Sockelgesims aus einer hohen, leicht vorgeschuhten Steinreihe erhebt sich eine glatte Wandfläche bis in die Höhe der Türbalken, die ursprünglich aus Holz waren. Das mittlere Gesims besteht aus drei Elementen: einem glatten Band in der Mitte und nach außen ein nach oben und ein nach unten und außen vorkragendes Band. Die obere Wandfläche weist Säulchen auf, das obere Gesims ist ähnlich dem mittleren, wobei die vorkragenden Bänder höher sind. Auf dem mittleren Band sitzen die erwähnten Schildkröten. Die Bauqualität ist ausgezeichnet, sie erinnert in vielen Details an den Gouverneurspalast. Das Gebäude wurde in seinem eingestürzten Mittelteil um 1968 rekonstruiert.

#### C-förmiges Gebäude südöstlich des Gouverneurspalastes
Auf der Plattform des Gouverneurspalastes befindet sich, genau wie in den meisten Gebäudekomplexen, ein so genanntes C-förmiges Gebäude. Das Gebäude beim Gouverneurspalast ist das größte bekannte Gebäude dieses Typs, es ist nicht ausgegraben, aber trotzdem gut als solches zu erkennen, da es so gut wie nicht von Schutt eines (hier nicht existierenden) Gewölbes überdeckt ist.

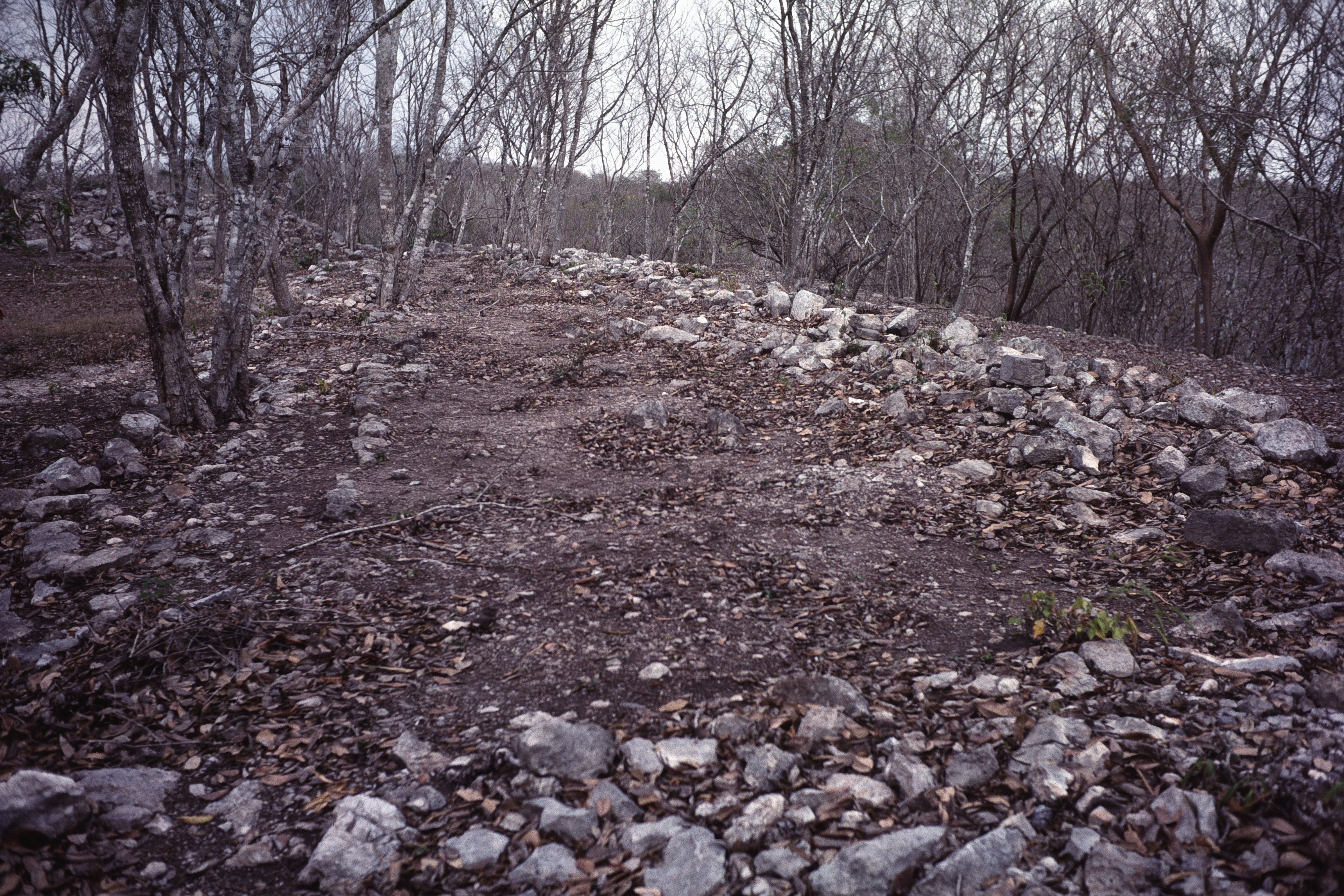
Unausgegrabenes C-förmiges Gebäude am Gouverneurspalast

Die Reihe von unbehauenen Steinen an der Rückseite (im Bild rechts) stammt von der die Rückwand entlanglaufenden Bank und dem niedrigen Mauersockel, auf dem eine Wandkonstruktion aus Holz aufgesetzt haben dürfte. Auf der Vorderseite fehlt entsprechender Schutt: hier war das Gebäude offen, das anzunehmende Dach ruhte auf hölzernen Stützen. Die Lage dieses C-förmigen Gebäudes ist ungewöhnlich. Üblicherweise finden sie sich in kleinen Gruppen oder paarweise im Inneren oder der Mitte von Höfen, während das Gebäude hier die Plattform vor dem Gouverneurspalast eher einrahmt. Dies könnte – zusammen mit dem rechtwinklig dazu verlaufenden Gebäude, das als im nächsten Abschnitt beschrieben wird – auf eine andere Funktion oder Zeitstellung hinweisen.

#### Säulenhalle östlich des Gouverneurspalastes
Gegenüber dem Gouverneurspalast auf derselben großen Plattform befindet sich ein lang gestrecktes nicht freigelegtes Gebäude, dessen aus dem Schutt herausragende Säulenstümpfe auf ein Gebäude ähnlich dem Südgebäude der Vogelplaza hindeuten. Es wird vermutet, dass es sich um einen Portikus mit drei dahinter liegenden Räumen gehandelt hat. Die obere Fassade scheint mit Säulchen und ik-Elementen dekoriert gewesen zu sein.

#### Gebäude nördlich der Plattform des Gouverneurpalastes

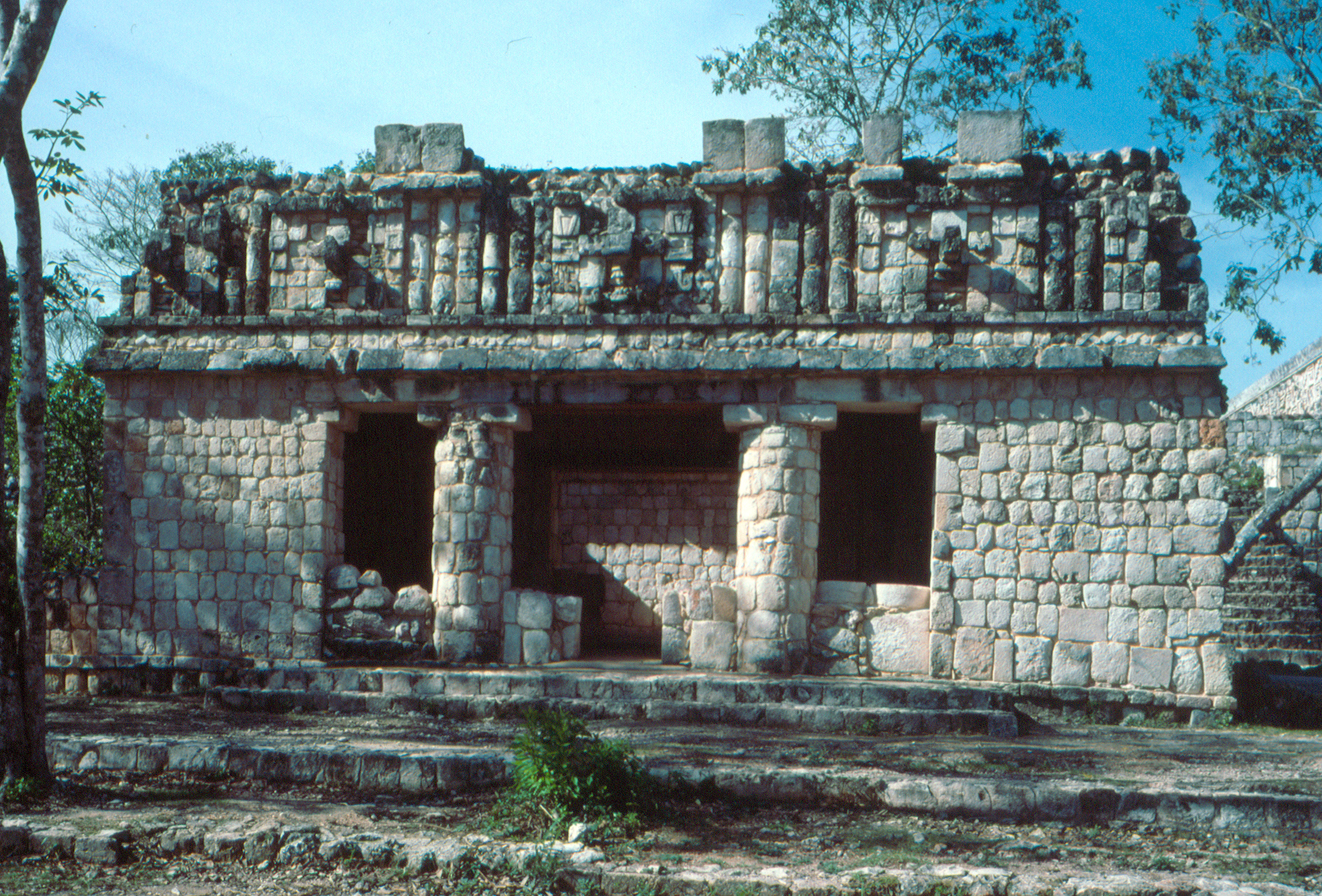
Gebäude am Fuß der Gouverneurs-Plattform

Dicht am nördlichen Fuß der Plattform, auf der der Gouverneurspalast steht, wurde ein kleines Gebäude ausgegraben und vollständig rekonstruiert, das durch aus Steinblöcken gemauerte Säulen auffällt, die den Eingang teilen. Zu einem späteren Zeitpunkt wurden die seitlichen Eingänge durch unsauberes Mauerwerk verschlossen. Im Schutt des Innenraumes fand sich ein Gewölbedeckstein, der ungewöhnlich gut erhalten ist (in der Rekonstruktion wurde er durch eine Nachbildung ersetzt).

#### Ältere Bauten westlich des Gouverneurspalastes
Auf halber Höhe der großen Plattform des Gouverneurspalastes befindet sich ein breiter Absatz, auf dem zwei Bauten stehen, die später von der Plattform eingeschlossen und teilweise halb überdeckt wurden. Sie sind deshalb zeitlich früher als die Errichtung der Plattform und das auf ihr in unmittelbarer Nähe stehende Schildkrötenhaus einzuordnen. Der Absatz ist über eine breite Treppe von dem der Hauptpyramide vorgelagerten Hof zu erreichen.
Das südliche der beiden Gebäude besteht aus zwei Reihen von jeweils drei Räumen in ost-westlicher Richtung, von denen der mittlere, von dessen etwas vorspringender Vorderwand nur kleine Reste erhalten sind, eine Fassadengestaltung im Chenes-Stil besaß.
Das nördliche Gebäude hat ebenfalls zwei Reihen von drei Räumen, deren Eingänge nach Westen orientiert sind. Nach den auf der Rückseite erhaltenen Resten der Fassade handelt es sich um einen Bau im klassischen Säulchen-Stil.

### Ballspielplatz (Juego de Pelota)

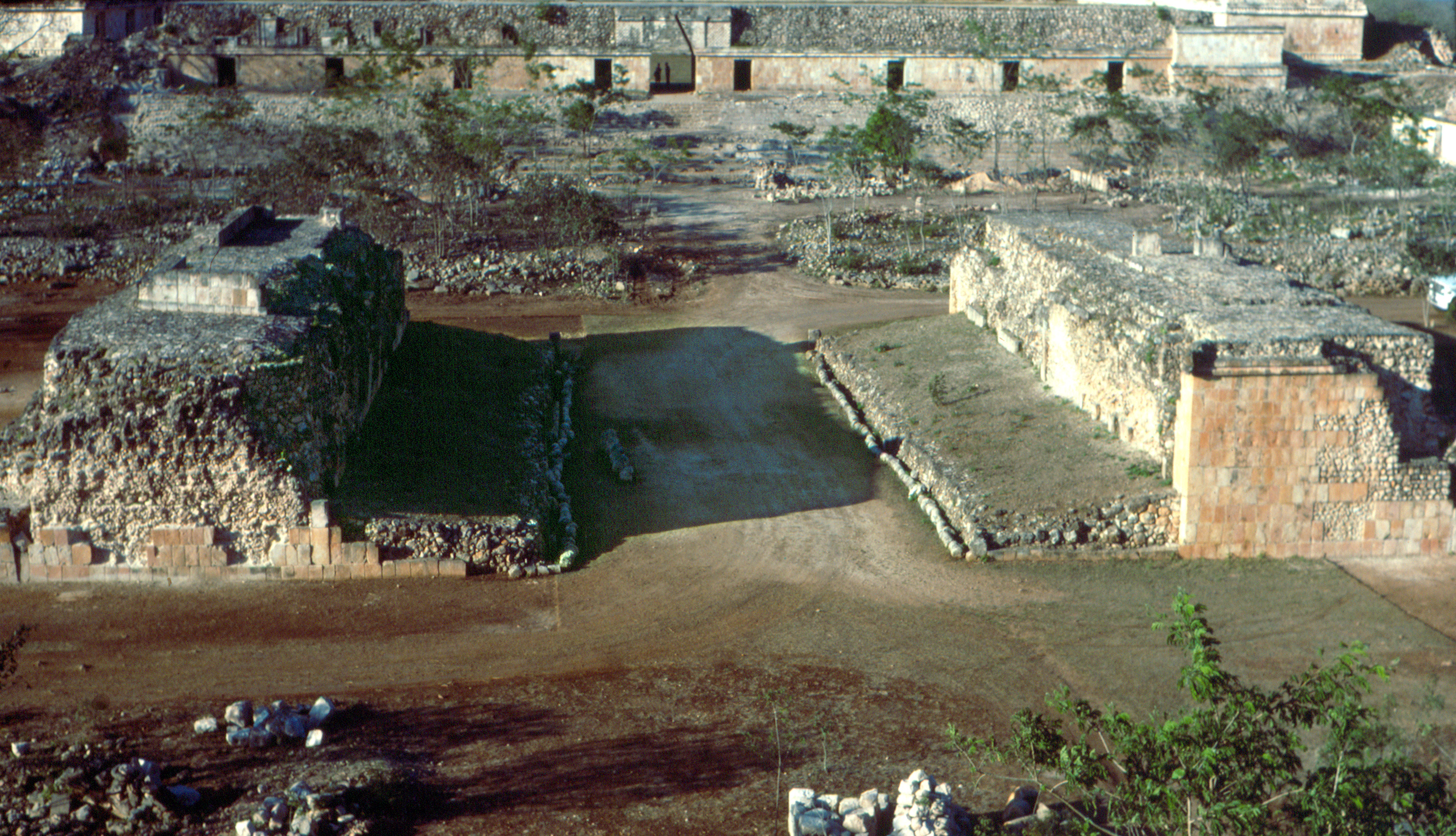
Großer Ballspielplatz von Süden

Der Ballspielplatz liegt zwischen den Plattformen des Nonnenvierecks im Norden und des Gouverneurspalastes im Süden, er ist ungefähr nach Nord-Süd ausgerichtet. Wie bei allen spätklassischen Ballspielplätzen wird er aus zwei massiven Mauerblöcken gebildet, zwischen denen zwischen niedrigen Bänken die Spielgasse (34 Meter × 10 Meter) verläuft, in der das eigentliche Spiel stattfand. Die seitlichen Mauerblöcke, die 7,4 Meter hoch sind, dienten hauptsächlich als die Reflexwand, von der der auf sie treffende Ball zurück in die Spielgasse geleitet wurde. Die Reflexwände waren dementsprechend glatt gehalten.

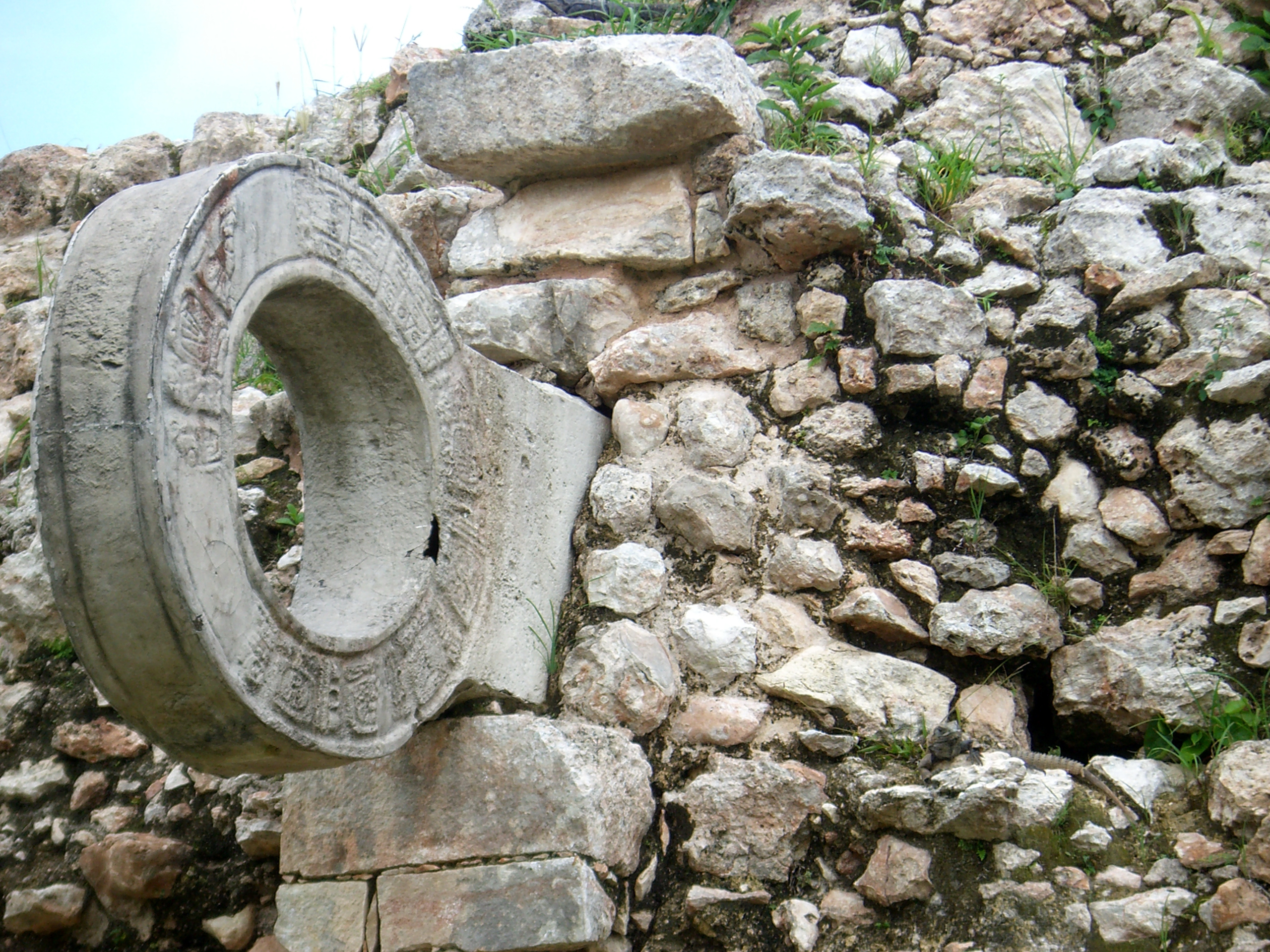
Ballspielring (ergänzter Abguss)

In der Mitte jeder Seite war ein steinerner Ring eingelassen (von dem in Uxmal nur Reste erhalten sind). Das Ziel des Ballspiels war, mit dem Ball aus massivem Kautschuk durch den Ring zu treffen, wobei der Ball nur mit der Hüfte gespielt werden durfte. Beide Ringe waren mit einer nur mehr teilweise erhaltenen Inschrift versehen, auf der die (rekonstruierten) Daten des (umgerechnet auf den julianischen Kalender) 9. Januar 905 enthalten sind. Die seitlichen Bänke wiesen auf ihrer oberen Kante plastisch ausgeführte Klapperschlangenkörper auf. Auf der oberen Fläche der beiden seitlichen Mauerblöcke standen Gebäude mit dreigliedrigen Eingängen, zu denen von außen Treppen hinaufführten. Diese Gebäude sind weitgehend zerstört.

### Pyramide des Zauberers (Pirámide del Adivino)
Die Ruinenzone von Uxmal wird von der Pyramide des Zauberers dominiert, einer Pyramide mit rechteckigem Grundriss, deren Ecken weiträumig abgerundet sind. Der Körper der Pyramide ist mit grob bearbeiteten Steinen verkleidet, die heute sichtbare Verkleidung ist zu einem großen Teil das Ergebnis von Arbeiten zur Stabilisierung des Bauwerkes.
An der Pyramide lassen sich mindestens fünf Bauphasen unterscheiden. Die traditionelle Bezeichnung der einzelnen Bauteile als „Tempel“ sagt nichts über die tatsächliche Funktion aus.

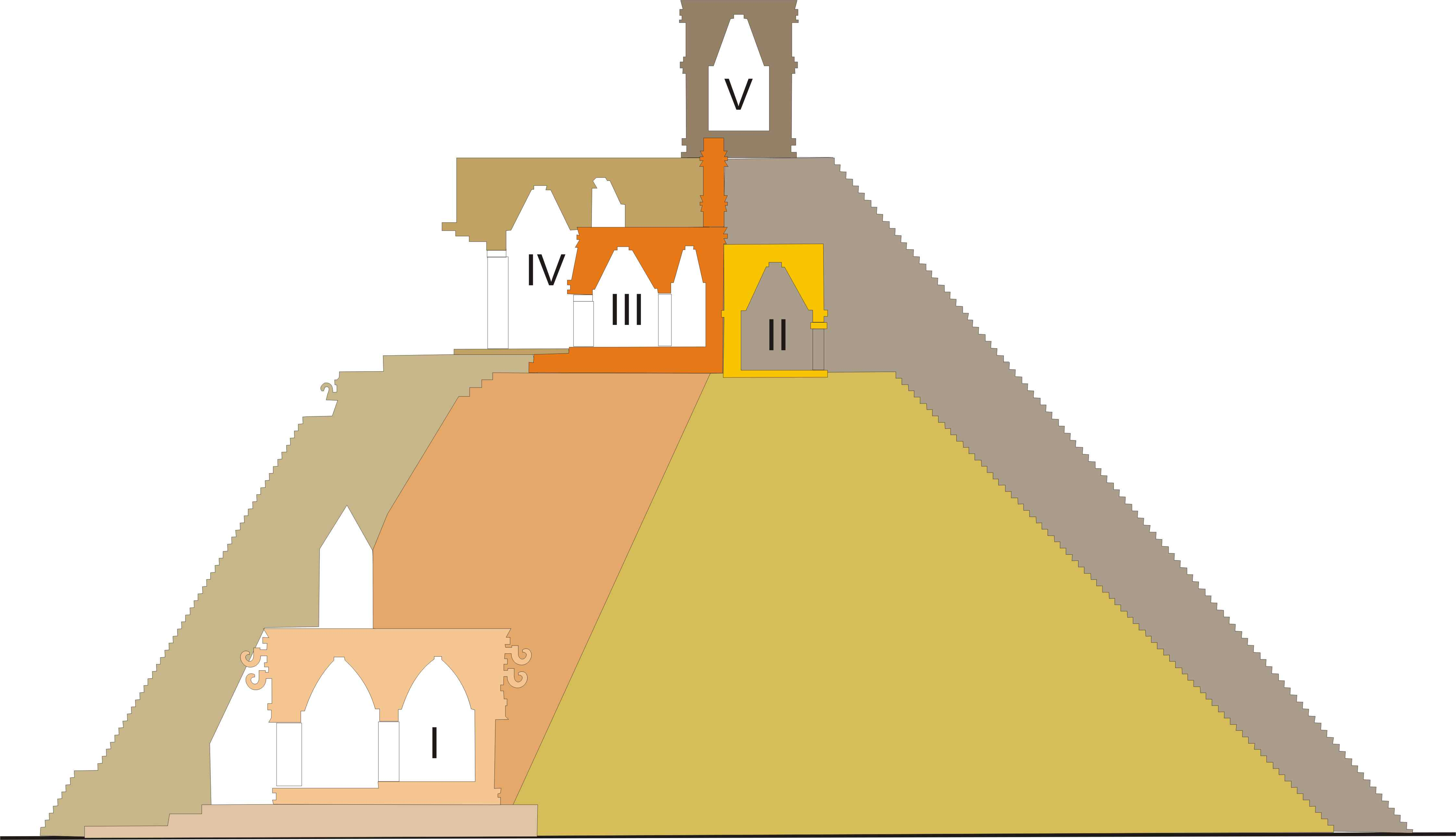
Bauphasen der Pyramide (Ost-West Schnitt), mit Lage der Tempel I bis V
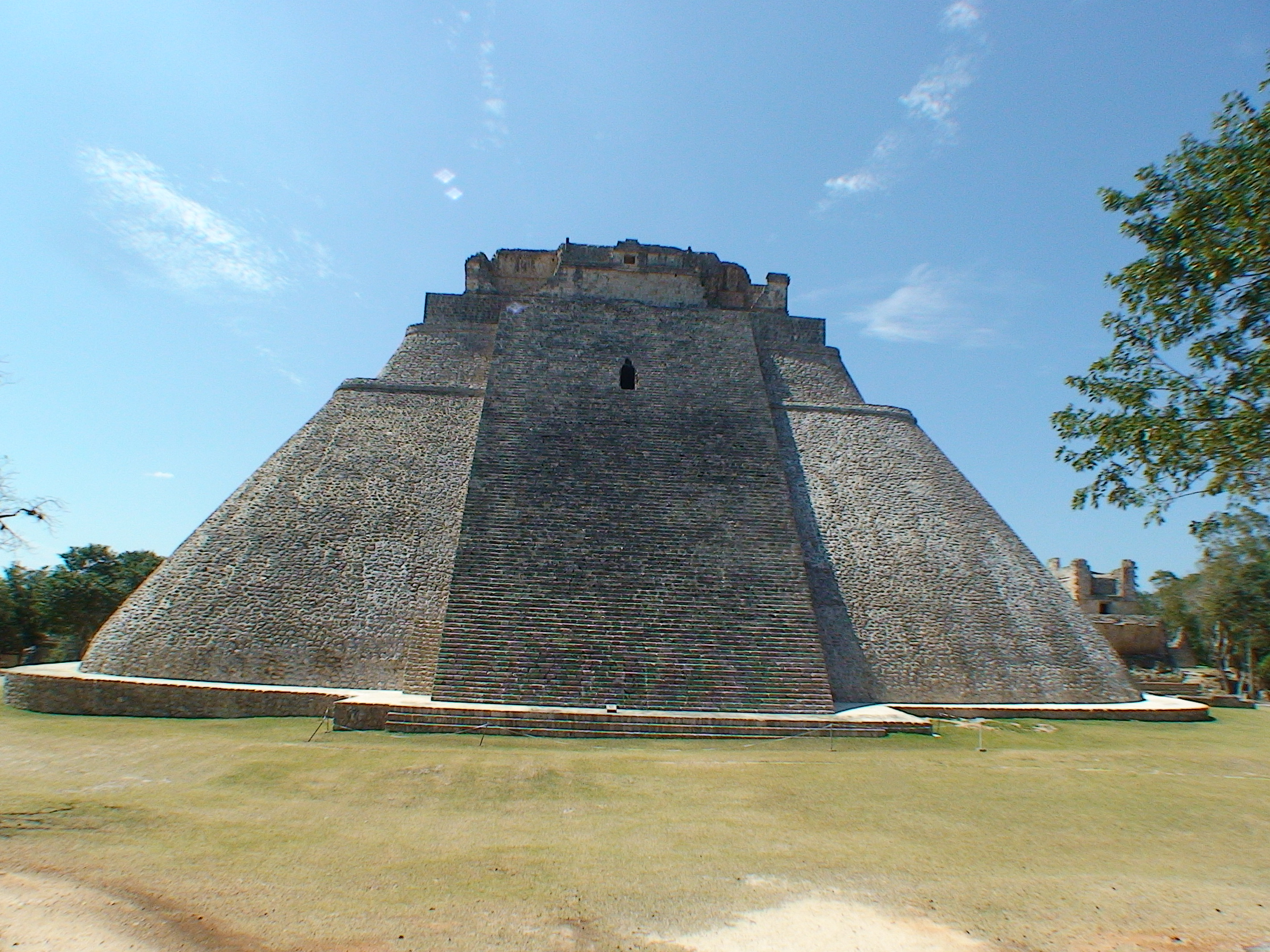
Ostansicht mit Treppe und Zugang zum Tempel II
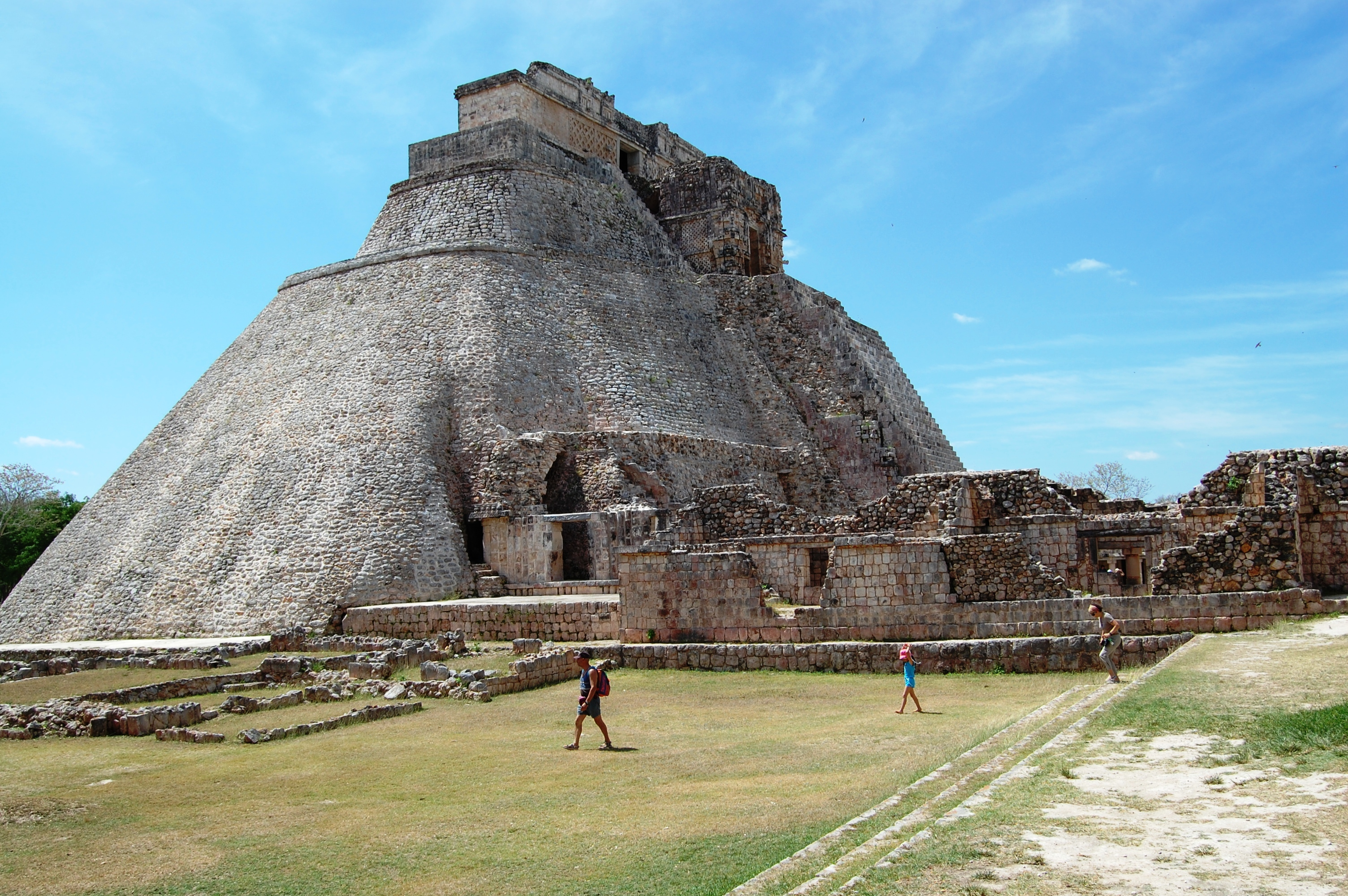
Nordwestansicht, vorne das Nordgebäude des Vogelplatzes
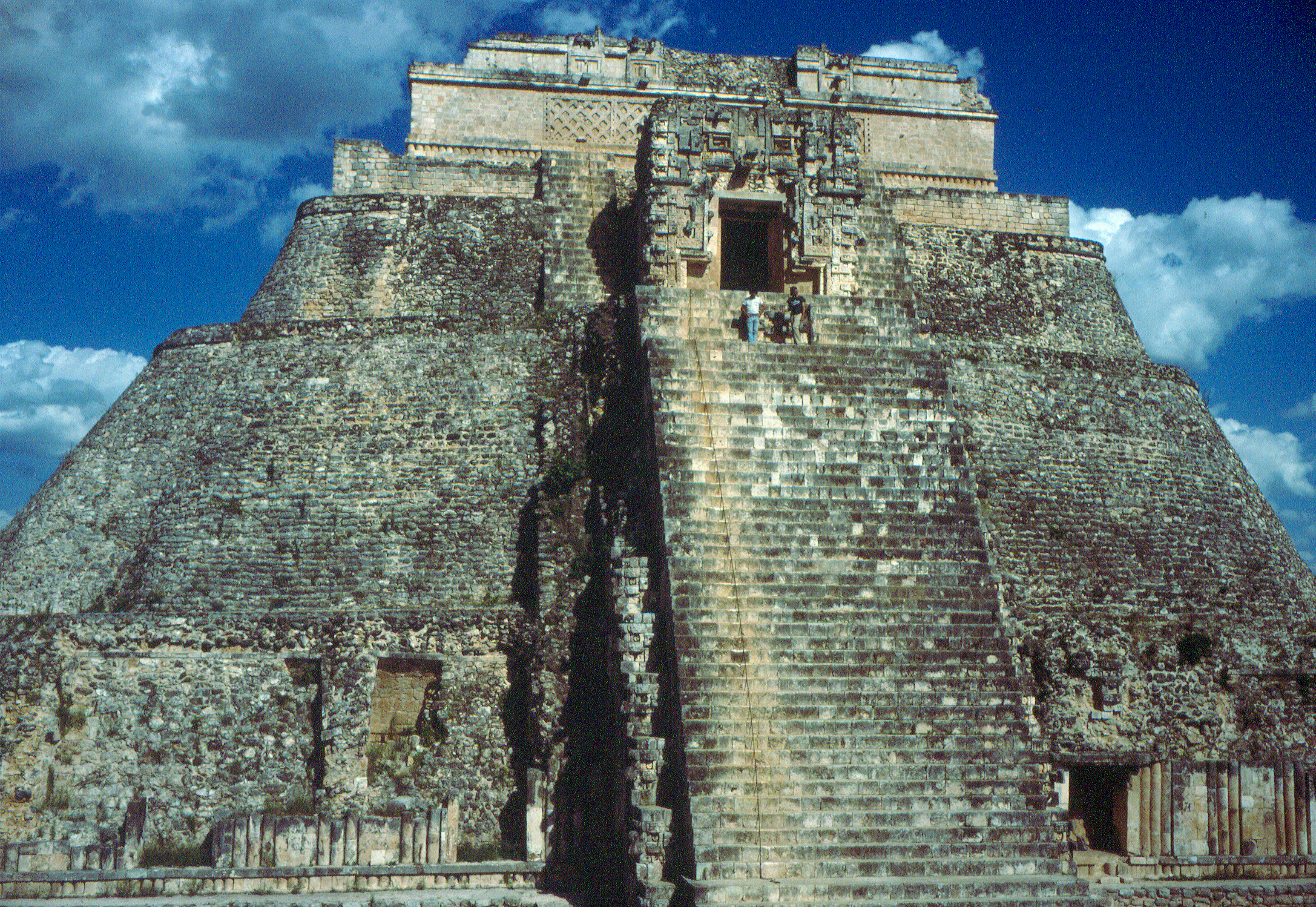
Westansicht mit Zugängen zu den Tempeln I und IV
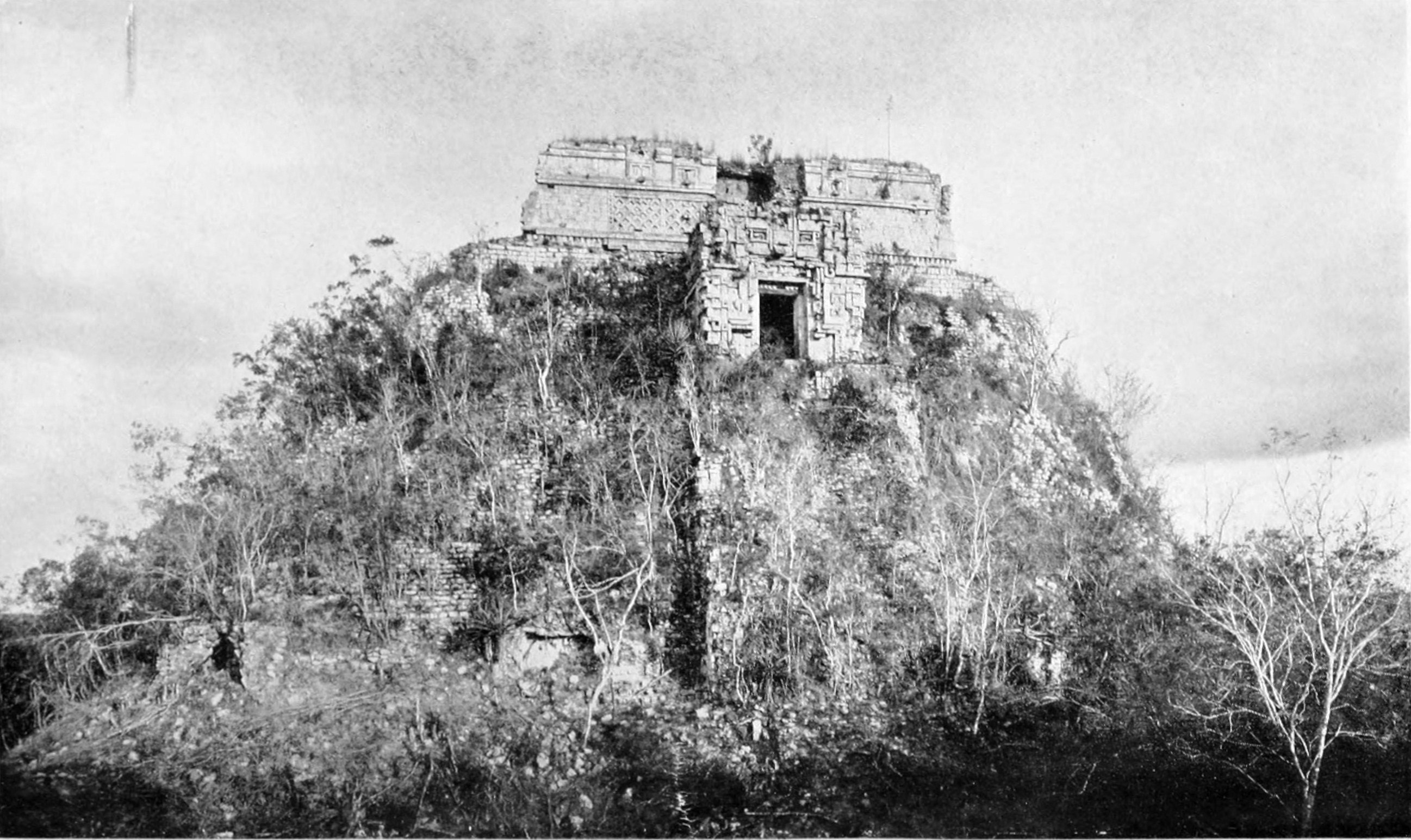
Uxmal Adivino 1913

#### Tempel I
Der älteste Bauteil ist ein ursprünglich selbständiges Gebäude, das die östliche Begrenzung des Vogelhofes bildet – dessen Randbebauung damals aber noch nicht vollständig existierte. Bei dem sogenannten Tempel I handelt es sich um ein typisches Gebäude im klassischen Puuc-Stil, das aus zwei parallelen Reihen von jeweils 5 Räumen besteht, wobei die hintere (östliche) Reihe durch die Räume der westlichen Reihe zugänglich war. An jedem Ende lag ein quer verlaufender Raum. Der mittlere Eingang kam später unter der westlichen Treppe zu liegen und ist heute nicht mehr sichtbar.

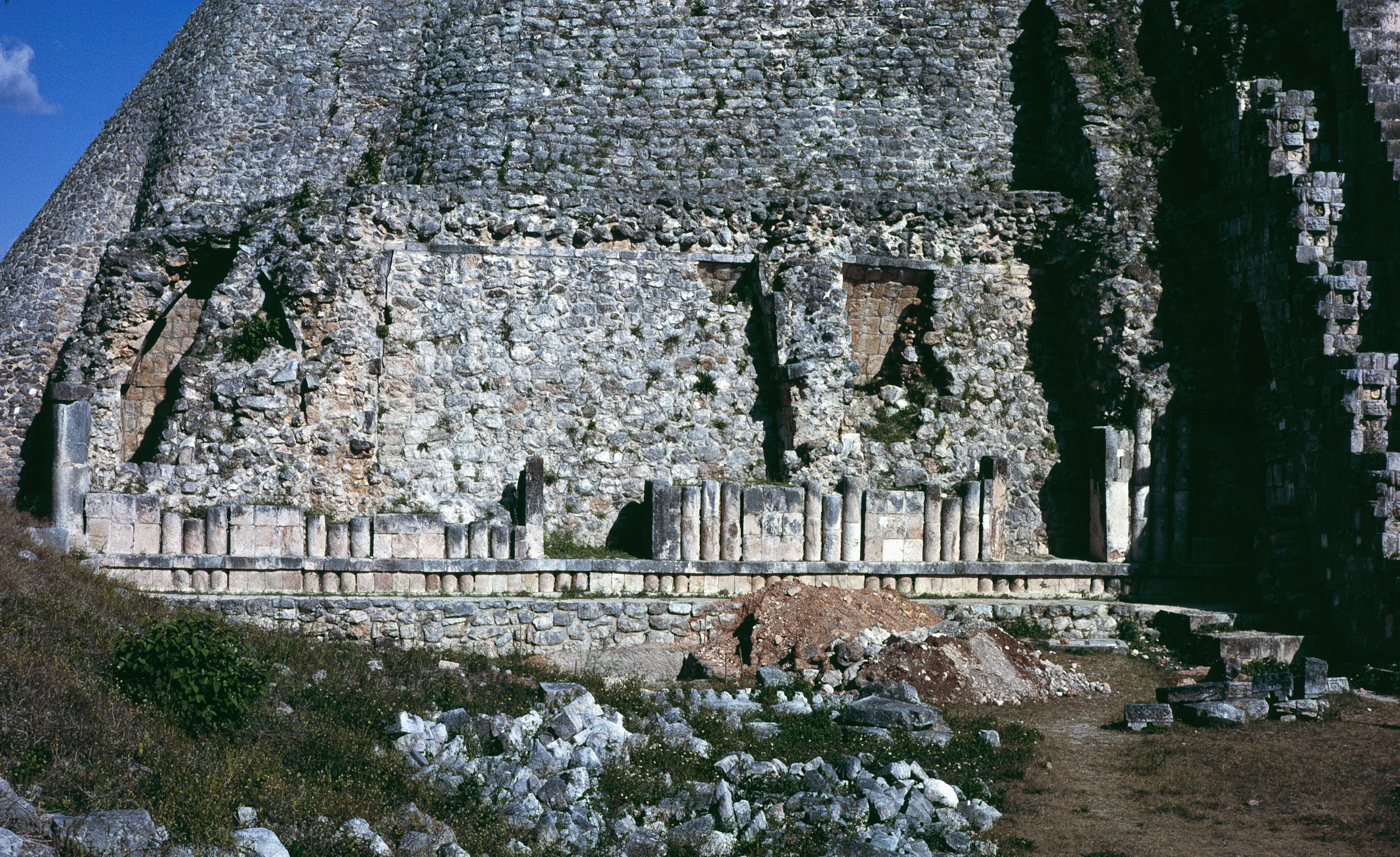
Tempel I – verfüllte Räume

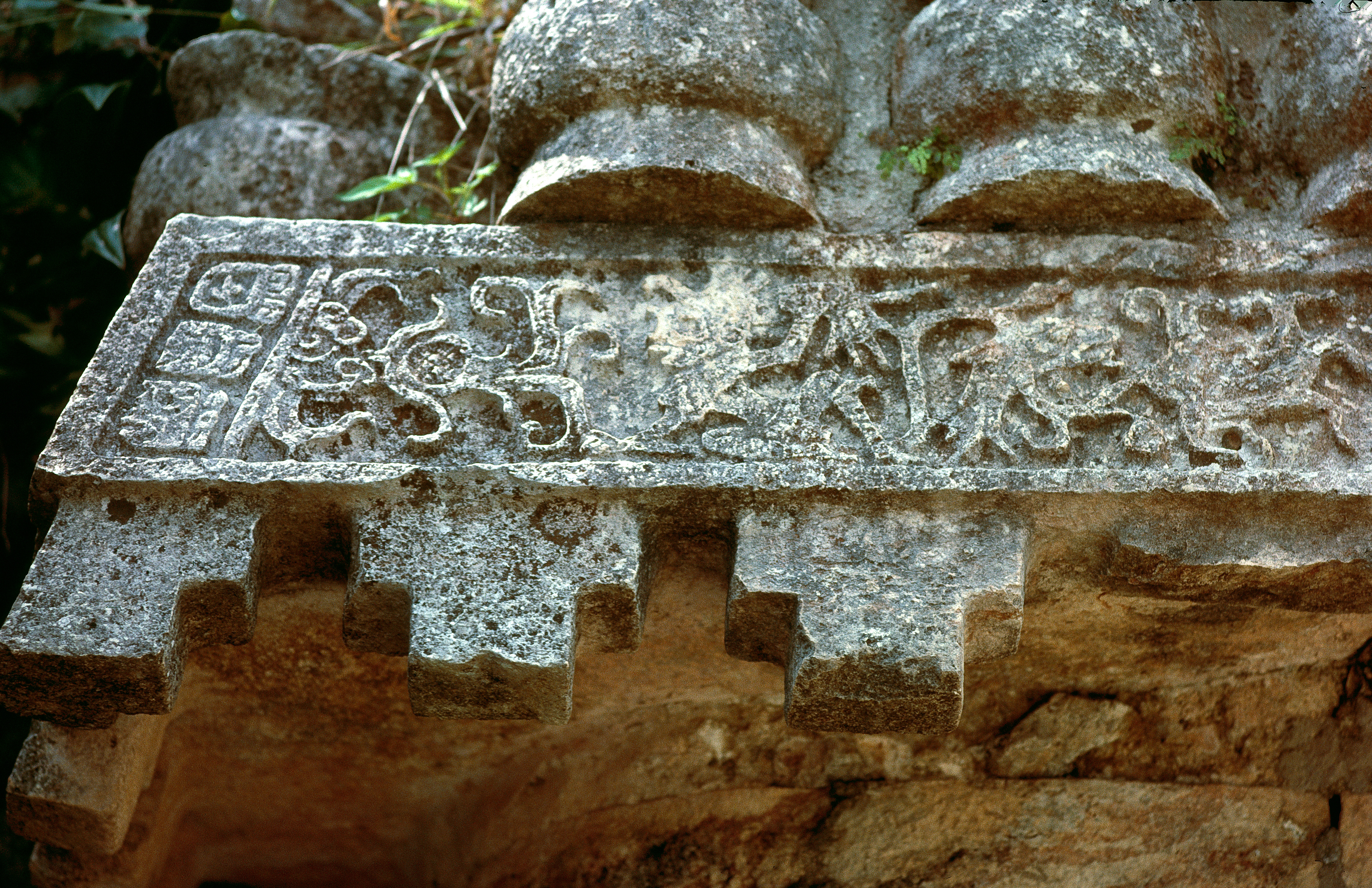
Fries mit Hieroglyphen und Reliefszene

Ein Teil der Räume wurde vermutlich bei der Errichtung der letzten Phase der Pyramide aus Stabilitätsgründen mit Geröllstein-Mauerwerk verfüllt. Die Türen hatten Türbalken aus jeweils zwei Holzbalken, die nur noch an einer Stelle erhalten geblieben sind. Von einem der Balken existiert eine Radiokarbondatierung auf 740–760 n. Chr. (Labor-Nummer Hei 15505, Vertrauensintervall 1 Sigma, entspricht 68 % Wahrscheinlichkeit, dass das Fällungsdatum des Baumes in den genannten Zeitraum fällt). An den Ecken befinden sich eingesetzte dicke Ecksäulen.
Die Gestaltung der Fassade besteht aus einem Sockel von drei Elementen: zwischen zwei glatten Bändern zieht sich eine Reihe von niedrigen Säulchen, die mit glatten Flächen abwechseln, um das gesamte Gebäude. Die untere Wandfläche ist glatt aus gut geschnittenen Verkleidungssteinen. Zwischen den Türen und den Türen und Ecken befinden sich drei Felder mit je drei Säulchen, die über die ganze Höhe der unteren Wand reichen. Die Säulchenfelder der Wand korrelieren nicht mit denen des Sockels.
Das mittlere Gesims ist ungewöhnlich stark und vielfältig dekoriert. Es besteht aus übergroßen monolithischen Elementen, deren Schauseite nach unten und außen vorkragt. Der untere Rand ist mit einfach gestuften zapfenartigen Elementen in Form des „ik“-Symbols (ähnlich einem „T“ mit drei gleich langen Balken) geschmückt, die Schauseite trägt in Flachrelief figürliche Motive, Ranken, Fische, Flechtbänder, gekreuzte Langknochen und einzelne kurze Hieroglyphentexte. Über diesem untersten Element folgt eine durchgehende Reihe von gekröpften Säulchen, darüber ein weiteres Band, das an flach liegende Säulchen erinnert, die regelmäßige Einschnitte um ihren Umfang haben.

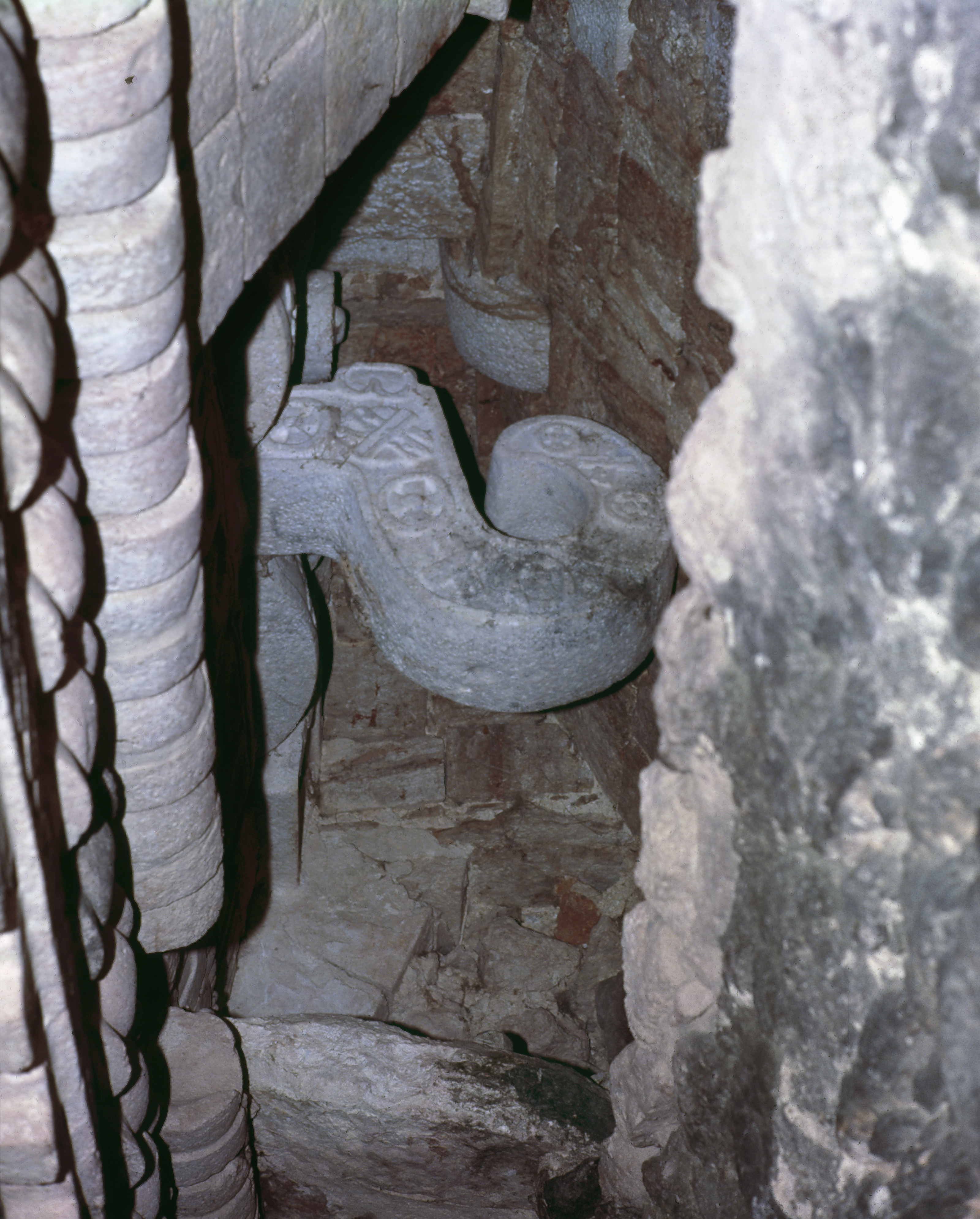
Rüsselmasken über dem zentralen Eingang unterhalb der (späteren) Treppe, heute nicht mehr sichtbar

Die obere Wandfläche ist glatt, wurde aber über den Eingängen von großen, doppelt übereinander gesetzten Chaac-Masken mit den charakteristischen Rüsseln durchbrochen. Über dem unter der späteren Treppe perfekt erhaltenen mittleren Eingang befand sich die vollplastische Darstellung der Reina de Uxmal (Königin von Uxmal), tatsächlich das teilweise tätowierte Gesicht eines Priesters, das aus dem Rachen einer stilisierten Schlange hervorkommt. Diese Figur wurde bei den Restaurierungsarbeiten entfernt. Darüber befinden sich zwei große, perfekt erhaltene Rüsselmasken, die seit den letzten Restaurierungen nicht mehr sichtbar sind, da der Durchgang aus Stabilitätsgründen verschlossen wurde. Das obere Gesims ist nicht mehr in originaler Lagerung erhalten, aus den im Schutt gefundenen Elementen ist an eine ähnliche Gestaltung wie bei dem mittleren Gesims zu denken.

#### Tempel II
Der erste Abschnitt der eigentlichen Pyramide wurde im zweiten Bauabschnitt errichtet. Sie hat ihren Mittelpunkt etwas östlich der Rückfassade des ersten Gebäudes, das sie zum Teil überdeckte, und erreichte eine Höhe von 22 Meter. Aus Gründen der Stabilität wurden dessen hintere Räume teilweise mit Steinmauerwerk angefüllt. Diese erste Pyramide trug auf ihrer Plattform ein nach Osten gerichtetes Gebäude, das aus einem Portikus besteht, der von 8 Säulen getragen wird (die Zahl ist hypothetisch, da die Ausgrabung im Inneren der späteren Pyramide nicht bis zu den Enden des Gebäudes reichte).
Der Zugang zu diesem Gebäude erfolgte von der Ostseite über eine breite Treppe. Zu einem späteren Zeitpunkt wurde der lang gestreckte Raum des Portikus durch zwei Quermauern, die jeweils eine der Säulen einschlossen, in drei Räume geteilt, die dadurch die Gestalt von Eingängen erhielten, welche von jeweils 2 Säulen getragen wurden. Die Fassade zu den Seiten der Säulenreihe ist glatt. Über der Rückwand des Gebäudes ragte ein Dachkamm auf, der aber auch zu Tempel III gehört haben kann, und der durch eine bei den Ausgrabungen geschaffene Öffnung im Boden des Tempels V sichtbar ist.

#### Tempel III

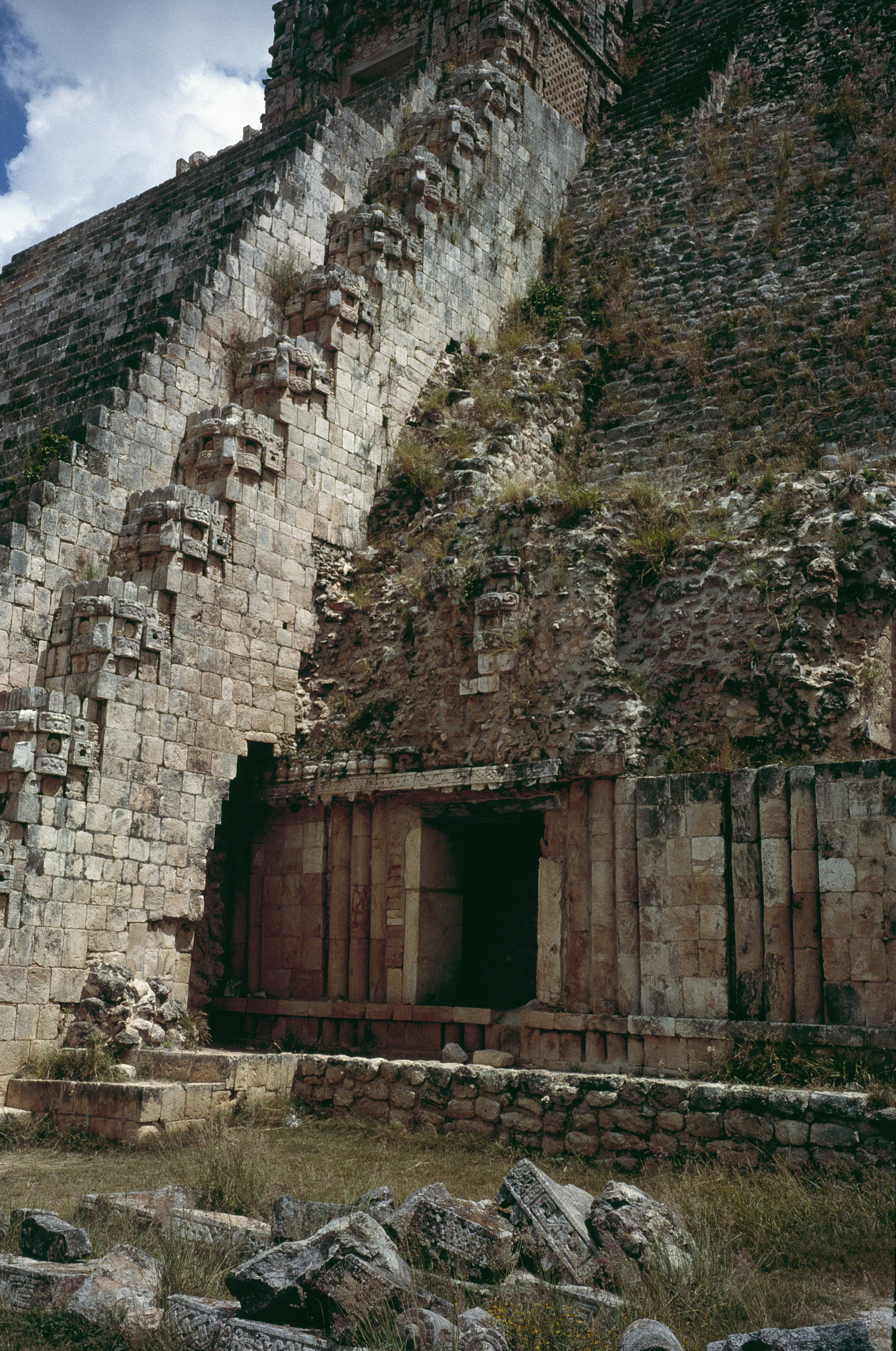
Reste der Treppe zu Tempel III rechts neben der späteren Treppe zu Tempel IV, unten Tempel I

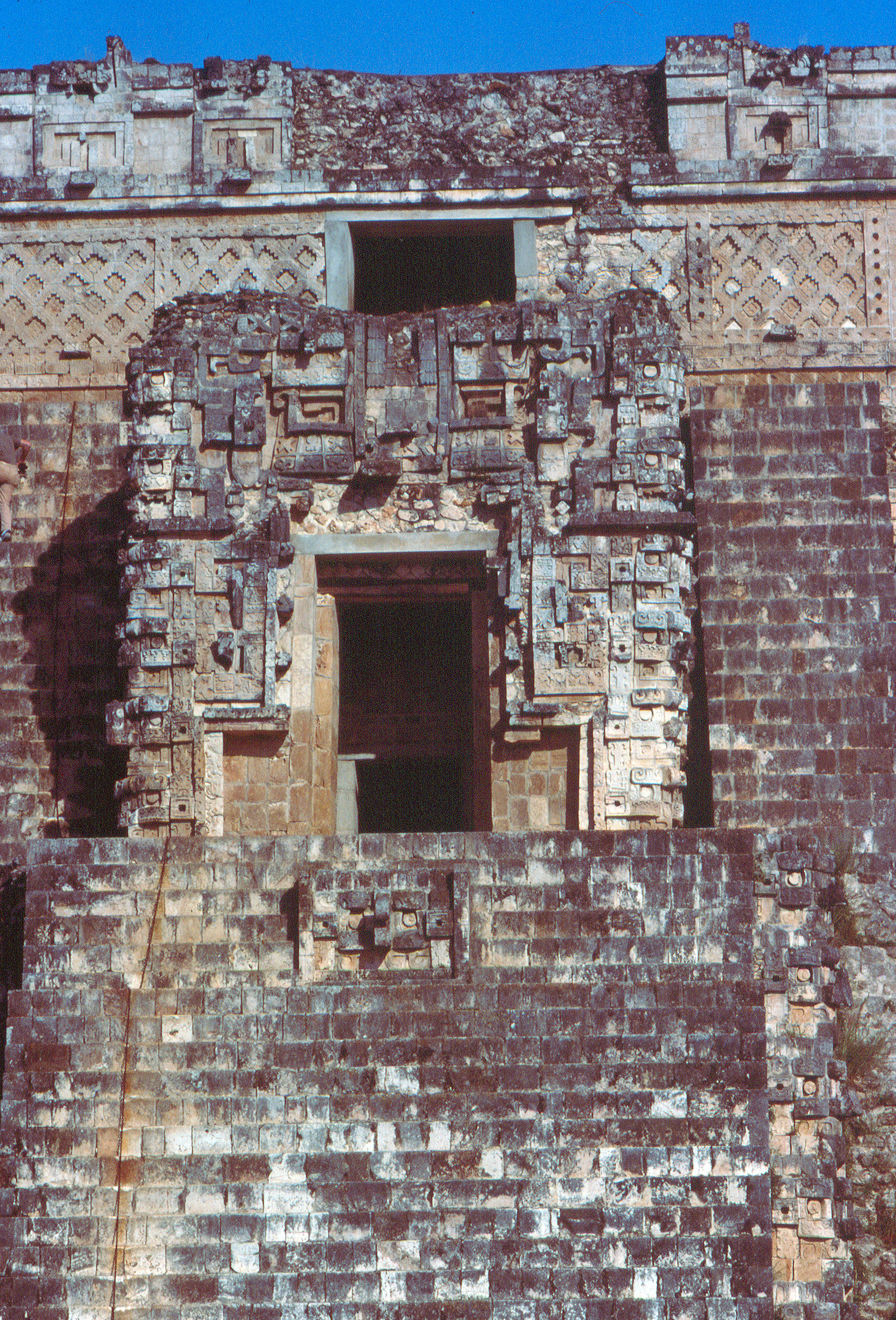
Tempel IV, Zugang und Fassade von Westen

An die Rückwand dieses Gebäudes wurde später ein kleines, aus zwei hintereinander liegenden Räumen gebildetes und nach Westen gerichtetes Gebäude angefügt (Tempel III), zu dem eine nur mehr in Spuren erkennbare Treppe führte. Die rückwärtige Hälfte des vorderen Raumes und der hintere wurden zu einem späteren Zeitpunkt zugemauert, um die Stabilität für den darüber liegenden Tempel V zu erhöhen. Der Tempel wurde von späteren Bauten vollkommen überdeckt, er ist nur durch einen modernen Tunnel von der Mitte der Osttreppe zu erreichen.
Die Fassade dieses Gebäudes weist ein zweigliedriges mittleres Gesims und ein dreigliedriges oberes Gesims auf, die dem im Puuc-Stil Üblichen entsprechen. Aus der nach innen geneigten oberen Wandhälfte wie dem oberen Gesims ragen Steinzapfen zur Befestigung einer nicht mehr erhaltenen Stuckdekoration.

#### Tempel IV
Um und über dem Tempel III und diesen nach vorne erweiternd wurde das so genannte Chenes-Gebäude errichtet, zu dem eine Treppe von der Vogel-Plaza führt, die über die Fassade des untersten Gebäudes hinweggeht und diese teilweise überdeckt. Der Zugang zum mittleren Raum des Tempel I wurde durch einen überwölbten Durchgang freigelassen (er ist heute zugemauert). Zur Gewichtsreduktion wurde auch über dem Dach des Tempels I ein Gewölbe errichtet, das keine weitere Funktion hatte. Die Treppe weist an ihren Rändern eine durchgehende Kette von Masken des Regengottes Chaac auf.
Das Gebäude überrascht durch eine Fassade und einen Eingang im Stil der Chenes-Drachenmaul-Eingänge, die eigentlich im Chenes und Río Bec Gebiet heimisch sind. Der Innenraum ist sehr hoch, der Ansatz des Gewölbes liegt über 4 Meter hoch. Der Eingang wurde von zwei Holzbalken getragen.

#### Tempel V
Das jüngste und am höchsten gelegene Gebäude mit drei schmalen Räumen in Nord-Süd-Richtung liegt unmittelbar über dem Tempel II auf dem Niveau des oberen Abschlusses des Dachkamms (der nach Ausgrabungen durch eine Falltür sichtbar ist). Es entstanden eine neue, steilere Treppe auf der Ostseite, durch die der Tempel II vollständig überdeckt wurde, sowie zwei seitlich an dem Chenes-Gebäude vorbeiführende Treppen auf der Westseite. Das Gebäude ist bemerkenswert, weil es sich den beiden Hauptseiten der Pyramide mit den beiden Treppen zugleich zuwendet. Der mittlere Raum hat seinen Türeingang nach Westen, die beiden Räume am nördlichen und südlichen Ende Eingänge nach Osten, die zunächst auf eine schmale Plattform führen, zu der man über die breite Treppe in der Mitte gelangt.

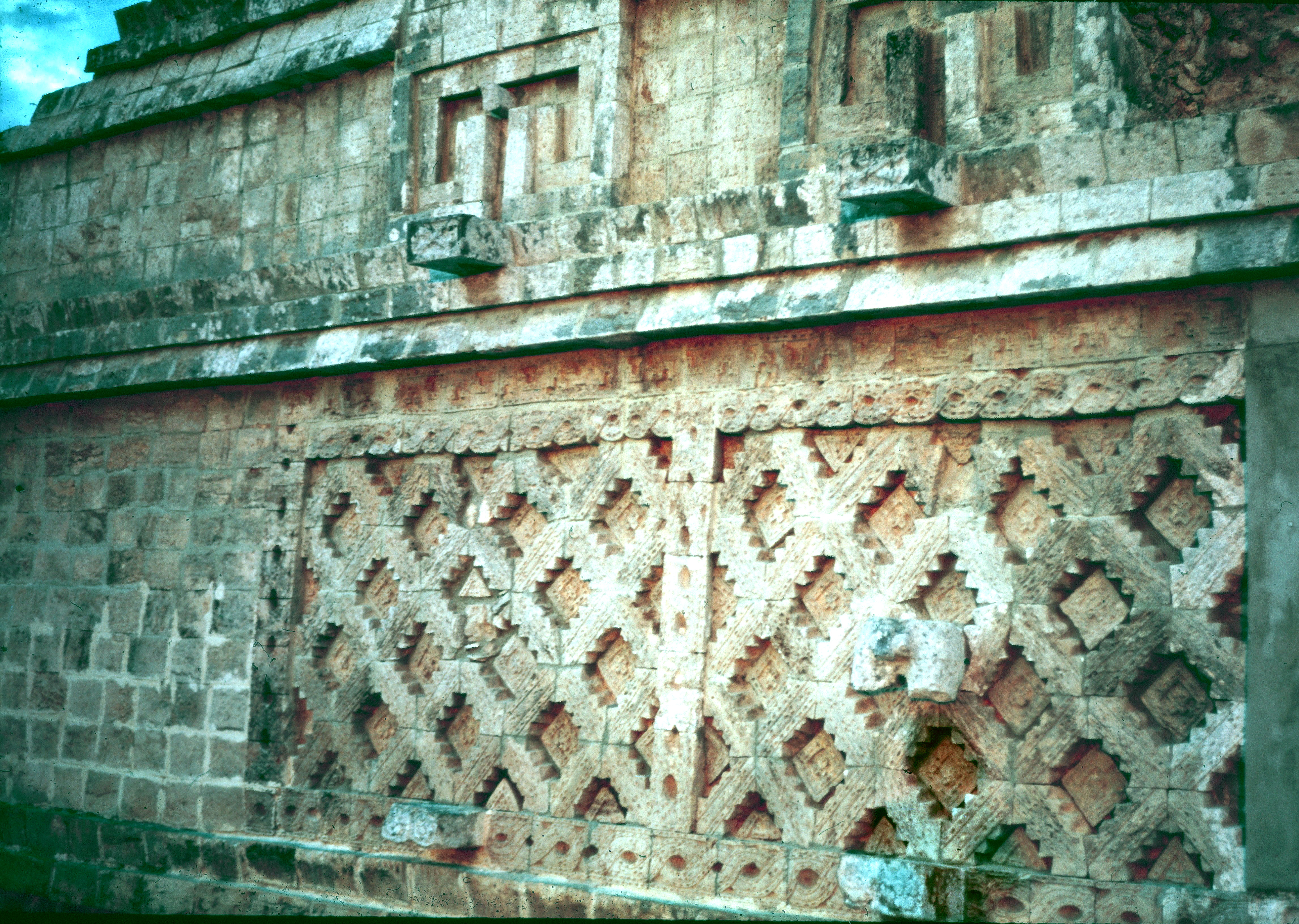
Tempel V, Westfassade

Die Fassade der Westseite steht auf einem Sockel, bei dem zwei glatte Bänder ein eingesenktes Band aus Säulchen einrahmen. Die untere Wandfläche besteht zu beiden Seiten des einzigen Einganges aus zwei Feldern mit schräg über Kreuz gesetzten gezähnten Steinen (chimez), in deren Mitte jeweils eine vollplastische Steinfigur befestigt war, von der nur noch Reste erhalten sind. Seitlich anschließend sind die Wandflächen glatt.

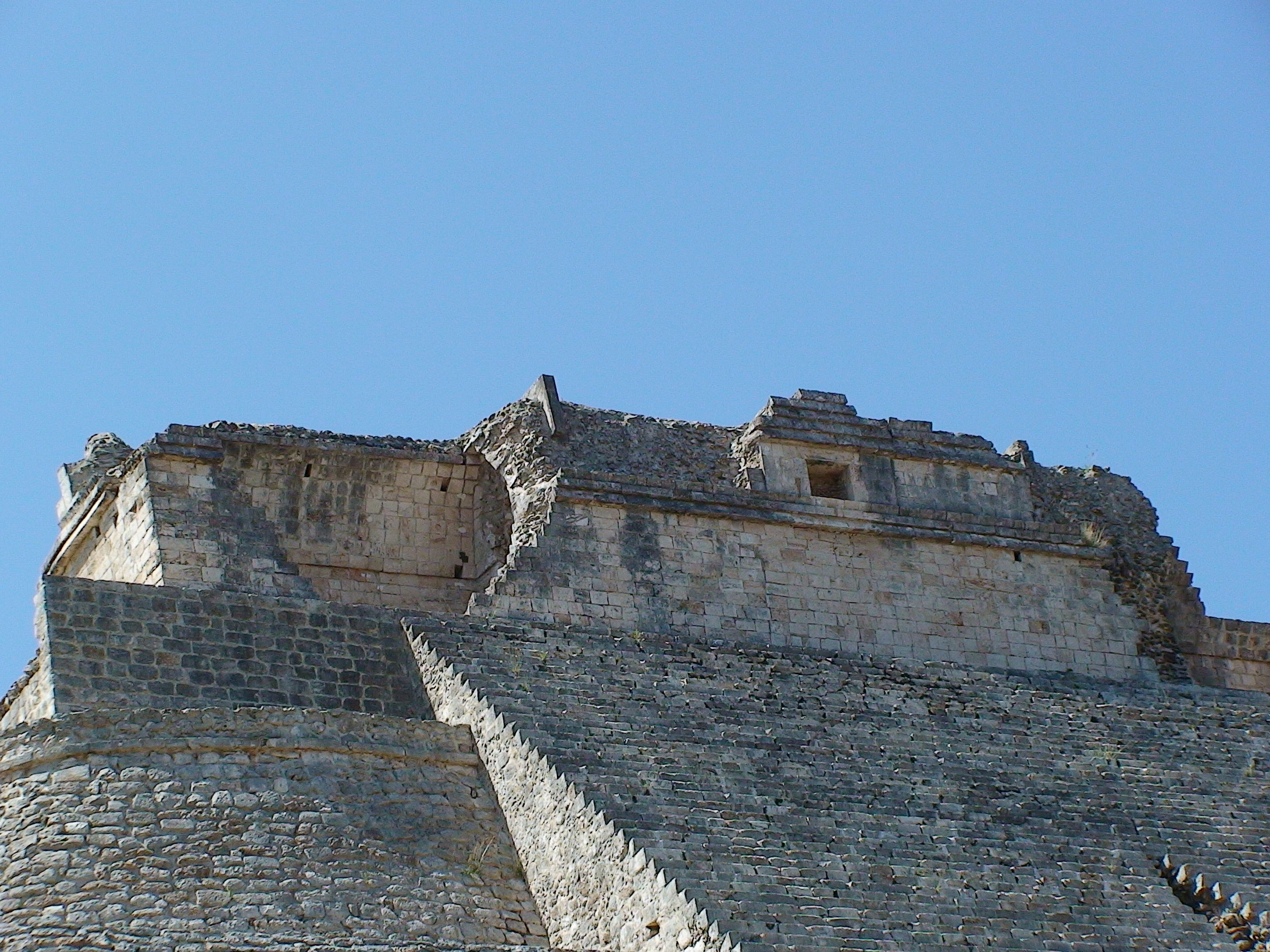
Tempel V, Ostfassade

Das mittlere Gesims besteht aus einem vorstehenden glatten Band, eingerahmt von zwei schräg nach außen vorragenden Bändern. Die obere Wandfläche weist vier einzeln stehende Mäander auf, vor denen ein rechteckiger Zapfen aus der Mauer ragt, der vermutlich eine Figur getragen hat. Das obere Gesims ist gleich wie das mittlere gestaltet, nur etwas höher.
Die Fassade der Ostseite trägt deutlich weniger Verzierung. Die untere Wandhälfte ist glatt und von der oberen durch das übliche dreibändrige Gesims getrennt. Über die obere Wandfläche lässt sich wegen der starken Zerstörung nicht viel sagen: in Verlängerung der Mittellinie der Osttreppe befindet sich hier ein plastisches Abbild eines traditionellen Hauses mit Palmblattdach.
Das Besteigen der Pyramide, die bei einem Hurrikan in Mitleidenschaft gezogen wurde, ist aus Gründen der Stabilität nicht mehr gestattet. Nur das unterste Gebäude ist für Besucher zugänglich.

### Vogelplatz (Plaza de los Pájaros)
Der Hof liegt zwischen der Pyramide des Zauberers und dem Nonnenviereck. Der Name kommt vom Fassadendekor des südöstlichen Gebäudes, der Vögel zeigt. Der Hof wird von vier Gebäuden begrenzt. Das Gebäude im Osten blieb als einziges stehen. Bis auf einen kleinen Rest des westlichen Gebäudes waren die anderen drei völlig zusammengestürzt und wurden von 1988 bis 1994 rekonstruiert. In der Mitte des Hofes steht ein konischer Altarstein. Die Abfolge der Errichtung der Bauten wird folgendermaßen rekonstruiert: Auf einer frühen Plattform wurde zuerst das östliche Gebäude errichtet, danach das nördliche und südliche Gebäude, schließlich die beiden Teile des westlichen Gebäudes. Als letztes wurden die beiden mittleren Räume vor die Fassade des Westgebäudes gesetzt.

#### Westgebäude

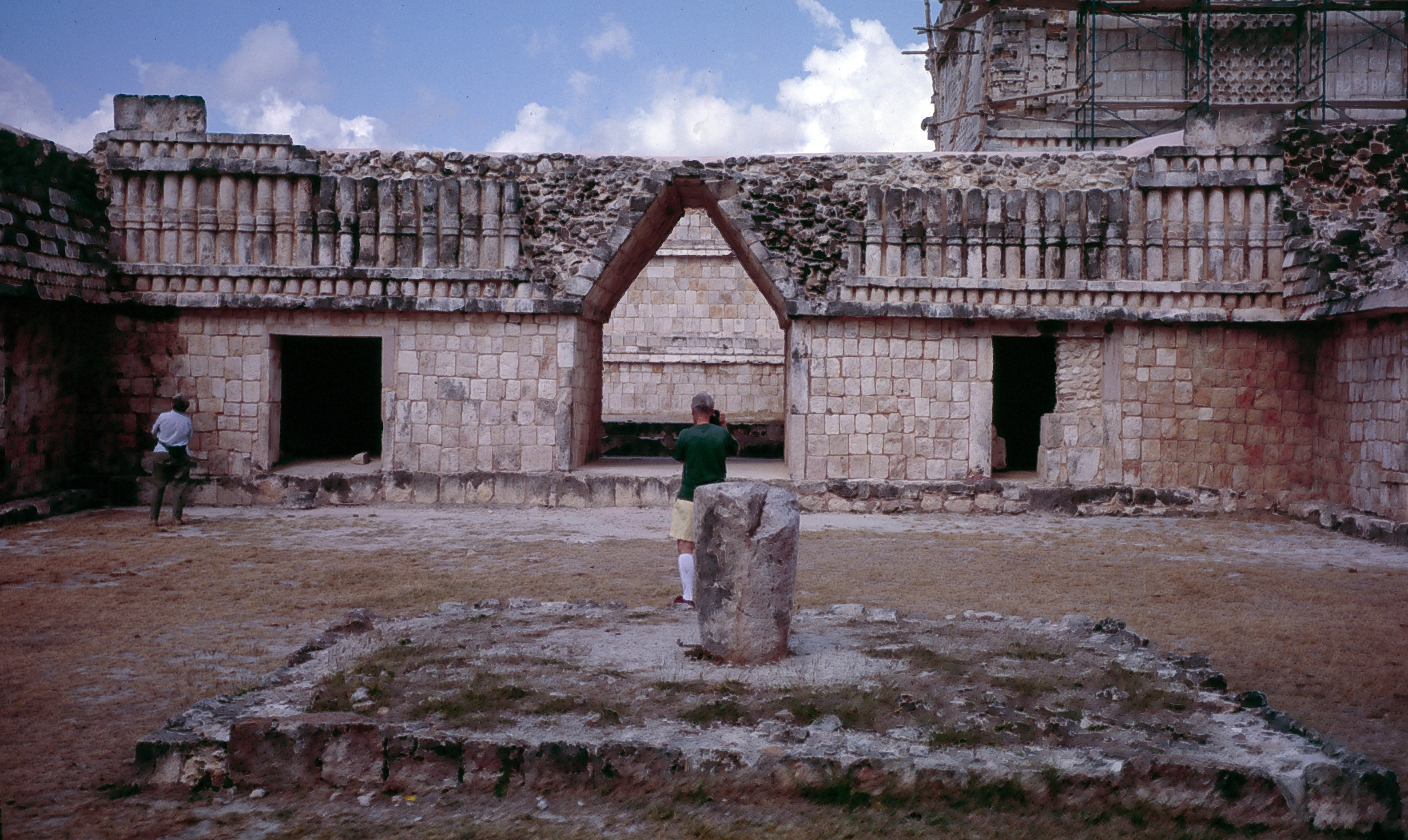
Westgebäude mit rekonstruiertem Durchgang

Im Westen befindet sich ein komplexes Gebäude mit einem überwölbten Durchgang in der Mitte (zumindest wurde er in dieser Weise rekonstruiert). Die nördliche und die südliche Hälfte des Gebäudes sind gleich ausgelegt: jeweils drei Räume mit einfachen Eingängen. Die Fassade entspricht dem klassischen Puuc-Stil. Der Sockel besteht aus einer einfachen Steinreihe, die unteren Wandflächen sind glatt.

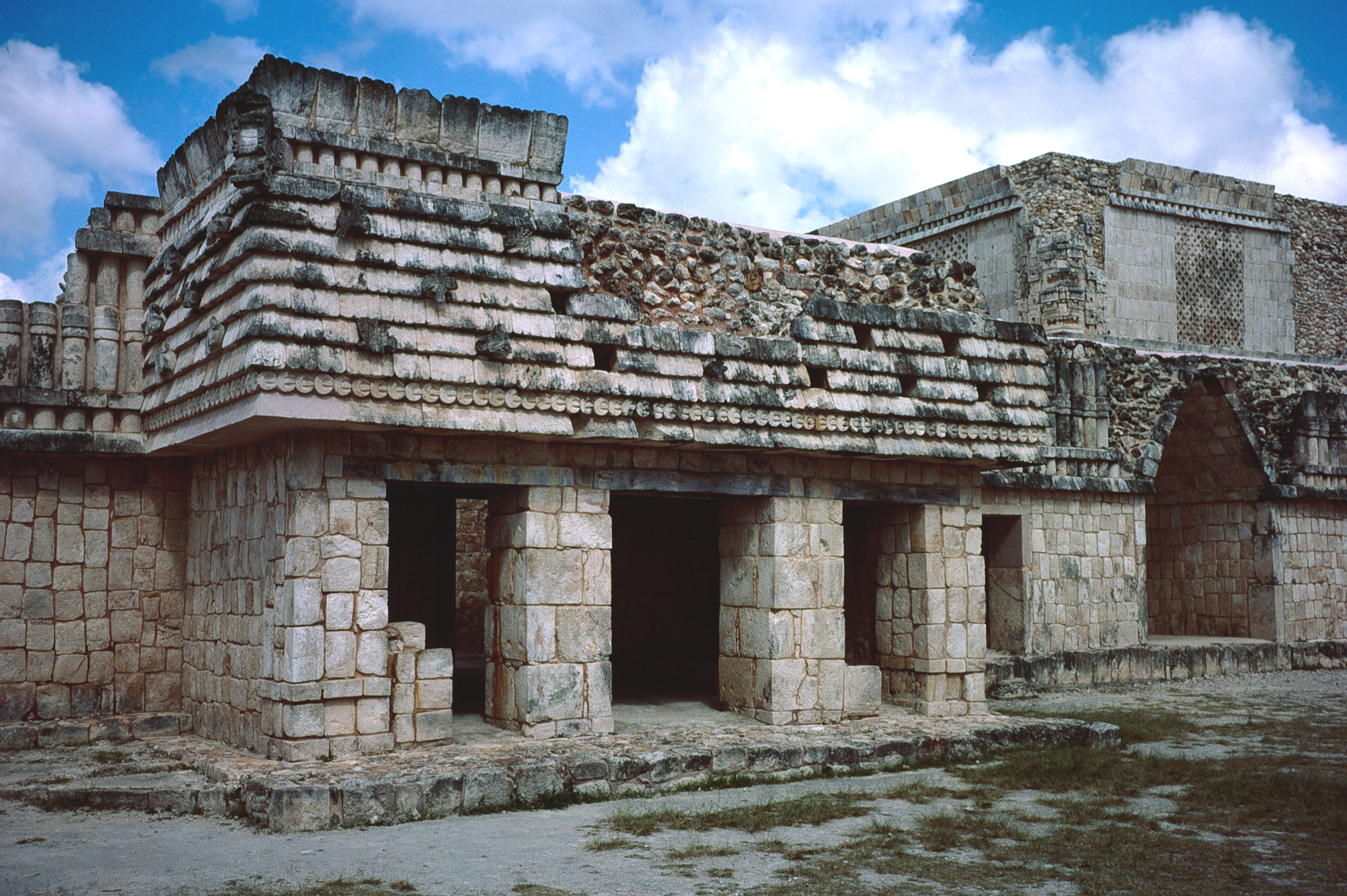
Südlicher Anbau des Westgebäudes

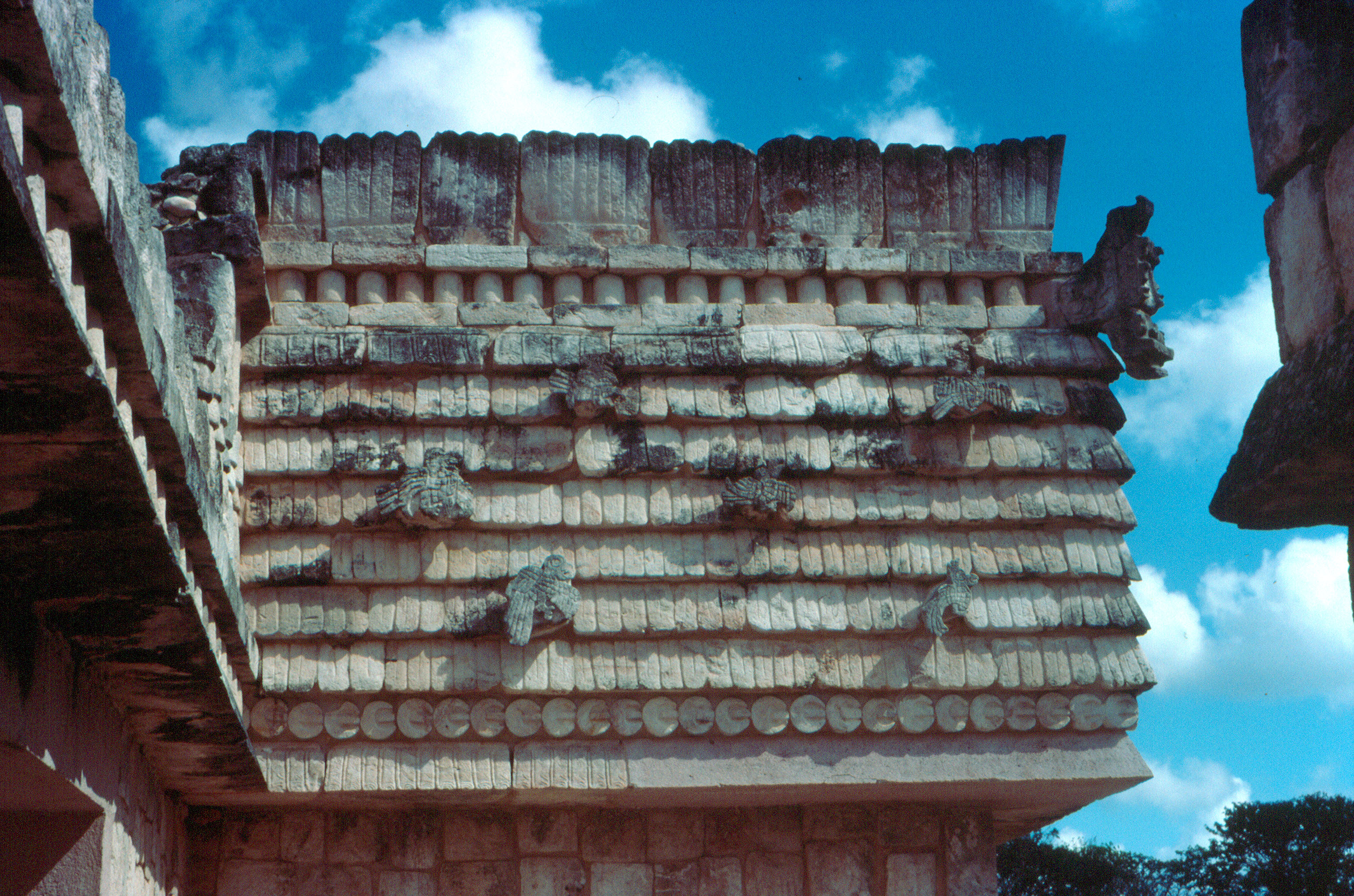
Fassade des Anbaus mit steinernen Vögeln auf oberer Wandfläche, die ein Palmblattdach darstellt

Das mittlere Gesims besteht aus drei Gliedern: einem nach unten-außen vorkragenden Band, darüber eine ununterbrochene Reihe von niedrigen Säulchen und ein drittes, glattes Band. Die obere Wandhälfte wird aus Säulchen gebildet, die in der Mitte eine in Stein nachgeahmte Bindung aufweisen. Das oberer Gesims besteht aus vier Elementen: von unten ein glattes Band, ein tiefer liegendes Band aus niedrigen Säulchen, wieder ein glattes Band, und darüber der übliche Abschluss aus hohen, schräg nach oben-außen vorkragenden Steinen.
Zu einem späteren Zeitpunkt wurde den mittleren Räumen ein Anbau vorgesetzt. Die Anbauten weisen drei Eingänge auf, die ursprünglich mit hölzernen Türbalken überspannt waren. Im Schutt dieser Eingänge wurden 22 kleine Inschriftenelemente gefunden, die jedoch keinen lesbaren Text enthalten, sondern nur Pseudohieroglyphen.
Das mittlere Gesims der Fassade besteht gleich dem älteren Gebäudeteil aus drei Elementen, die aber anders dekoriert sind. Das untere, vorkragende Band ahmt die Enden von Palmblättern nach, das mittlere zeigt das ’’chimez’’-Muster, das unterschiedlich interpretiert wird und vielleicht die Klappern von Klapperschlangen darstellt. Das dritte Element geht in die obere Wandfläche über, die die Reihen von Palmblättern der traditionellen Dachbedeckung abbildet. Auf diese sind mehrere steinerne Vögel gesetzt, die dem Gebäude und dem Hof den Namen gegeben haben.
Den Abschluss nach oben bildet das obere Gesims, das dem des älteren Gebäudes gleicht, nur dass die oberste Steinreihe wieder ein Palmblatt-Relief zeigt. An den Ecken ragt aus der Säulchenreihe ein steinerner, weit aufgerissener Reptil-Rachen hervor. Die seitlichen Eingänge zu dem vorspringenden Raum, aber auch einige andere sind in späterer Zeit schmaler gemacht worden, offenbar um die ursprünglich eher repräsentativen Zwecken dienenden Bauten für Wohnzwecke besser nutzbar zu machen. Die Fassadengestaltung im Bereich des gewölbten Durchganges ist unbekannt und war auch aus Elementen im Schutt nicht zu erschließen, was Zweifel an der Rekonstruktion rechtfertigt.

#### Nord-, Süd- und Ostgebäude

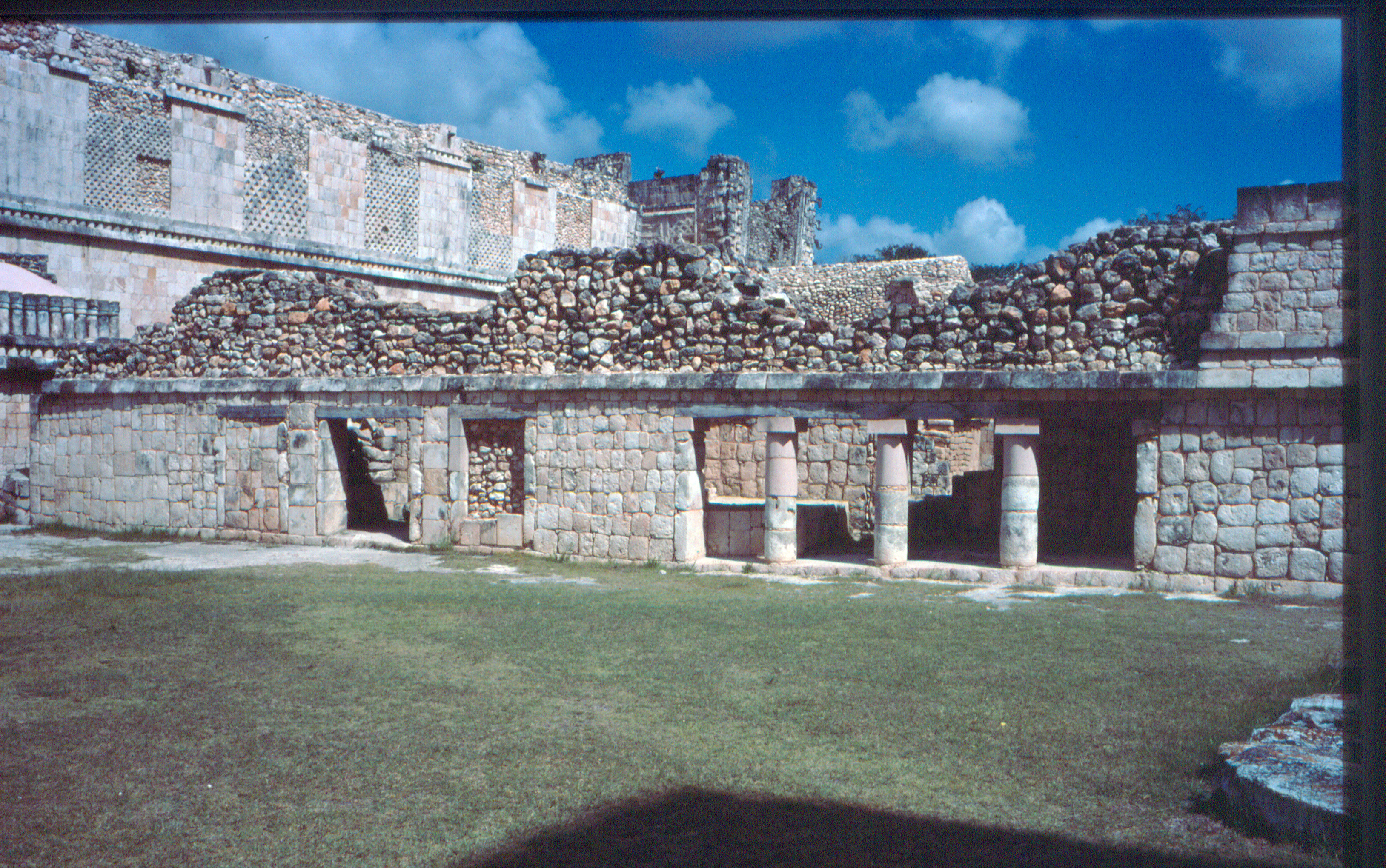
Vogelplatz, Nordgebäude

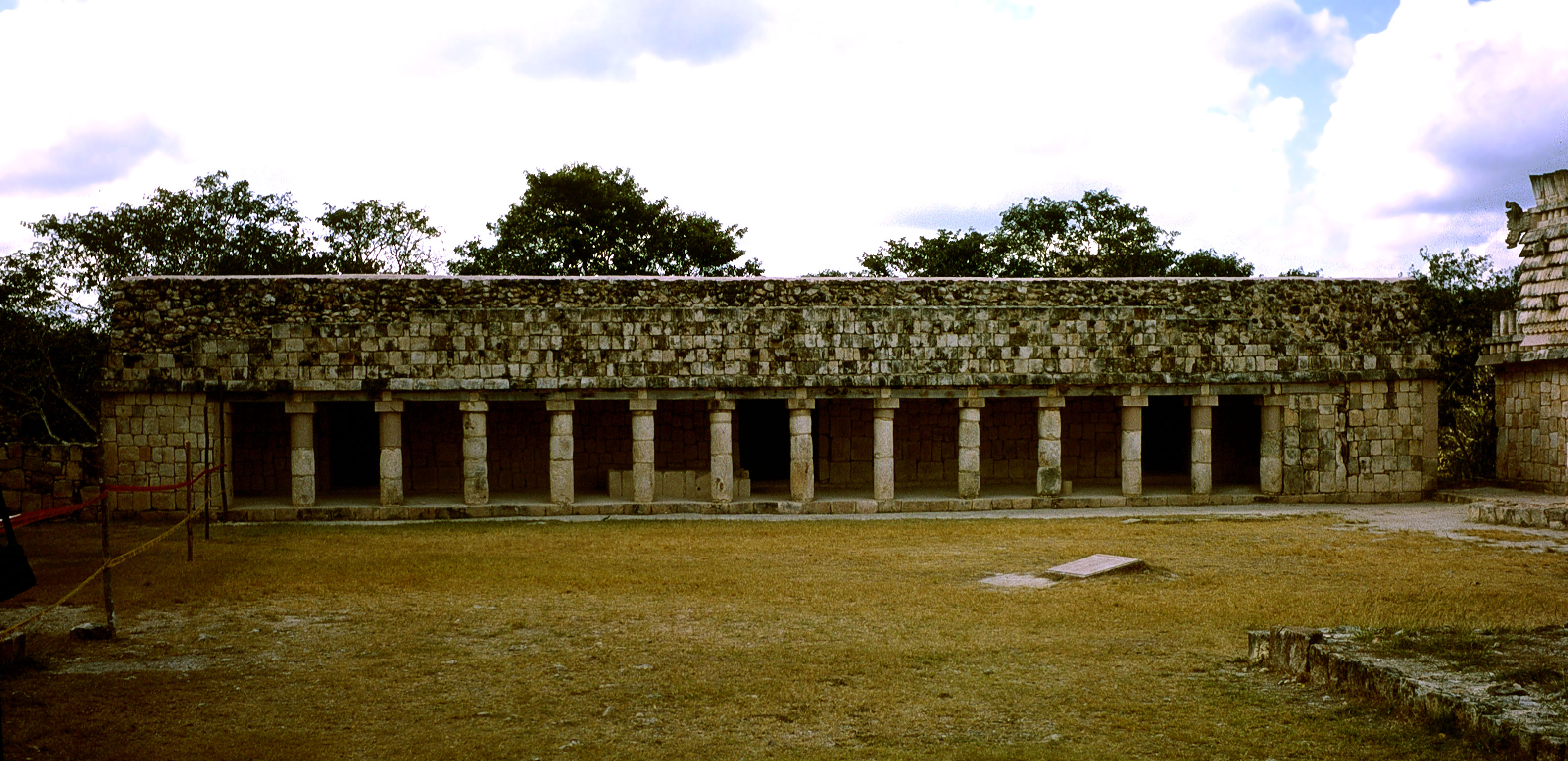
Vogelplatz, Südgebäude

Das Nordgebäude besteht aus zwei hintereinander gelegenen Reihen von Räumen parallel zur Fassade. Zu den beiden seitlichen Räumen führten jeweils drei Eingänge. Später wurden die seitlichen dieser Eingänge zugemauert. Der mittlere Eingang besitzt drei Säulen. Die Rekonstruktion der Fassade ist hypothetisch und beruht auf der üblichen Gestaltung von Fassaden unter Berücksichtigung der im Schutt gefundenen Elemente.
Das südliche Gebäude wird von einem langen, von 13 Säulen getragenen Portikus gebildet, hinter dem drei Räume in gleicher Richtung liegen. Im Portikus befindet sich nahe dem Durchgang zum mittleren hinteren Raum eine gemauerte Sitzplattform. Die Rekonstruktion der Fassade ist hypothetisch. Aus dem Schutt des vollkommen eingestürzten Gebäudes wurden zahlreiche Steinzapfen geborgen, so dass die Annahme berechtigt ist, die obere Wandfläche sei glatt gewesen und aus ihr ragten (allerdings kaum so wahllos verteilt und so weit herausstehend wie in der Rekonstruktion) die Steinzapfen heraus, die einem tiefen Dekor aus plastischem Stuck Halt geben sollten.
Im Osten des Hofes liegt das langgestreckte untere Gebäude des Tempel I der Zauberer-Pyramide, das im Abschnitt zur Pyramide beschrieben ist.

### Haus des Leguans (Casa de la Iguana)

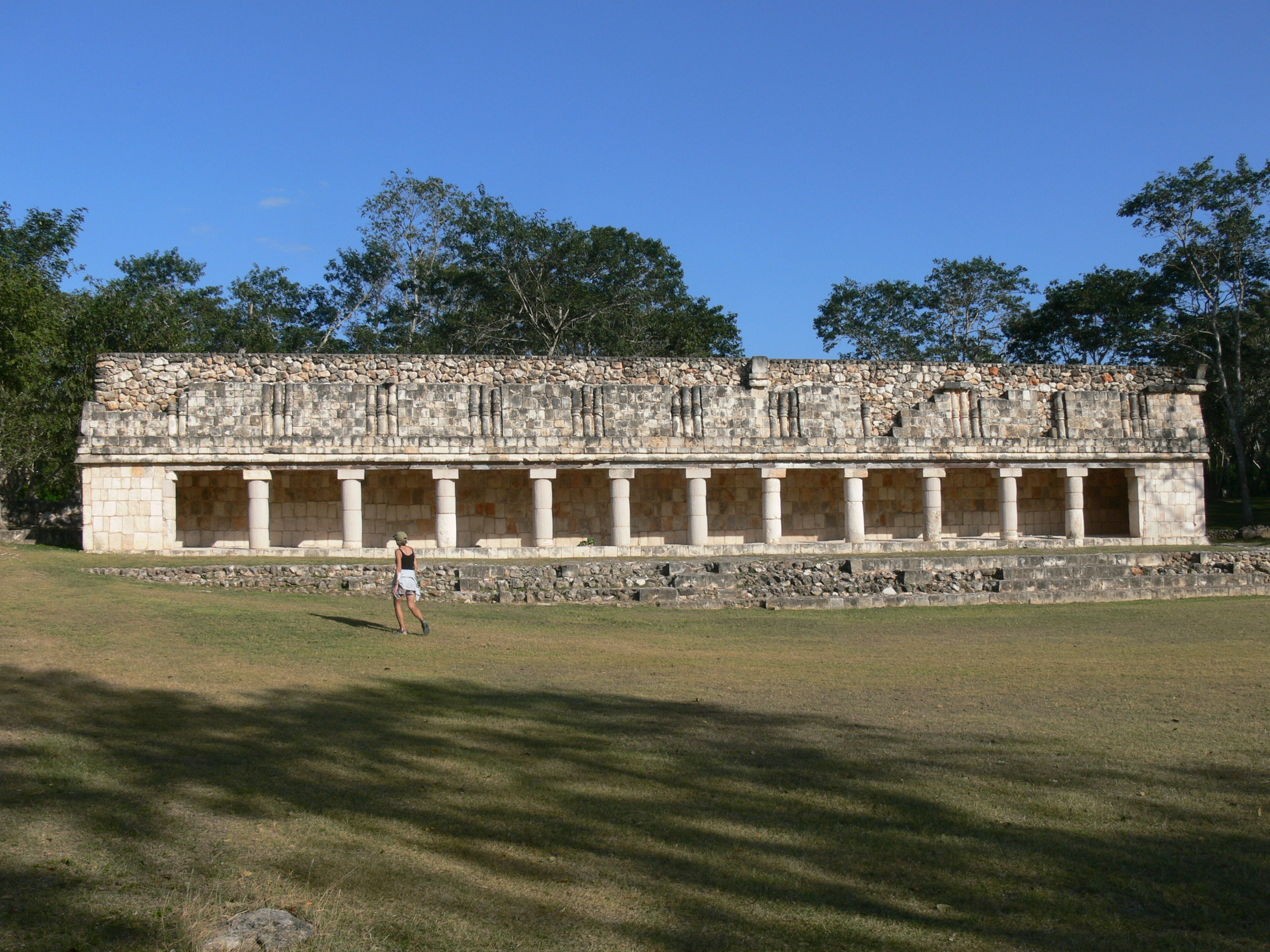
Haus des Leguans

Das Gebäude liegt südlich der Vogelplaza und besteht aus einem lang gestreckten Portikus, der auf seiner Westseite von 11 Säulen getragen wird. Das Gebäude war völlig zusammengefallen und wurde vollständig rekonstruiert. Über seine Fassade und andere Einzelheiten lassen sich deshalb keine gesicherten Aussagen machen.

### Nonnenviereck (Cuadrángulo de las Monjas)
Die vier heute vollständig rekonstruierten Palastbauten des Nonnenkloster-Vierecks liegen um einen versenkten, rechteckigen Hof. Der Hauptzugang ist von Süden, wo außerhalb des Vierecks der stark zerstörte Ballspielplatz liegt, über eine breite Treppe und einen Tordurchgang durch das südliche Gebäude. Die Architektur des Nonnenvierecks repräsentiert am besten die späte Uxmal-Variante des Puuc-Stils. Zwei bemalte Gewölbedecksteine aus dem Komplex des Nonnenvierecks tragen Daten für die Jahre 906 und 907 und bilden damit die letzten in der ganzen Puuc-Region erhaltenen, zuverlässig lesbaren Daten.

#### Südgebäude

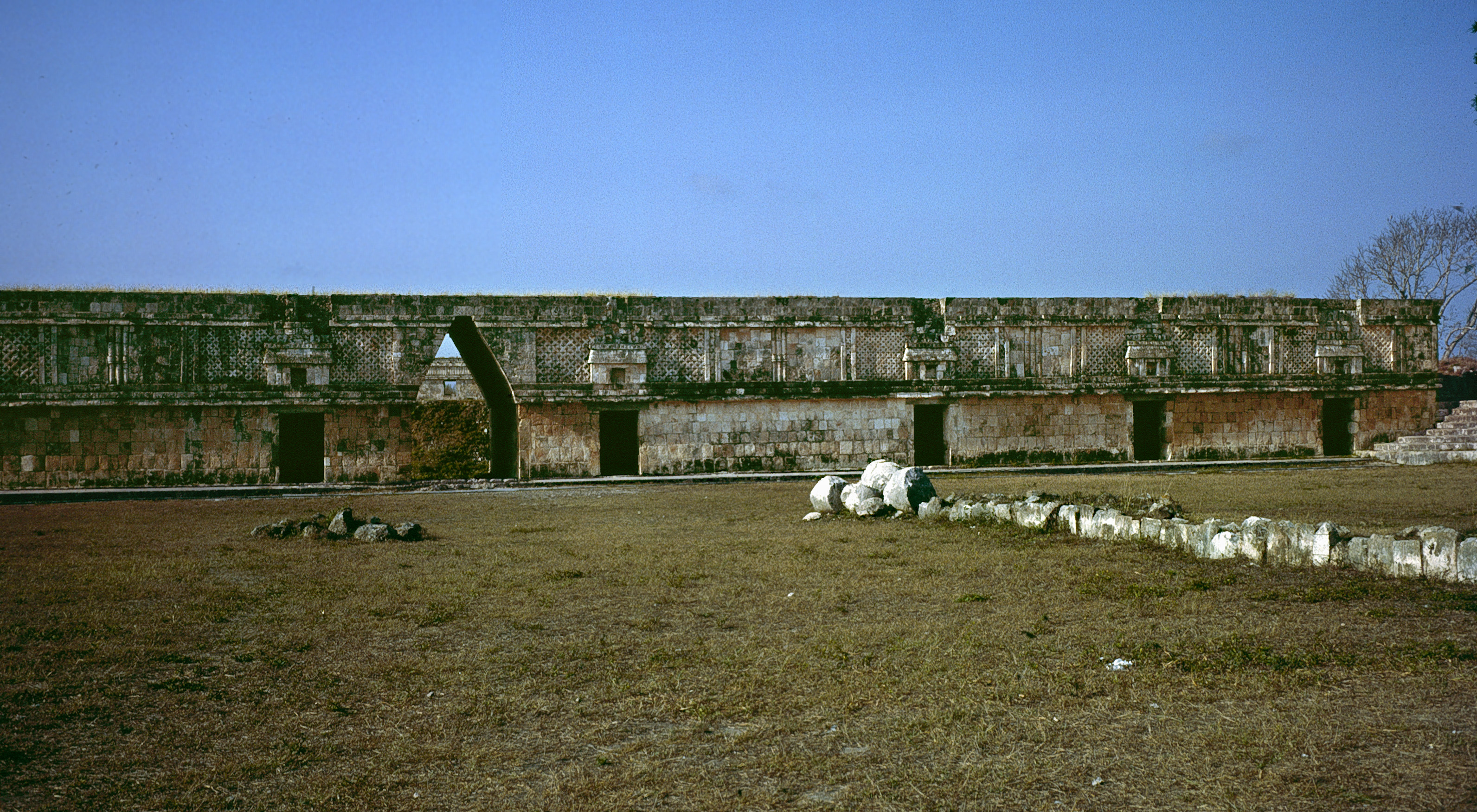
Hofseite des Südgebäudes; im Durchgang das Tor des Schildkrötenhauses

Das Südgebäude liegt auf dem Niveau des inneren Hofes. Es besteht aus zwei identischen, spiegelbildlich gestalteten lang gestreckten Gebäuden (80 Meter), deren Hauptteil zwei Reihen von jeweils vier Räumen aufweist, die nach dem Innenhof und der Außenseite (Norden und Süden) geöffnet sind. Die Gebäude sind durch einen Torbogen verbunden, der den Zugang zum Innenhof von der großen Südtreppe gewährleistet. Dies ist der einzige monumental und repräsentativ gestaltete Zugang zum gesamten Komplex. An den äußeren Enden der beiden Teilgebäude finden sich etwas zurückgesetzt zwei kleine, zweiräumige Gebäude, die nur vom Innenhof zugänglich sind und später errichtet wurden.

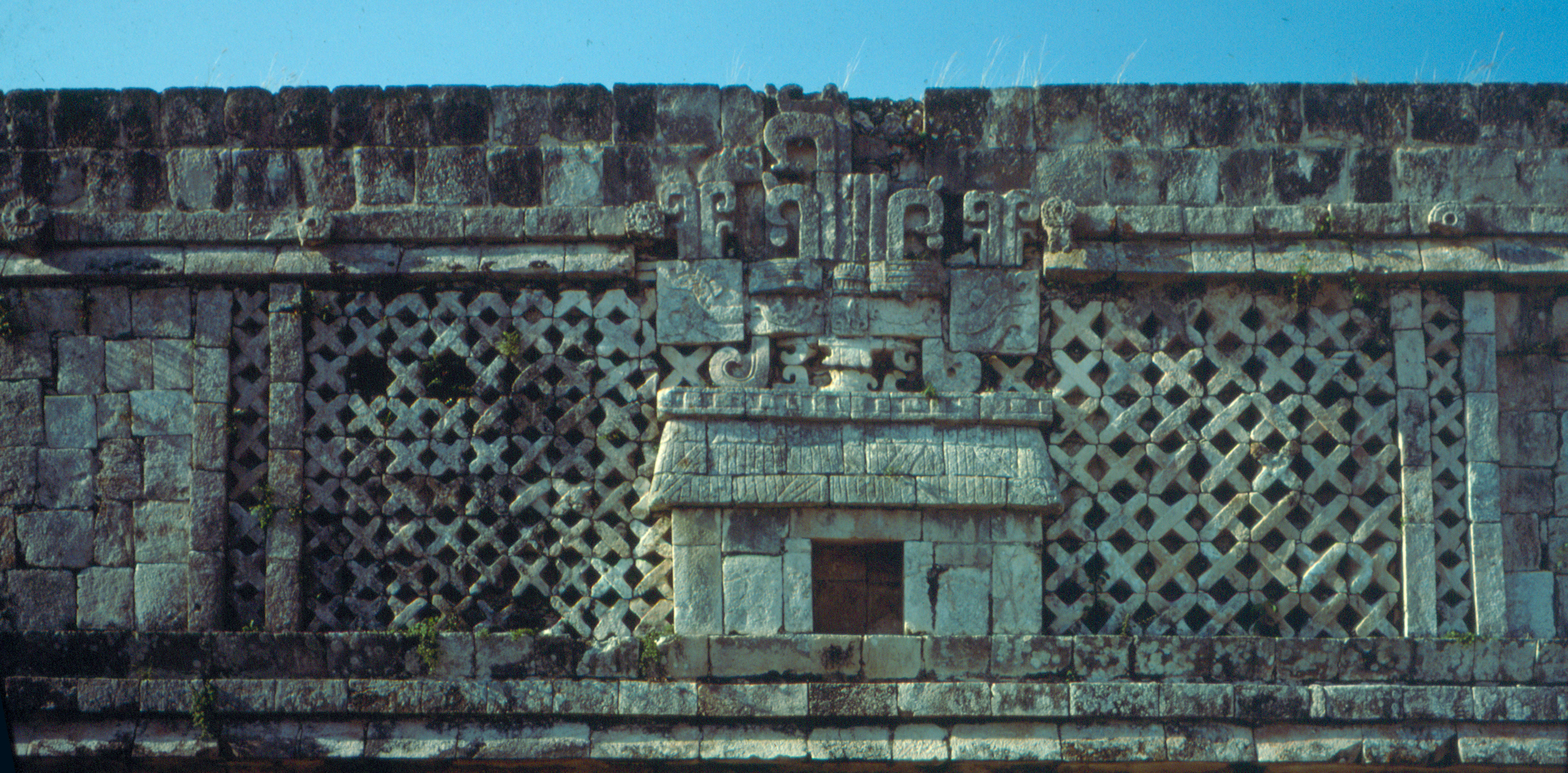
Detail der Innenfassade

Die obere Wandhälfte zeigt zwei, miteinander in Verbindung stehende Motive: Auf der nach innen gewandten Fassade findet sich über jedem der Eingänge die Darstellung einer Hütte mit Palmblattdach mit Masken des Regengottes, aus denen Rauch oder Wolken aufsteigen. Die Flächen zwischen den Hütten sind mit Gitterwerk und glatten Flächen mit Gruppen von drei Säulchen mit einer mittigen Bindung verziert.
Die Fassade der Außenseite ist weitgehend abgefallen, aus den nahe der Westecke erhaltenen Resten kann man entnehmen, dass sie ähnlich der Fassade der Innenseite gestaltet war. Das mittlere und das obere Gesims sind strukturell gleich: zwei geböschte Bänder rahmen ein glattes, vorspringendes ein. Das obere Gesims ist deutlich höher.

#### Ostgebäude

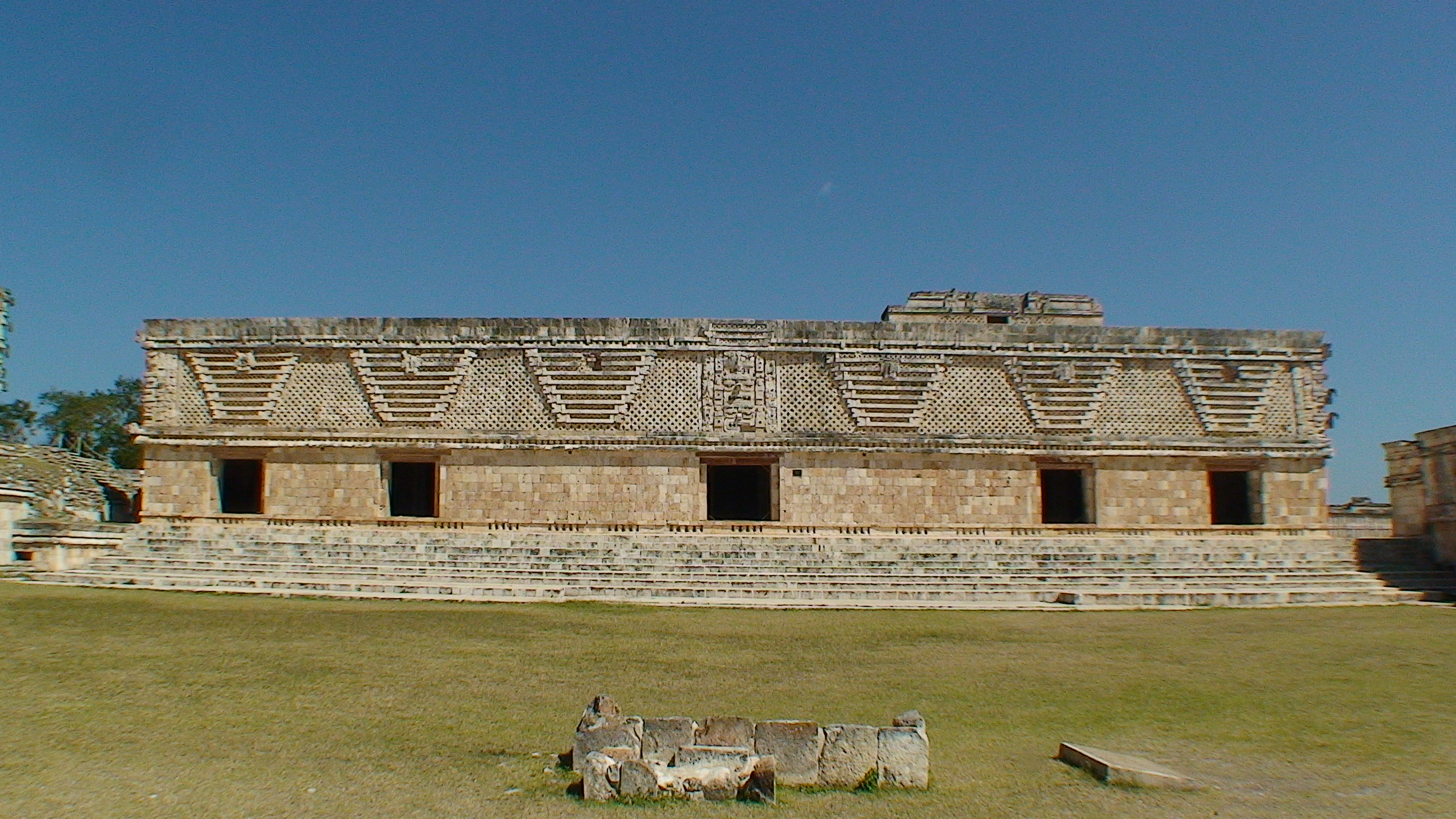
Ostgebäude

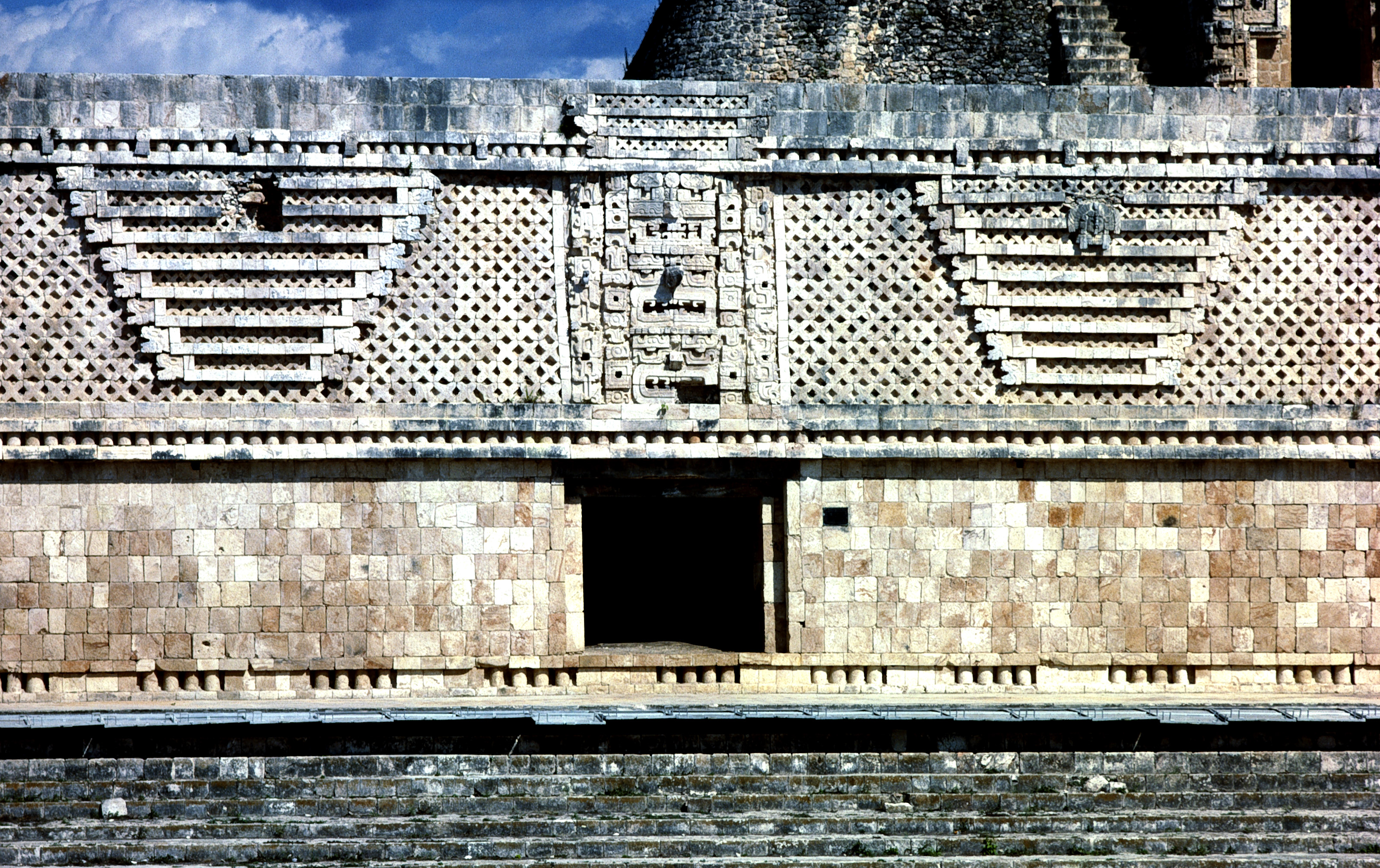
Mitteleingang des Ostgebäudes

Das östliche und das westliche Gebäude sind gegenüber dem Hof um mehrere Treppenstufen erhöht. Das Gebäude verfügt über 14 Innenräume, die in einem komplexen Grundriss ausgelegt sind. Im Prinzip handelt es sich um zwei identisch gestaltete parallele Reihen von 7 Räumen, denen aber nur 5 Eingänge nach außen (bzw. in die Vorderräume) entsprechen, weil von dem vorderen wie dem hinteren Mittelraum nach jeder Seite ein Seitenraum abgehen. Die beiden Mittelräume sind größer als alle anderen.
Die Rückseite und die Schmalseiten sind relativ schlicht gehalten: über einer völlig glatten unteren Wandfläche zeigen die oberen Wandflächen einen Wechsel von ebenfalls glatten Flächen und Feldern mit Gittermuster. An den Ecken sind vierfache Kaskaden von Chaac-Masken zu sehen. Die Frontseite zeigt ein Dilemma: Wegen des großen Mittelraumes mit seinen Seitenkammern ist der Abstand zwischen dem mittleren Eingang und den Seiteneingängen sehr groß. Um dieses Ungleichgewicht nicht auf den Fassadendekor zu übertragen, wurden die obere Wandfläche in sieben annähernd gleich lange Abschnitte geteilt: sechs, von denen die jeweils beiden äußeren den Eingängen entsprechen, und zwei über dem glatten Wandteil zu beiden Seiten des mittleren Einganges zeigen ein identisches Motiv aus (von unten nach oben in ihrer Länge zunehmenden) parallelen doppelköpfigen Schlangen, aus deren Mitte oben ein Eulen-Gesicht mit großem Federschmuck herausragt, das heute zumeist fehlt. Über dem mittleren Eingang sind übereinander drei Masken des Chaac angeordnet. Dort ist das obere Gesims unterbrochen und durch drei parallele Schlangen ersetzt, ganz ähnlich denen über den anderen Eingängen.
Der Sockel besteht aus drei Elementen, das mittlere mit abwechselnden Gruppen von vier niedrigen Säulchen und glatten Flächen wird eingerahmt von zwei glatten Bändern. Das mittlere Gesims besteht aus vier Elementen, einem Band aus einer kontinuierlichen Folge von niedrigen Säulchen, einrahmt von zwei glatten Bändern, und darüber ein schräg vorspringendes Band. Das obere Gesims ist beinahe identisch, wobei das oberste Band stark überhöht ist. Vor dem Säulchenband sitzen in Abständen steinerne Rosetten.

#### Westgebäude

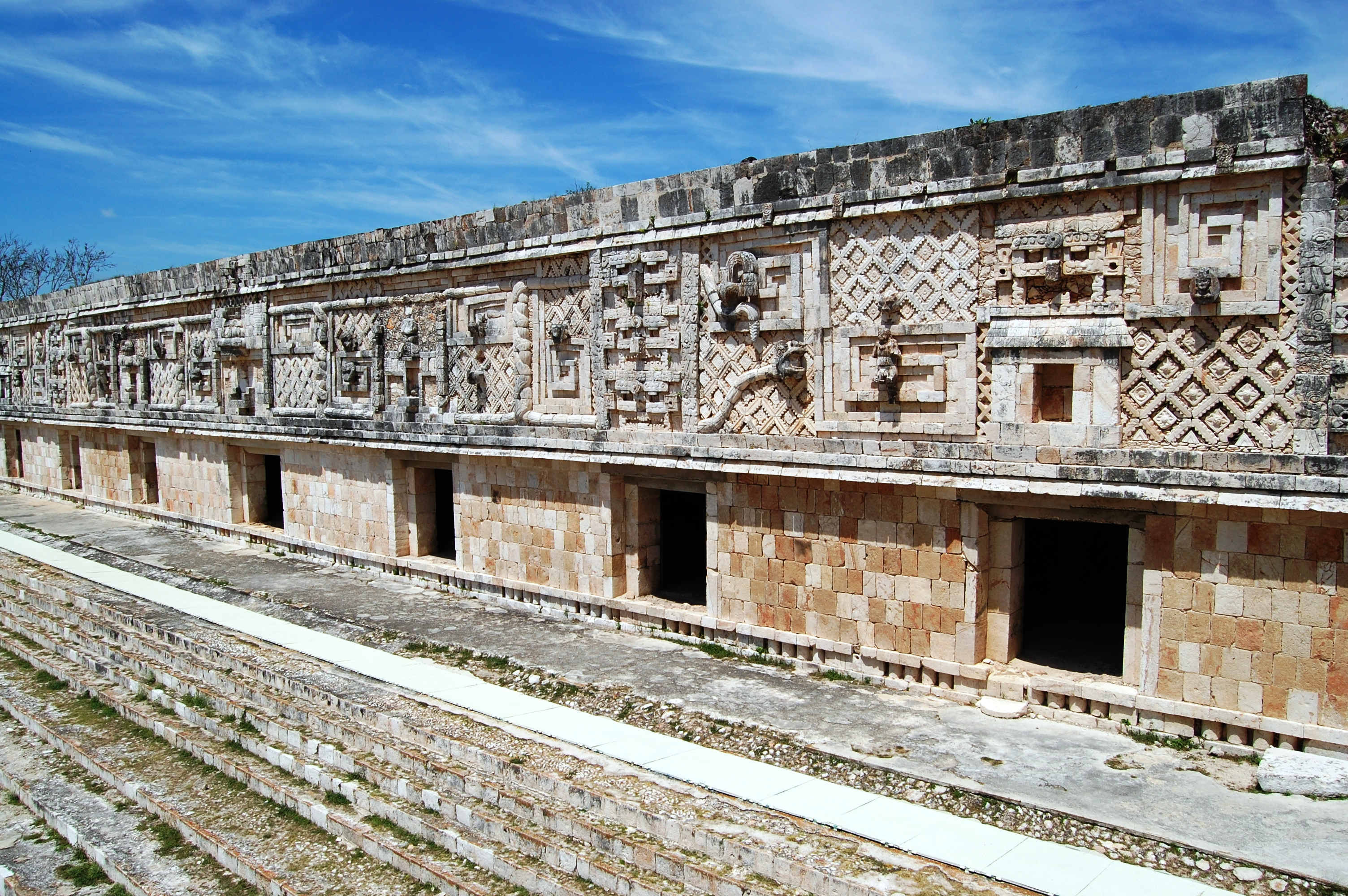
Westgebäude – Monjas, innere Fassade

Das Gebäude im Westen des Hofes hat sieben Eingänge die jeweils in einen Raum und aus diesem in einen dahinter liegenden führen. Insofern ist der Grundriss der am wenigsten anspruchsvolle des Nonnenvierecks. Die Eingänge weisen ein Charakteristikum des späten Uxmal-Stils auf: um den eigentlichen Eingang befindet sich außen ein in Höhe und Breite größerer Eingang, der gleichsam einen Rahmen bildet.

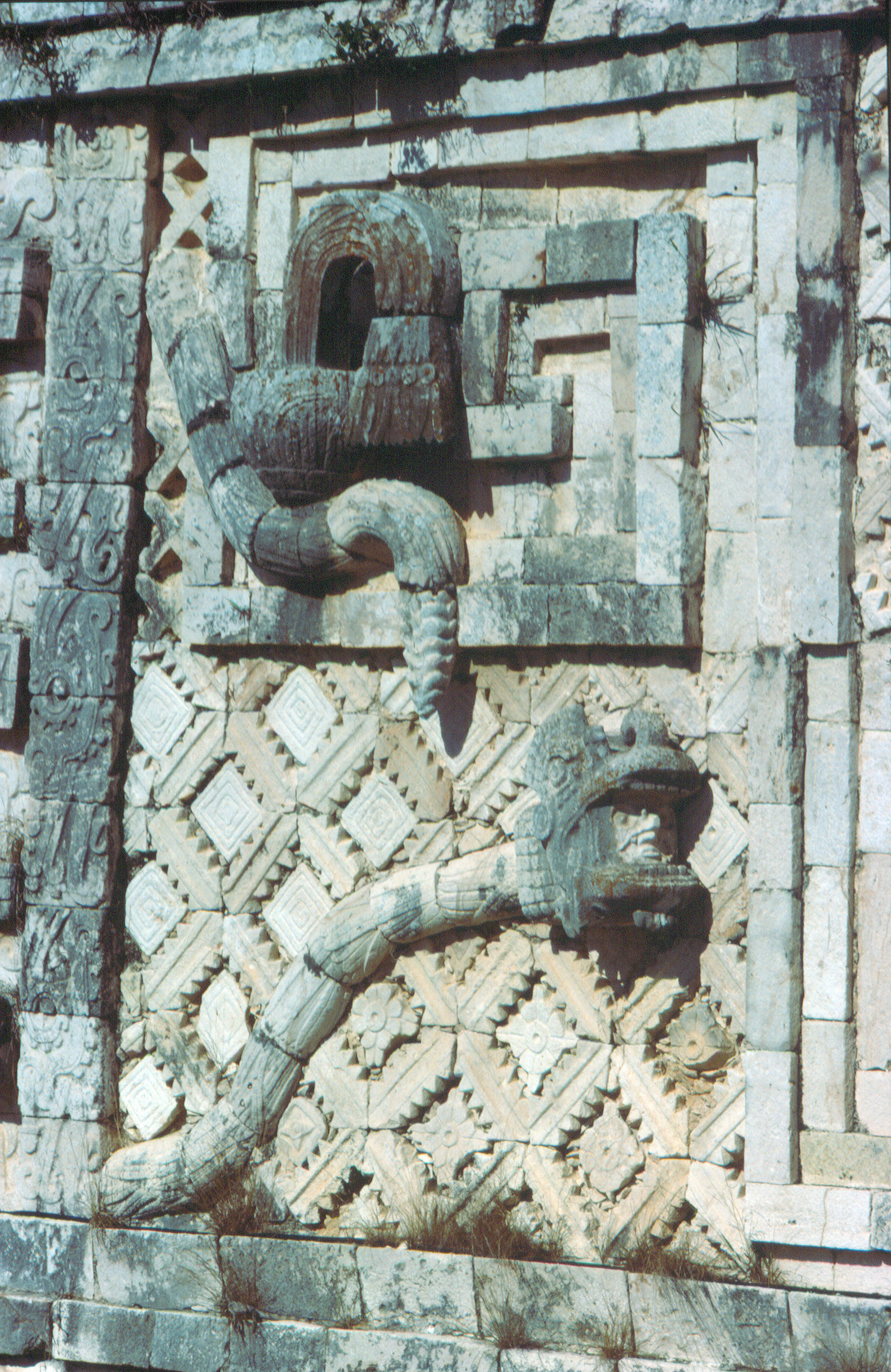
Schlangenkopf mit Gesicht

Die nach dem Hof zu gerichtete Fassade ist die komplexeste des Nonnenvierecks. Sie weist in der oberen Wandfläche (die untere ist glatt) das komplexeste Bildprogramm des Nonnenvierecks auf. Über dem mittleren Eingang befindet sich ein Thron mit überdimensionalem Feder-Baldachin. Auf dem Thron sitzt eine sehr kleine Figur eines Würdenträgers, offenbar fortgeschrittenen Alters. Der Hintergrund wird von kostbaren Federn gebildet. Aus diesem zentralen Bild ziehen sich zwei immer wieder ineinander verwundene Schlangenleiber, die mit Federn besetzt sind und die Idee des Quetzalcoatl bzw. Kukulkan anzudeuten scheinen. Sie rahmen und gliedern die restliche Fassade.
Über den benachbarten Eingängen findet sich dasselbe Motiv, aber offensichtlich mit geringerer Bedeutung. Dann folgen nach den Enden zu Kaskaden von Masken des Chaac und schließlich die schon vom Südgebäude bekannten Motive des Hauses mit Palmblatt-Dach und Chaac-Maske. An den Ecken die üblichen übereinander gestaffelten Chaac-Masken. In den Feldern zwischen den Eingängen wechseln sich Hintergründe mit Gittermuster und chimez Motiven ab, vor denen menschliche und tierische Gestalten vollplastisch herausragen. Am auffälligsten sind nahe dem zweiten Eingang von Norden ein Kopf und ein mit Rasseln besetztes Ende der gewaltigen Schlangen. Aus dem geöffneten Schlangenmaul schaut ein menschliches Gesicht hervor. Es wird vermutet, dass diese Schlangen später der bereits vollendeten Fassade hinzugefügt wurden.
Die dreigliedrigen Gesimse sind einfach, ohne besondere Schmuckelemente, abgesehen von Rosetten, die in Abständen aus dem mittleren Band des oberen Frieses herausragen. Die Rückseite des Gebäudes ist weitgehend zerstört und bisher nicht rekonstruiert worden. Sie zeigte in zwei Registern abwechselnd Gittermuster und Stufenmäander.

#### Nordgebäude

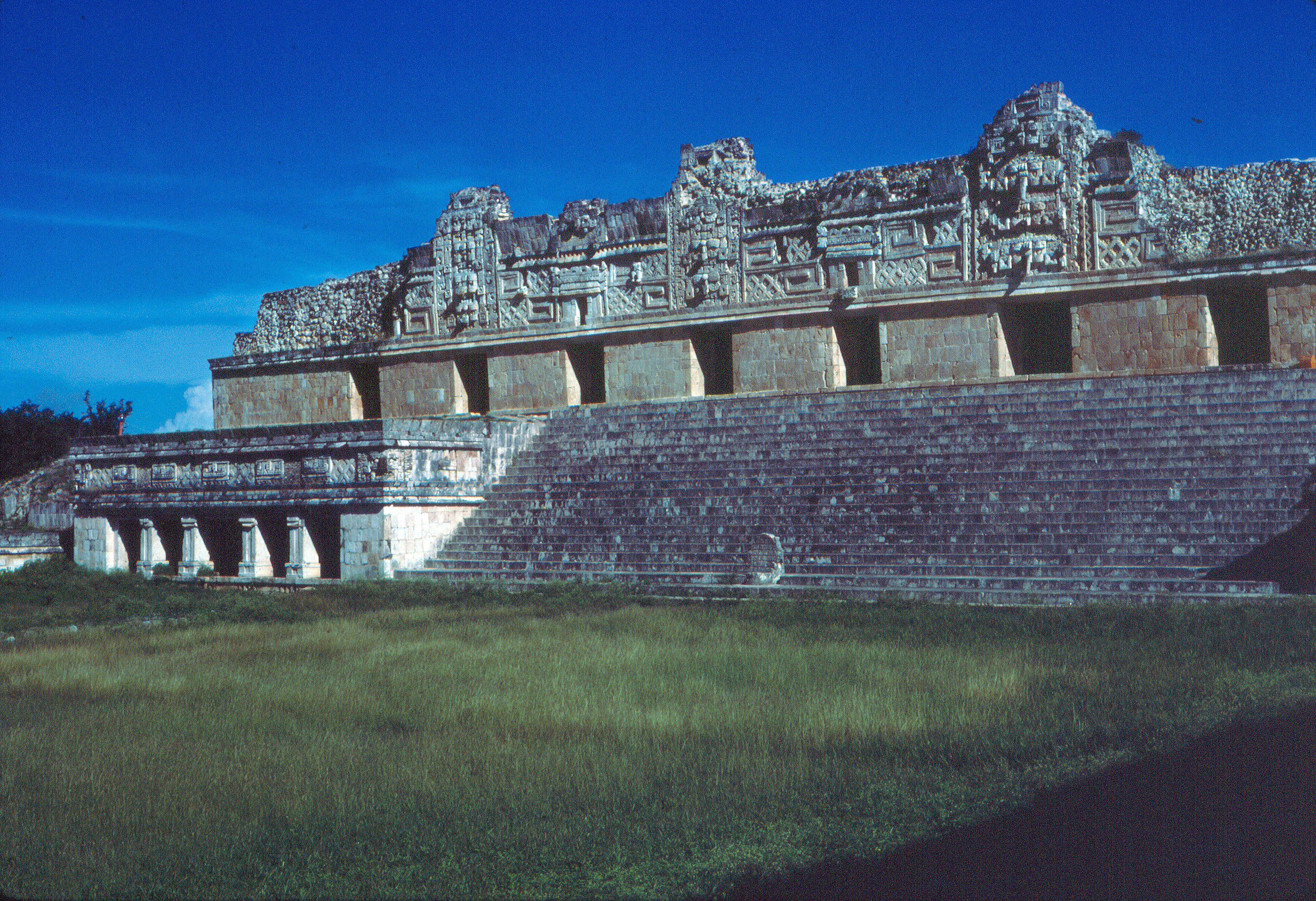
Nordgebäude mit Vorbauten und Monumentaltreppe

Das Nordgebäude steht auf einer besonders hohen Plattform, die vor der nach Süden gerichteten Hauptfassade sehr breit gehalten ist. Zu ihr führt in der Mitte vom Hof her eine 30 Meter breite Treppe, die auf beiden Seiten von je einem Gebäude begrenzt ist, das auf dem Niveau des Hofes steht. Diese Gebäude sind identisch gestaltet aber unterschiedlich groß: Sie bestehen aus zwei Räumen, von denen der vordere durch einen Portikus zum Hof hin offen ist. Der Unterschied besteht in der Anzahl der gemauerten Pfeiler des Portikus: vier beim westlichen Gebäude, nur zwei beim östlichen.

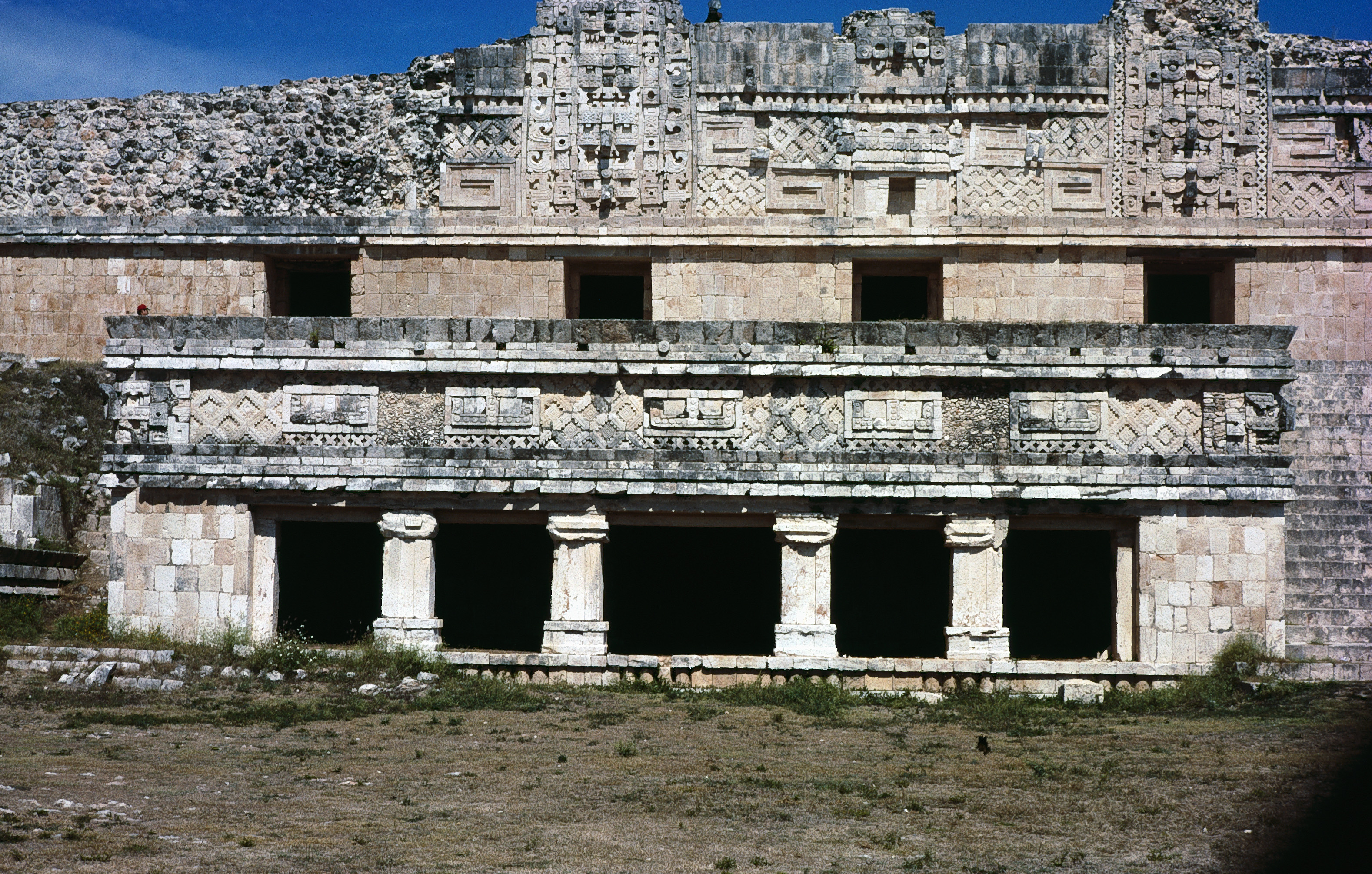
Westlicher Vorbau

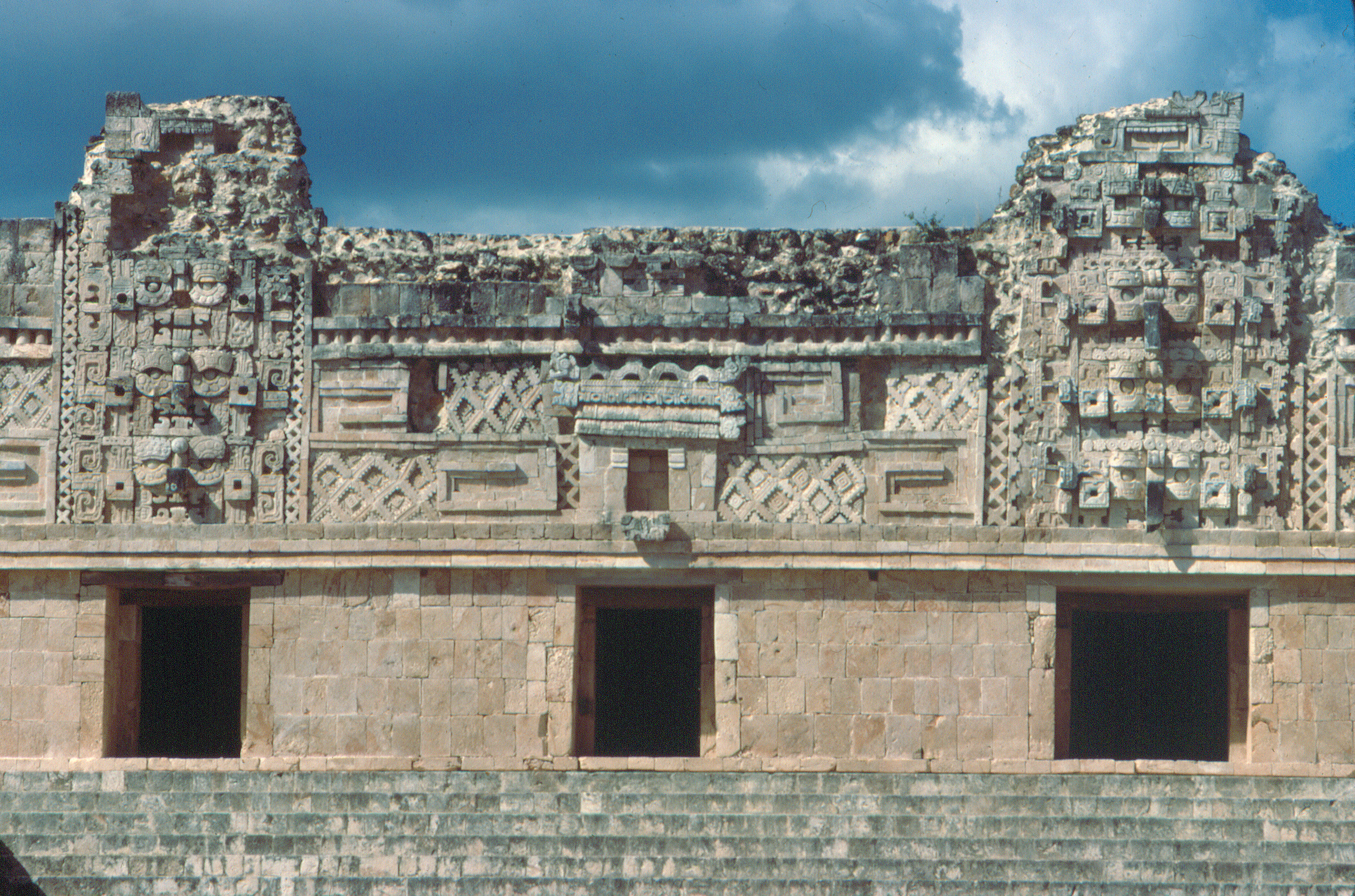
Fassade über den drei mittleren Eingängen des westlichen Vorbaus

Nur die Fassade des westlichen Gebäudes ist erhalten: Über einem dreigliedrigen Sockel mit eingezogenem mittleren Band, in dem sich Säulchen mit glatten Flächen abwechseln, folgt eine glatte Wandfläche. Die Pfeiler sind mit Sockel und Kapitell ausgestattet und wie diese reliefiert. Das mittlere Gesims ist viergliedrig, mit geböschtem Band unten, zwei glatten Bändern und oben wieder ein gegenläufig geböschtes Band. In der oberen Wandfläche dominieren die Flächen mit gekreuztem Gitter aus Chimez-Steinen, in die über jedem der Teileingänge kleinere Felder mit einem Mäander-ähnlichen Motiv eingefügt sind. Die Ecken tragen einfache Chaac-Masken. Die obere Wandfläche ist relativ niedrig, weil die Gebäudehöhe durch das Niveau der Plattform vor dem eigentlichen Nordgebäude beschränkt war. Das obere Gesims ist dreigliedrig mit glatten, oben und unten geböschten Bändern, wobei aus dem mittleren Band in Abständen Rosetten herausragen.
Das eigentliche Nordgebäude besteht aus zwei Reihen von elf Räumen, wobei die hintere Reihe nur durch die vorderen Räume zugänglich ist. An den beiden Schmalseiten befinden sich ebenfalls zwei hintereinander liegende Räume, so dass die Gesamtzahl der Räume 26 mit 13 Außeneingängen beträgt. Die Nordfassade besitzt keine Eingänge. Der mittlere Eingang der Südfassade ist breiter als alle anderen. Wie beim Ost- und Westgebäude sind auch hier die Eingänge in der beschriebenen Rahmenform gestaltet.
Das Gebäude weist eine komplexere Entstehungsgeschichte als die anderen des Nonnenvierecks auf: Der älteste Bau verfügte nicht über die vier seitlichen Räume. Der ältere Bau hatte zu dem eine andere Fassade, die aber abgerissen wurde und über deren dekorative Inhalte nichts bekannt ist (an der Nordfassade wurde bei den Rekonstruktionsarbeiten an einer kleinen Stelle der Durchblick zur unteren Wandfläche und zum mittleren Gesims der älteren Fassade freigelassen). Anschließend wurden in einer weiteren Bauphase die seitlichen Räume angefügt. Schließlich wurde das gesamte Gebäude mit einer neuen Fassade ummantelt. In dieser Form ist das Nordgebäude das jüngste des Nonnenvierecks.

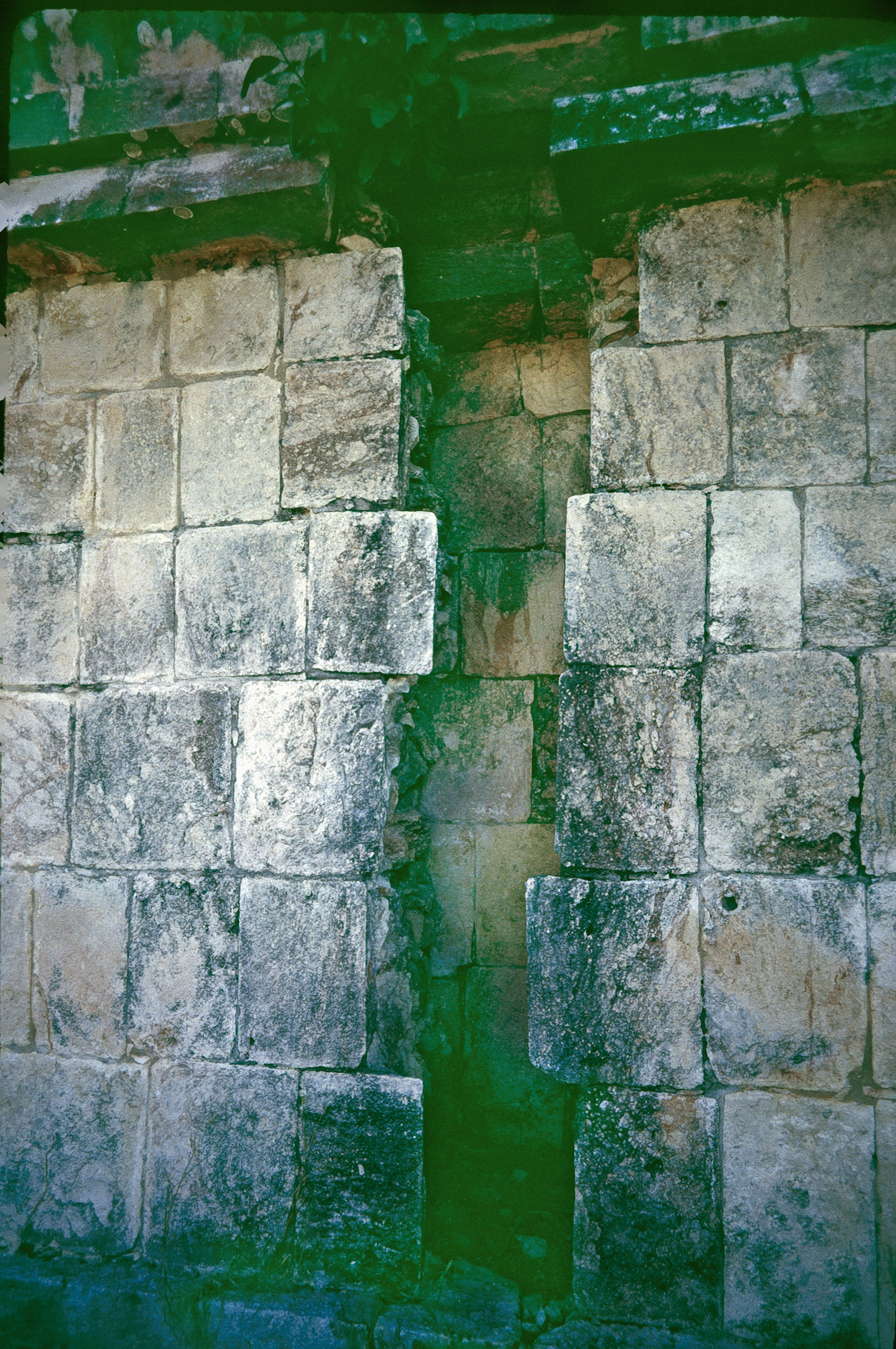
Nonnenviereck, ältere Fassade an der Rückseite

Das Bildprogramm vereinigt Motive aus den Fassaden der anderen Teile des Nonnenvierecks. Der Sockel besteht aus einem Band mit abwechselnd glatten Teilen und Gruppen von drei Säulchen, eingerahmt von zwei glatten Bändern. Die untere Wandfläche ist überall glatt. Einfach gehalten ist auch das mittlere Gesims aus drei Elementen, von denen das mittlere ein glattes Band ist, das oben und unten geböschte Bänder begleiten. Herausragendes und gliederndes Element sind die hohen Kaskaden von Chaac-Masken, die zusammen mit den ähnlich gestalteten Eck-Kaskaden die Dachfläche erheblich überragen. Ihre ursprüngliche Anzahl ist ungewiss, da die Fassade nur teilweise hinreichend gut erhalten war.

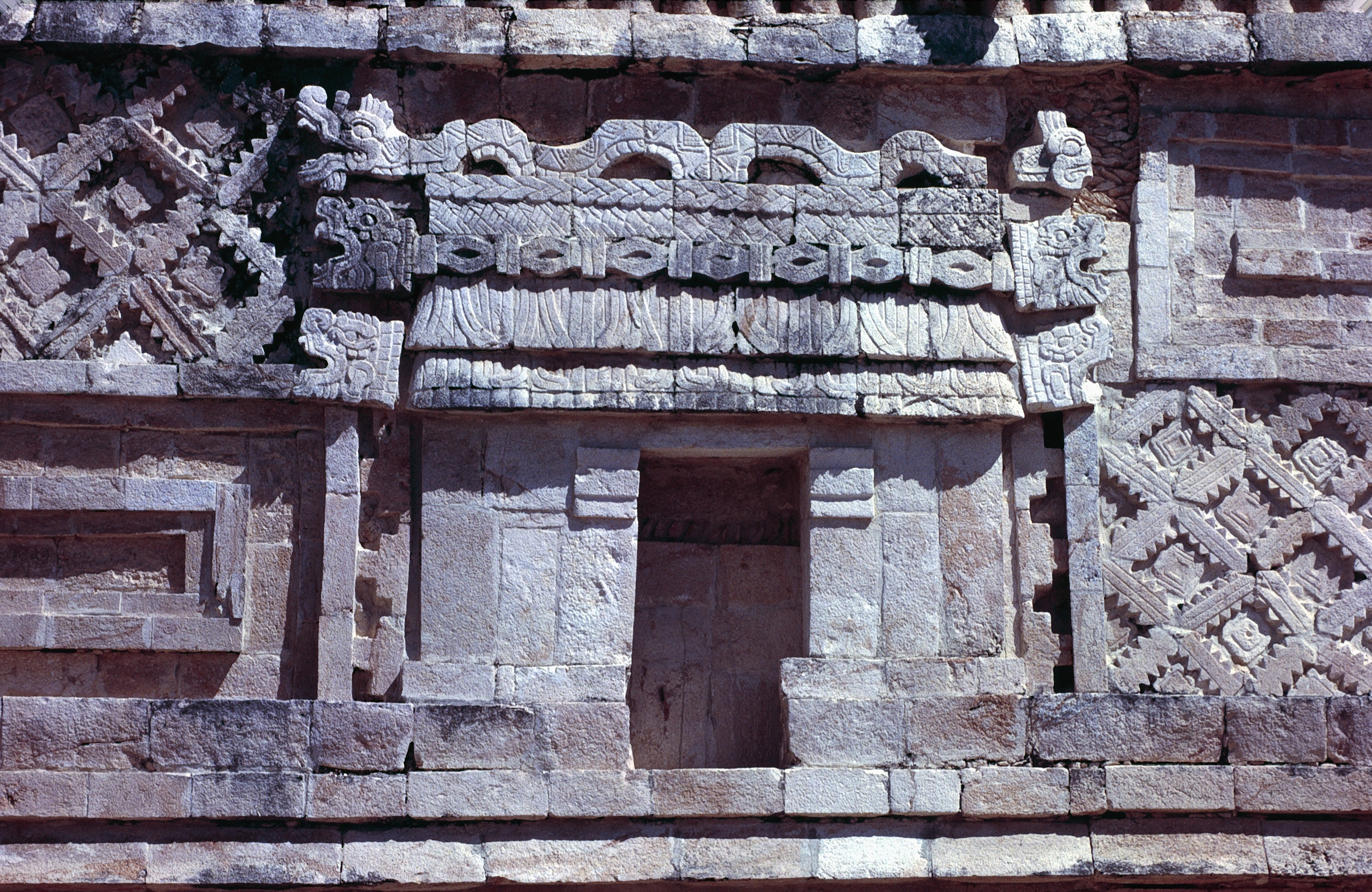
Darstellung eines Wohnhauses mit Palmblattdach, zwei doppelköpfige Schlangen im First

Über einigen der Eingänge befinden sich Darstellungen von traditionellen Maya-Häusern, deren First verschiedengestaltige doppelköpfige Schlangen bilden. Ein Vergleich mit den Rauchwolken des Herdfeuers, die aus den Häuserdarstellungen des Südgebäudes hervorkommen, lässt eine symbolische Gleichsetzung vermuten. Vor einem dieser Häuser ist die vollplastische Darstellung zweier Jaguare angebracht, deren Schwänze ineinander verwunden sind, ein Motiv, das ähnlich an anderen Stellen in Uxmal anzutreffen ist. Zwischen den Kaskaden und den Häusern wechseln in zwei Registern schräg gestellte Chimez-Steine rings um zentrale Rhomben mit großflächigen Stufenmäandern ab. In diesen Feldern finden sich aus der Fassadenfläche herausragende Figuren, so die (unvollständige) eines gebundenen Gefangenen und die einer Eule mit menschlichem Gesicht. Über jedem zweiten Eingang ist eine hohe, vierfach Kaskade von Chaac-Masken angebracht. Die Gestaltung der Fassaden an den Schmalseiten des Nordgebäudes ist, abgesehen von den Eck-Kaskaden, nicht bekannt.
Die Rückseite des Gebäudes ist einfacher gehalten. In regelmäßiger Folge wechseln sich glatte Flächen mit solchen mit schrägem Gitter ab. In allen glatten Flächen ragten über dem mittleren Gesims steinerne Podeste aus der Wand heraus, auf der sich in einem Fall ein Teil einer männlichen Figur mit entblößtem Genitalien erhalten hat. Auf der Höhe des Kopfes dieser Figuren weist die Fassade ein exakt gearbeitetes rundes Loch auf, in das – wie für verschiedene ähnlich gestaltete Monumente der weiteren Region vermutet wird – anstatt des aus Stein gearbeiteten Kopfes ein Schädel eines Getöteten eingesetzt war. Das obere Gesims des gesamten Gebäudes besteht im Prinzip aus drei Gliedern: zwei glatten Bändern, die eine kontinuierliche Reihe von niedrigen Säulchen einrahmen. Das üblicherweise darüber befindliche schräg vorkragende Band ist hier so weit überhöht, dass eigentlich von einer eigenen Wandfläche gesprochen werden muss, zumal die Schräglage kaum noch ausgebildet ist.

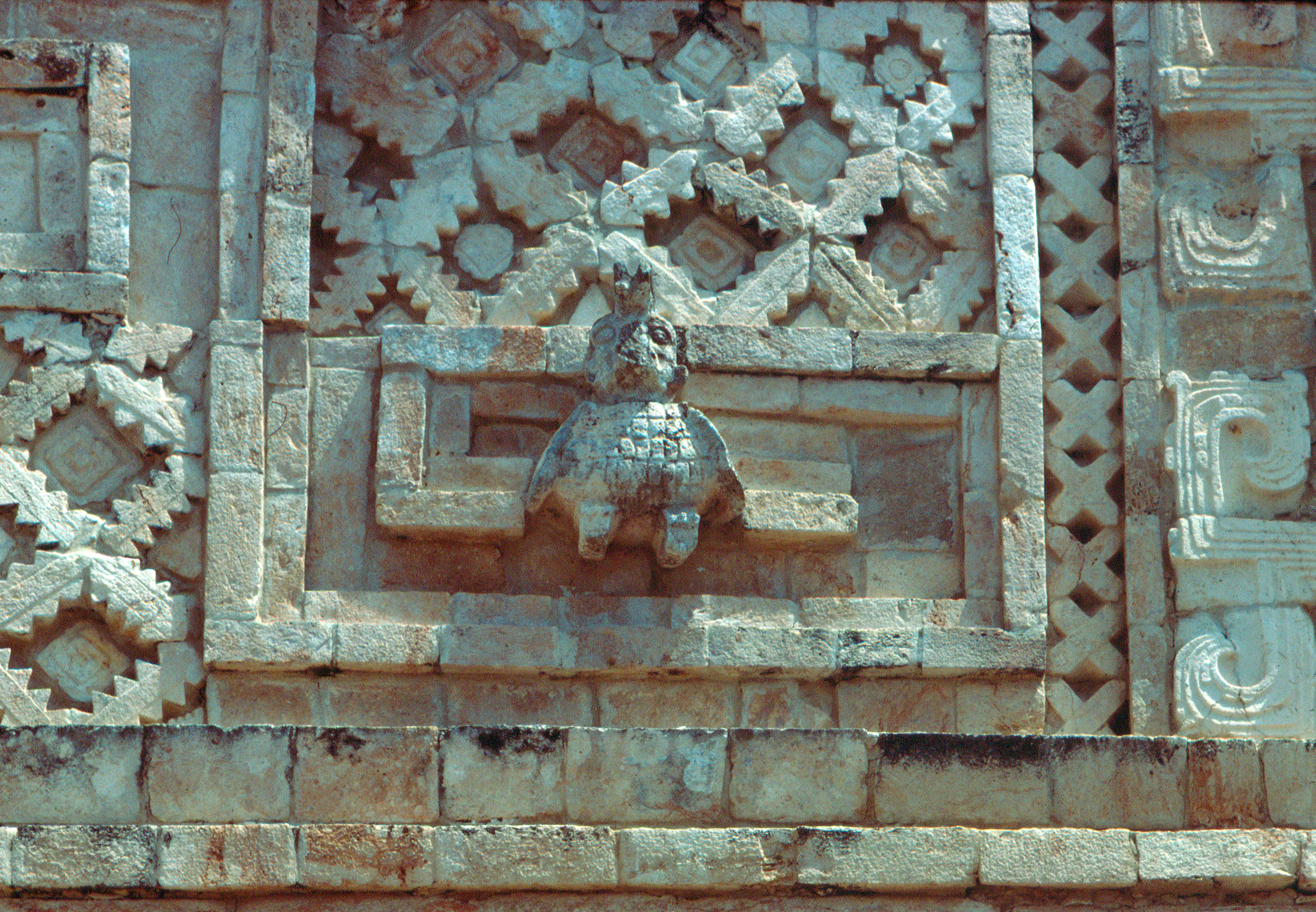
Figur einer Eule im Fries der Südfassade
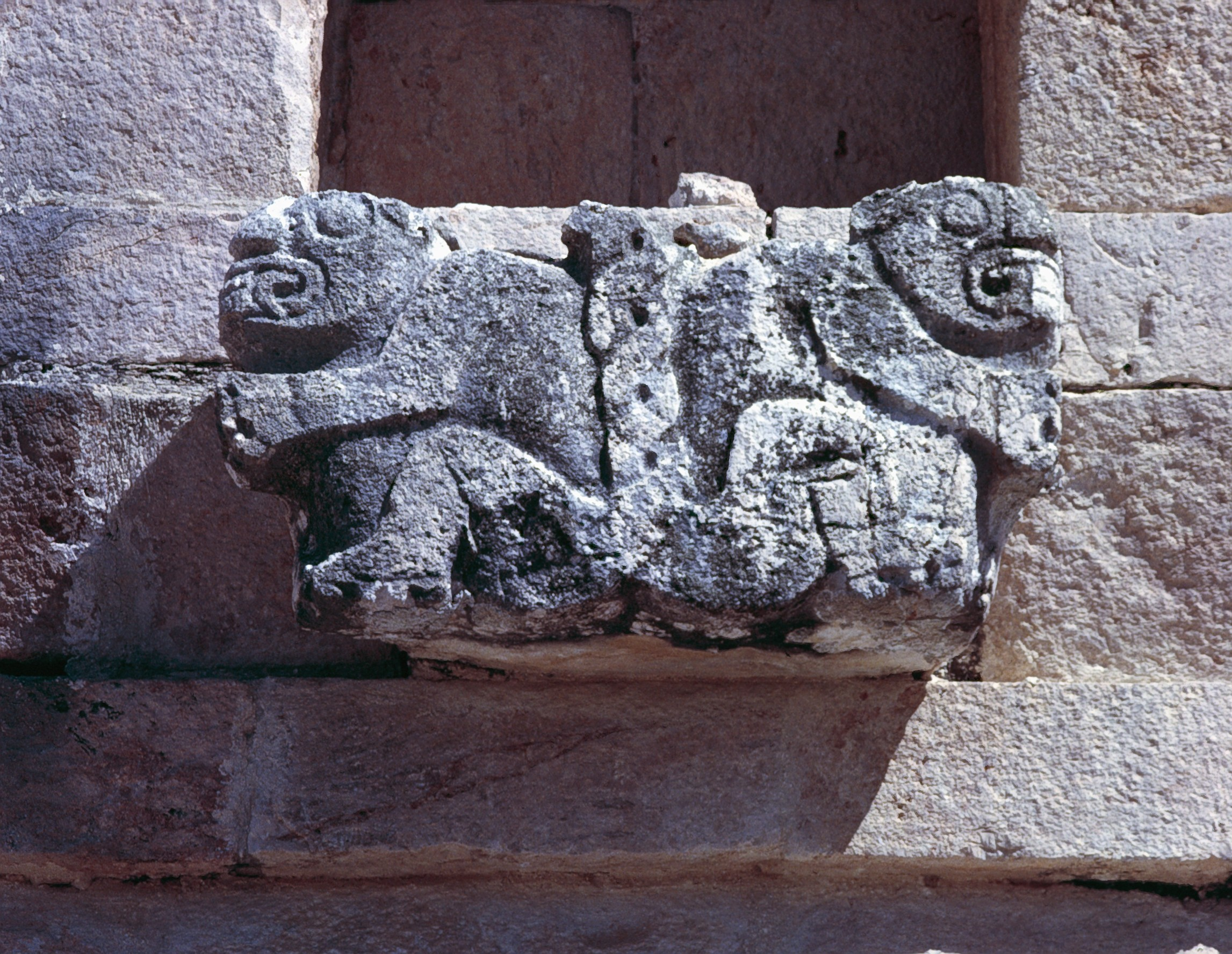
Figur von zwei ineinander verflochtenen Jaguaren im Fries der Südfassade
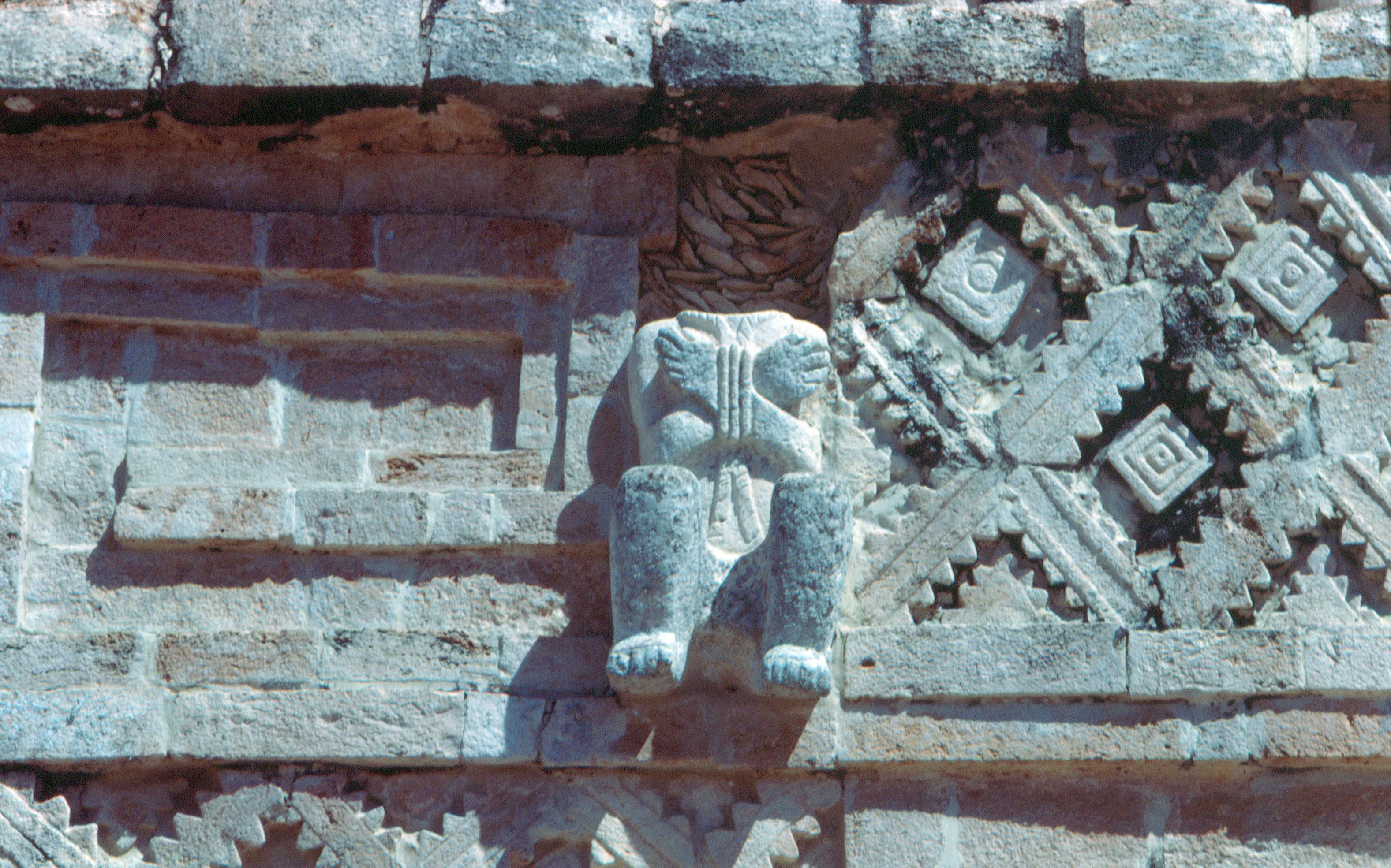
Torso eines gebundenen Gefangenen im Fries der Südfassade
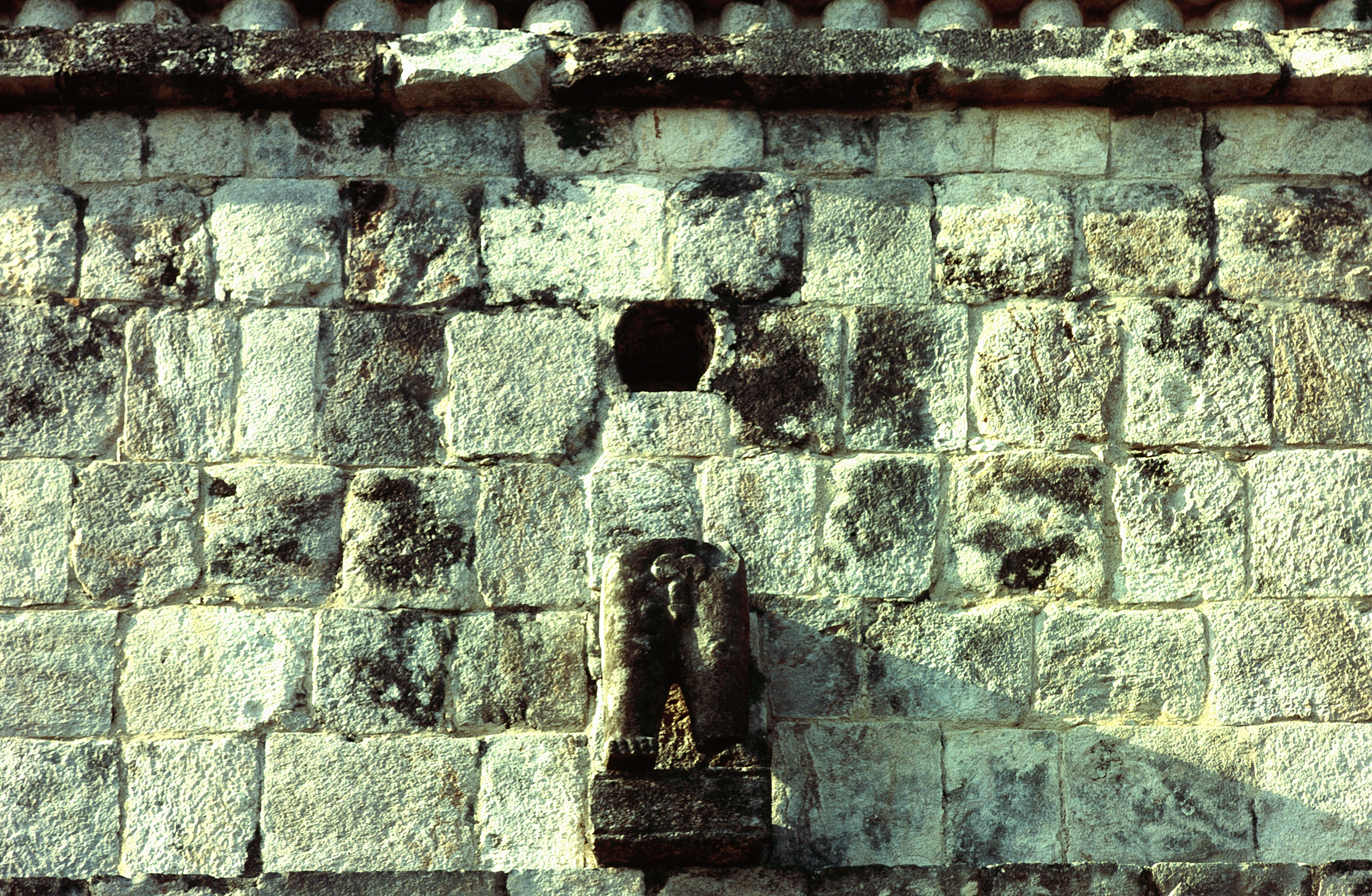
Torso eines nackten Gefangenen (?) auf der Nordfassade

#### Annex-Gebäude

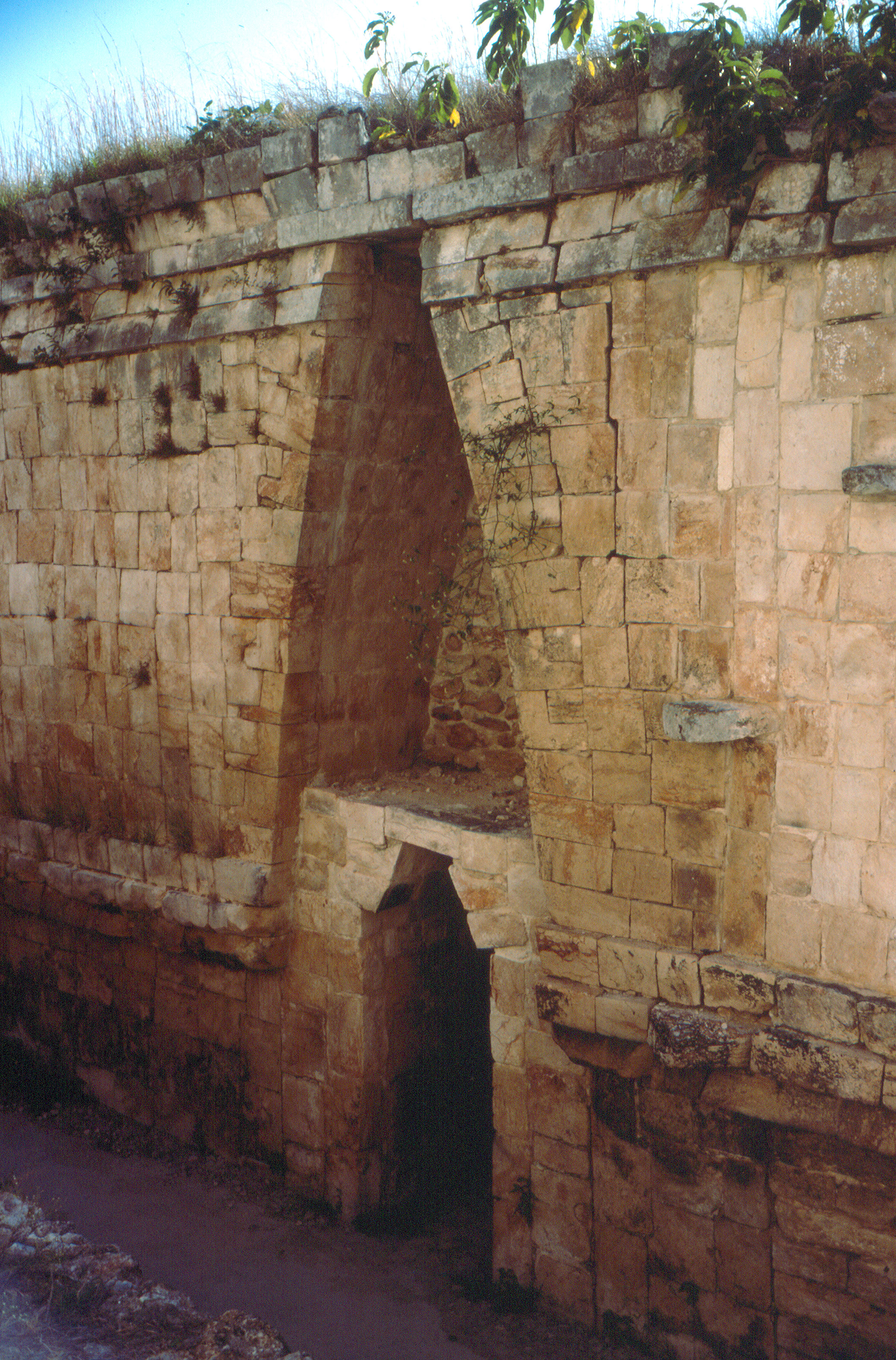
Verbindungsbogen der beiden Flügel

Die beiden als Annex bezeichneten, lang gestreckten Gebäude, verlaufen parallel zum Ostgebäude des Nonnenvierecks und etwas östlich zu diesem. Es handelt sich um zwei identische Gebäude, die ursprünglich durch einen schmalen Durchgang getrennt waren, der (ähnlich wie beim Gouverneurspalast) später geschlossen und mit einem Gewölbe überdeckt wurde. Die Gleichartigkeit der beiden Bauten verdeckt die Baugeschichte: als erstes wurde das südliche Gebäude errichtet, danach folgte das nördliche, im Zusammenhang mit dessen Errichtung wurde der Verbindungsbogen zum südlichen Gebäude gebaut, der später durch eine Querwand unpassierbar gemacht und zu einem halboffenen Innenraum umgestaltet wurde, ähnlich wie es bei den beiden Verbindungsbögen am Gouverneurspalast der Fall ist.
Die beiden Gebäude sind identisch angelegt, sie bestehen aus zwei unüblich langen Räumen. Der vordere der Räume war durch drei Eingänge zu betreten, die durch Mauerscheiben getrennt waren, zum hinteren führt ein einfacher Eingang. Die Qualität der Bauausführung ist außerordentlich hoch, was sich auch in der sehr großen Spannweite der Gewölbe erkennen lässt. Sie beträgt beim hinteren Raum des nördlichen Gebäudes 4,1 Meter, beim südlichen sogar 4,35 Meter, was die größte Spannweite eines Raumes im gesamten Mayagebiet sein dürfte.
Bemerkenswert ist auch die Konstruktionsweise der Außenwände des südlichen Gebäudes, die nicht wie sonst aus einem Kern aus Schüttmauerwerk und nicht tragenden Verkleidungssteinen besteht, sondern aus über die gesamte Breite der Mauer reichenden massiven Steinblöcken, die beinahe im Läuferverband gesetzt sind. Die charakteristischen Verblendsteine fehlen, ebenso die aus mehreren Steinblöcken gesetzten Türpfosten. Es scheint sich hier um ein Experiment gehandelt zu haben, das sich nur noch (aber weniger qualitätvoll ausgeführt) im Gebäude 6 der Nordgruppe findet, aber sonst nicht weiter verfolgt wurde.

#### Fassaden
Die Wandflächen sind glatt, aus der oberen Wandhälfte des südlichen Gebäudes, die nur auf der Rückseite teilweise erhalten ist, stehen zahlreiche Zapfen oder Sockel für Dekorationselemente aus Stein oder Stuck heraus, von denen sich keine Spuren erhalten haben. Die drei Friese wiesen jeweils drei Elemente auf. Der mittlere Fries zeigt ein hervorstehendes glattes Band und zwei schräge Bänder darüber und darunter. Der obere Fries ist gleich gestaltet aber höher.

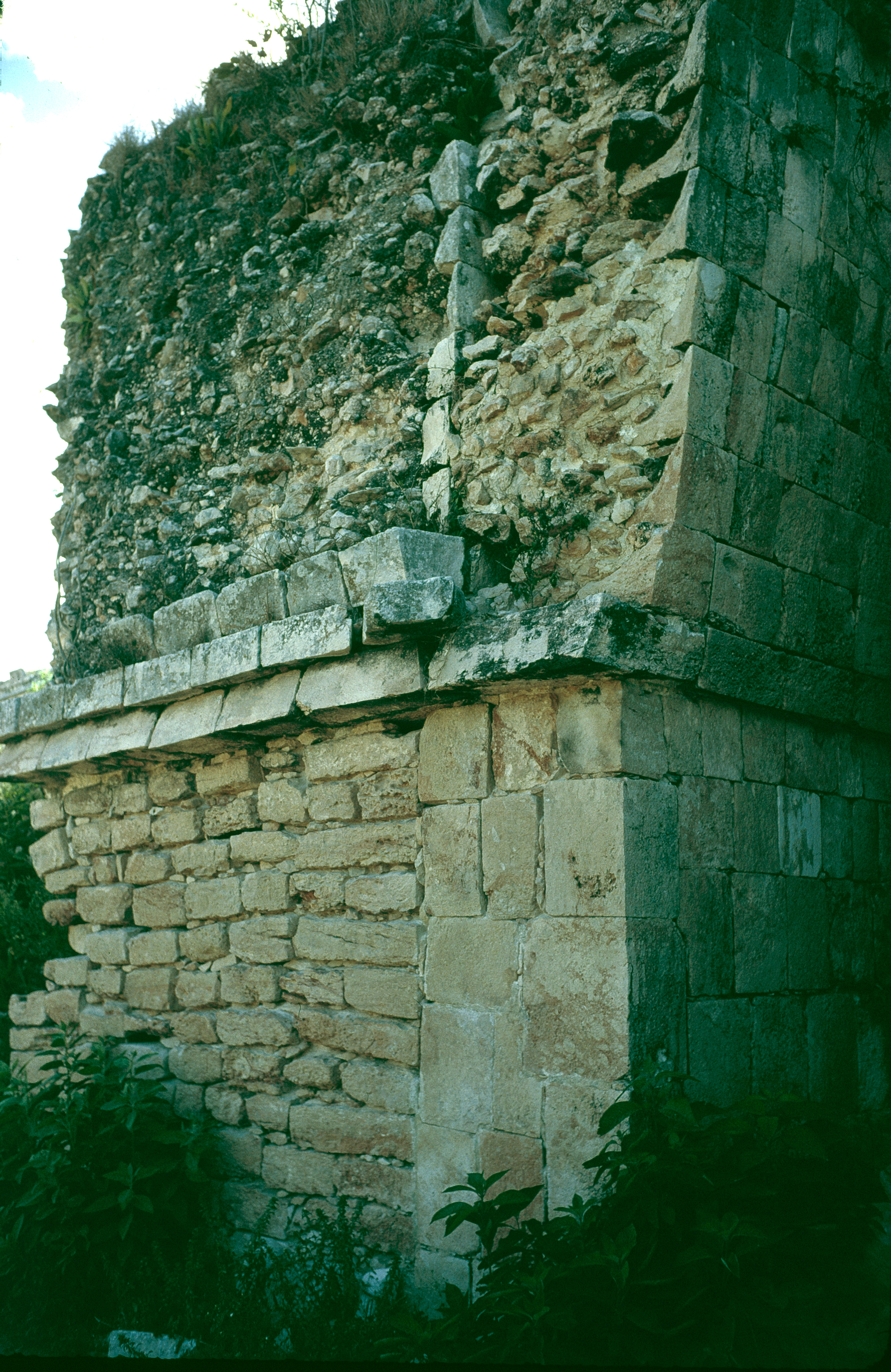
Baufuge des nördlichen Anbaues
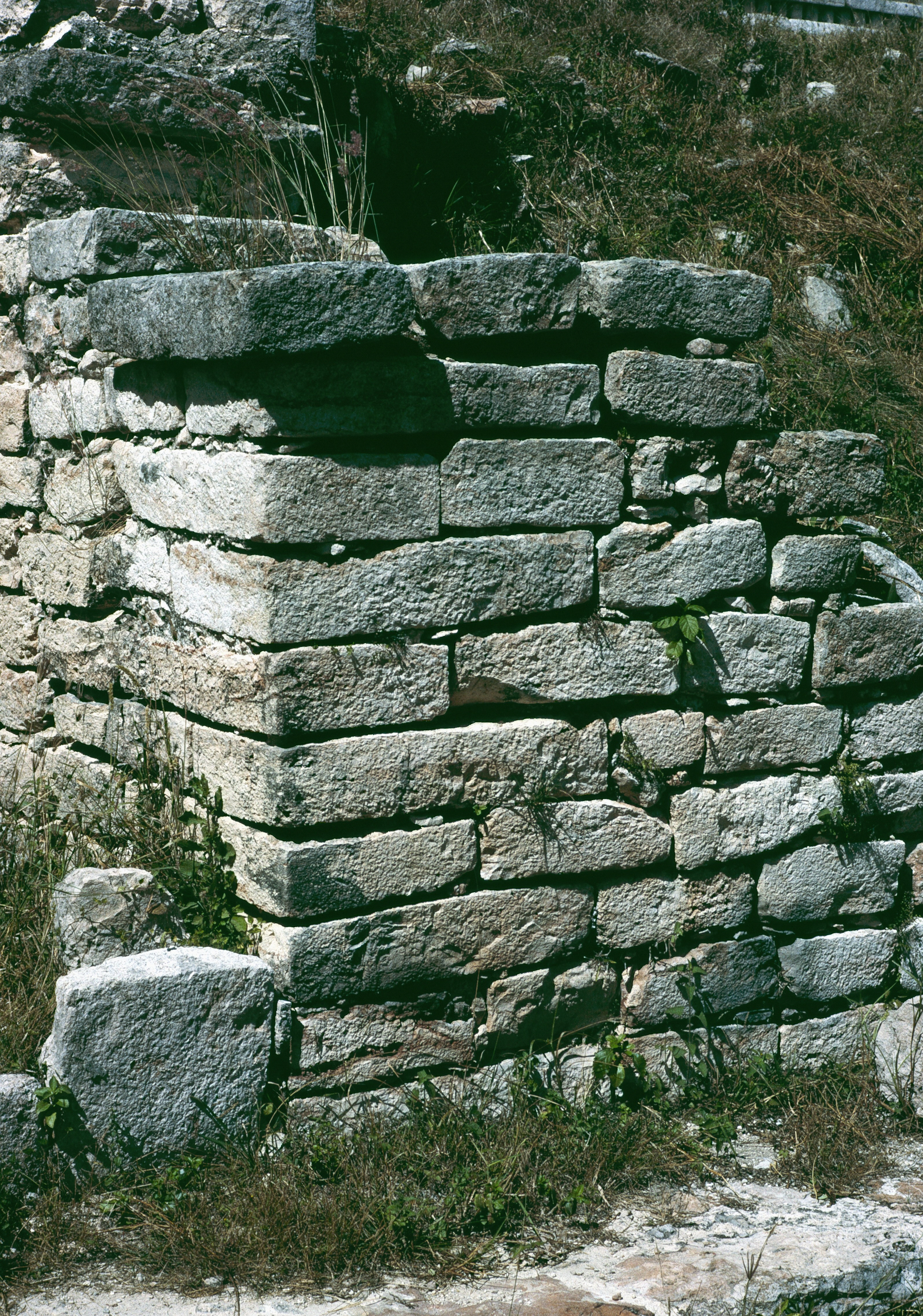
Mauerwerk des südlichen Annex-Gebäudes
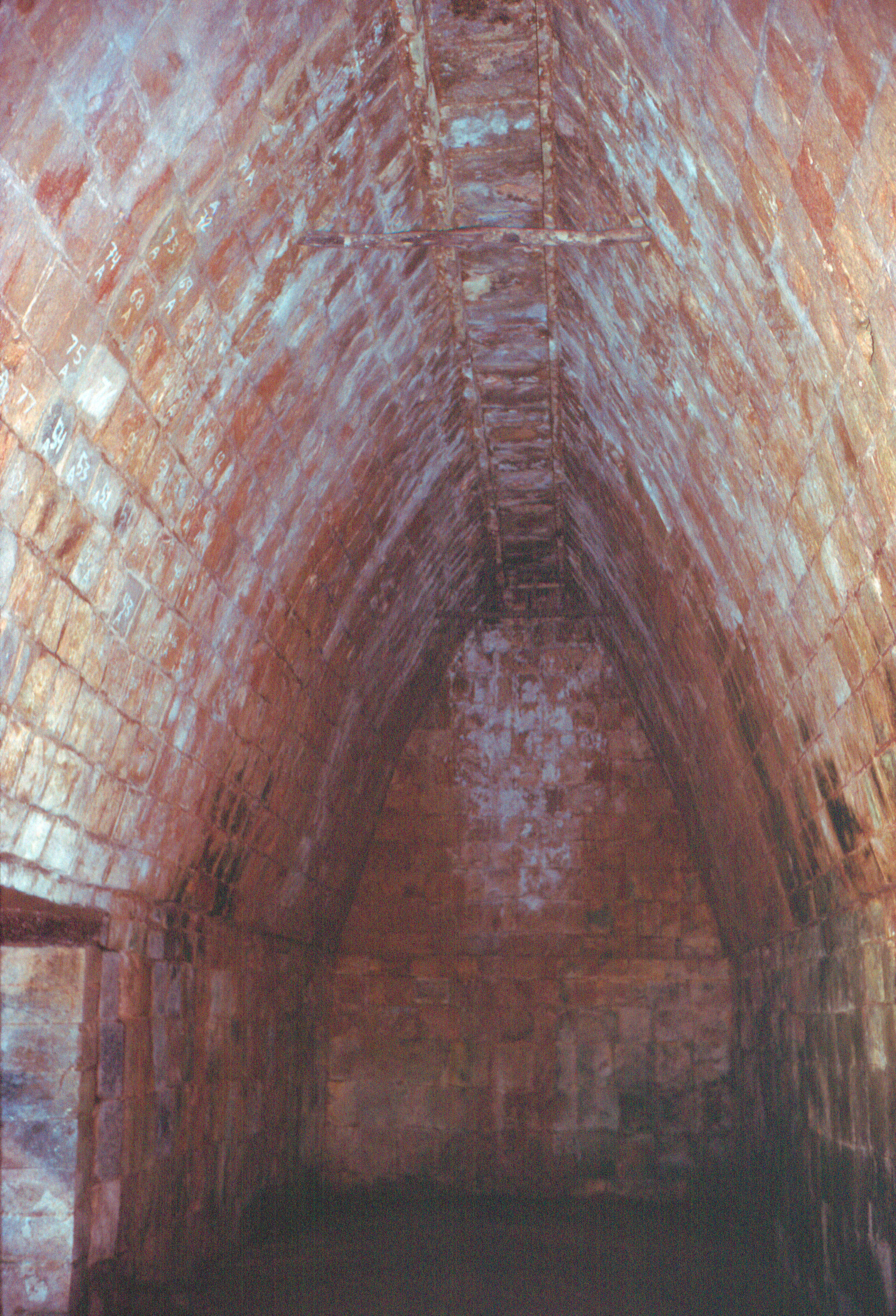
Gewölbe im nördlichen Gebäude
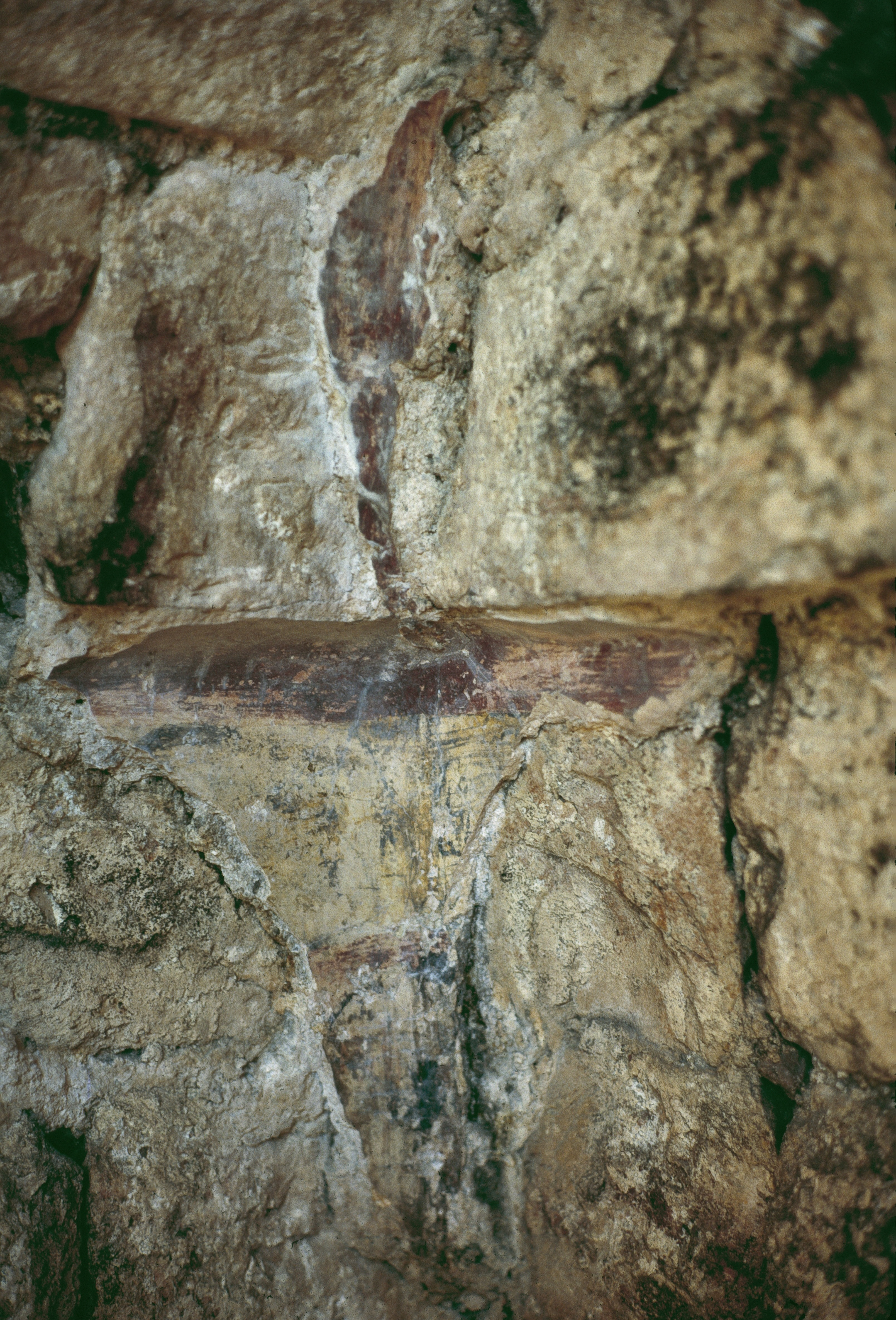
Reste von Wandmalerei

#### Zeitstellung
Aus dem eigenartigen Mauerwerk, das ebenfalls in einem Gebäude der Nordgruppe auftritt, kann man folgern, dass die beiden Bauten annähernd gleichzeitig errichtet wurden. Für die Nordgruppe wird angenommen, dass sie früh in der Geschichte von Uxmal entstanden ist. Das Annex-Gebäude dürfte ähnlich früh zu datieren sein, weil der Durchgang nur einen Sinn ergab, solange der Monjas-Komplex noch nicht existierte. Da durch die Errichtung des Monjuas-Komplexes der Durchgang nur auf die hohe hintere Plattformwand des Monjas-Ostgebäudes führte, konnte er ohne Nachteil zugemauert werden. Für eine frühe Zeitstellung spricht ferner die Innenbemalung, die in den Ecken in kleinen Resten erhalten ist. Sie besteht aus einer tiefroten Ausmalung der Wandflächen des Gewölbes und der unteren Wandteile, wobei unter dem Ansatz des Gewölbes ein horizontales Band von großen schwarzen Hieroglyphenzeichen auf hellem Grund verlief. Dies ist ein Kennzeichen von Proto-Puuc und frühen Puuc-Bauten, wo dieses Band aber vorzugsweise an der Außenwand zu finden ist. Die höchst fragmentarische Erhaltung schließt eine Lesung völlig aus.

### Hauptpyramide (Pirámide Mayor)

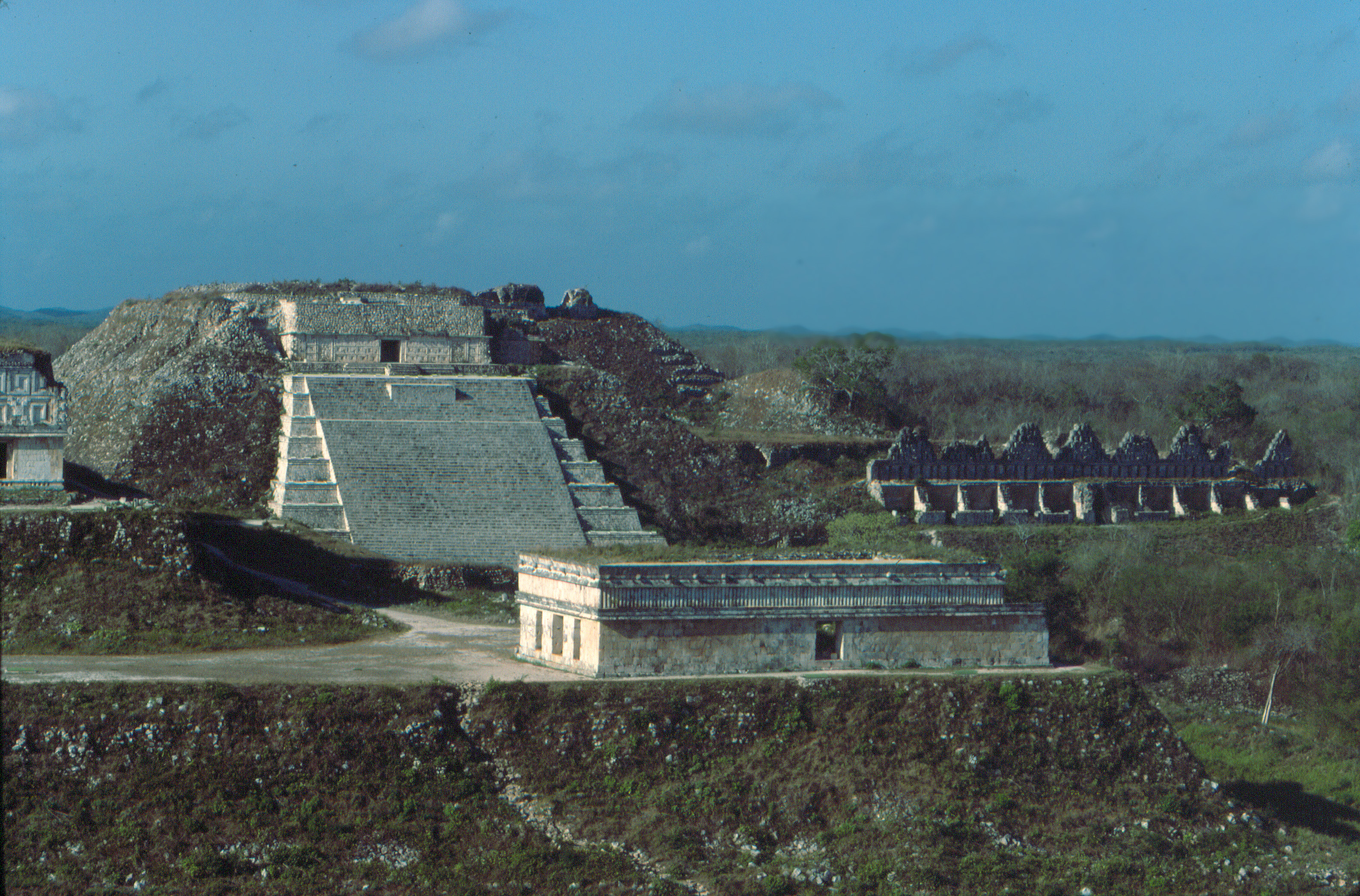
Hauptpyramide von Zauberer-Pyramide aus, Vordergrund: Schildkrötenhaus, Hintergrund rechts: Taubenhaus

Die nach ihrem Volumen größte Pyramide von Uxmal, nahe der Rückseite des Gouverneurspalastes, ist ein isoliert stehendes Bauwerk mit annähernd quadratischem Grundriss von 80 Meter Seitenlänge. Ursprünglich entstand sie als Pyramide mit einem Gebäude auf der oberen Plattform, zu dem an der Nordseite eine breite Treppe hinaufführte. Dieses Gebäude hatte fünf Räume in der hinteren Raumreihe und drei davor. Der Zugang zu den drei mittleren Räumen der hinteren Reihe erfolgte durch die vorgelagerten Räume über den Rüssel einer übergroßen Chaac-Maske. Die Räume wurden bereits in alter Zeit aus Stabilitätsgründen mit Schuttmauerwerk angefüllt, nur der zentrale vordere Raum wurde bei der Freilegung vom Schutt befreit. An den drei übrigen Seiten befand sich nur ein Raum.

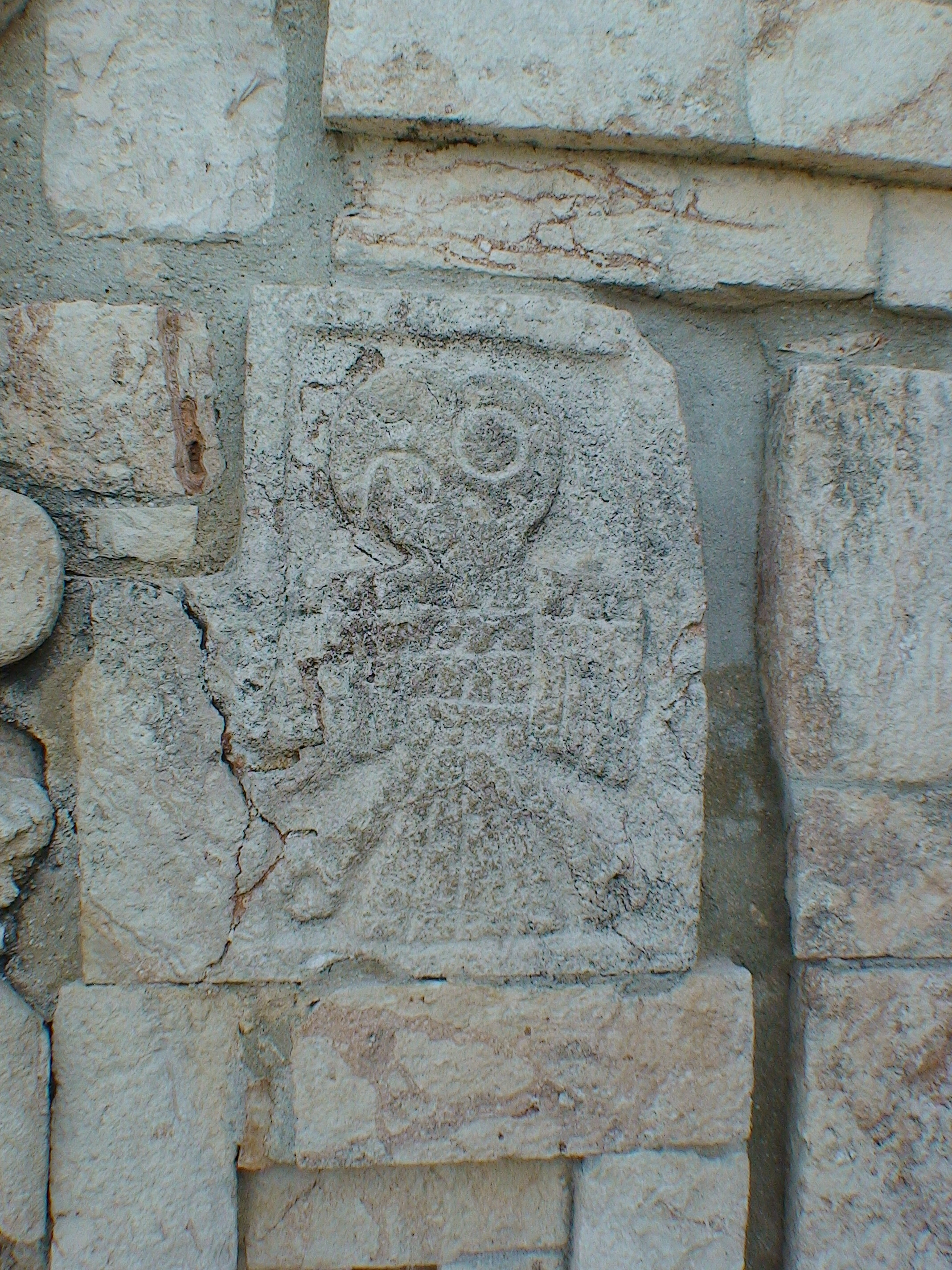
Fassadendetail der Hauptpyramide

Die Fassade war überaus reich dekoriert. An der Nordseite war die gesamte untere Wandfläche mit drei Reihen von Stufenmäandern gestaltet, die durch schmale Darstellungen ineinander verschlungener Schlangen getrennt sind. Zwischen den einzelnen Stufenmäandern sind in Flachrelief ausgeführte Darstellungen von Papageien angeordnet. Von der oberen Wandhälfte ist nichts erhalten. Die Ecken dieses Gebäudes werden durch drei übereinander gestaffelte Chaac-Masken gebildet.
Die Fassaden der anderen Seiten sind nur durch kleinräumige Explorationsgrabungen von 1941 bekannt. Dort wechseln, diesmal in der oberen Wandhälfte, große Stufenmäander mit einem Muster aus schräg gestellten Kreuzen ab. Die untere Wandhälfte ist dort unverziert. Das mittlere Gesims besteht aus einem glatten Mittelband und darüber und darunter schrägen, nach außen geböschten Steinplatten.
In einer späteren Phase wurde die Pyramide bis auf das Niveau des Gebäudedaches erhöht und dabei wurden die Fassaden aller vier Seiten überdeckt und alle Räume verfüllt. Dies und weitere Indizien deuten darauf hin, dass auf der neuen Oberfläche ein großes Gebäude geplant war, das aber nicht zur Ausführung gelangte.
Erste Grabungen wurden 1941 durchgeführt. Die große Treppe und die nördliche Fassade wurden um 1969 freigelegt und rekonstruiert. Bei Erhaltungsmaßnahmen im Zusammenhang mit der Erneuerung der Anlagen für die Licht- und Ton-Schau wurde 2009 an der Nordseite eine ältere Fassade entdeckt, die dem Frühen Klassikum zugeordnet wird. Diese ältere Fassade wurde aus Gründen der Stabilität wieder verschlossen.

### Der Komplex des Taubenhauses

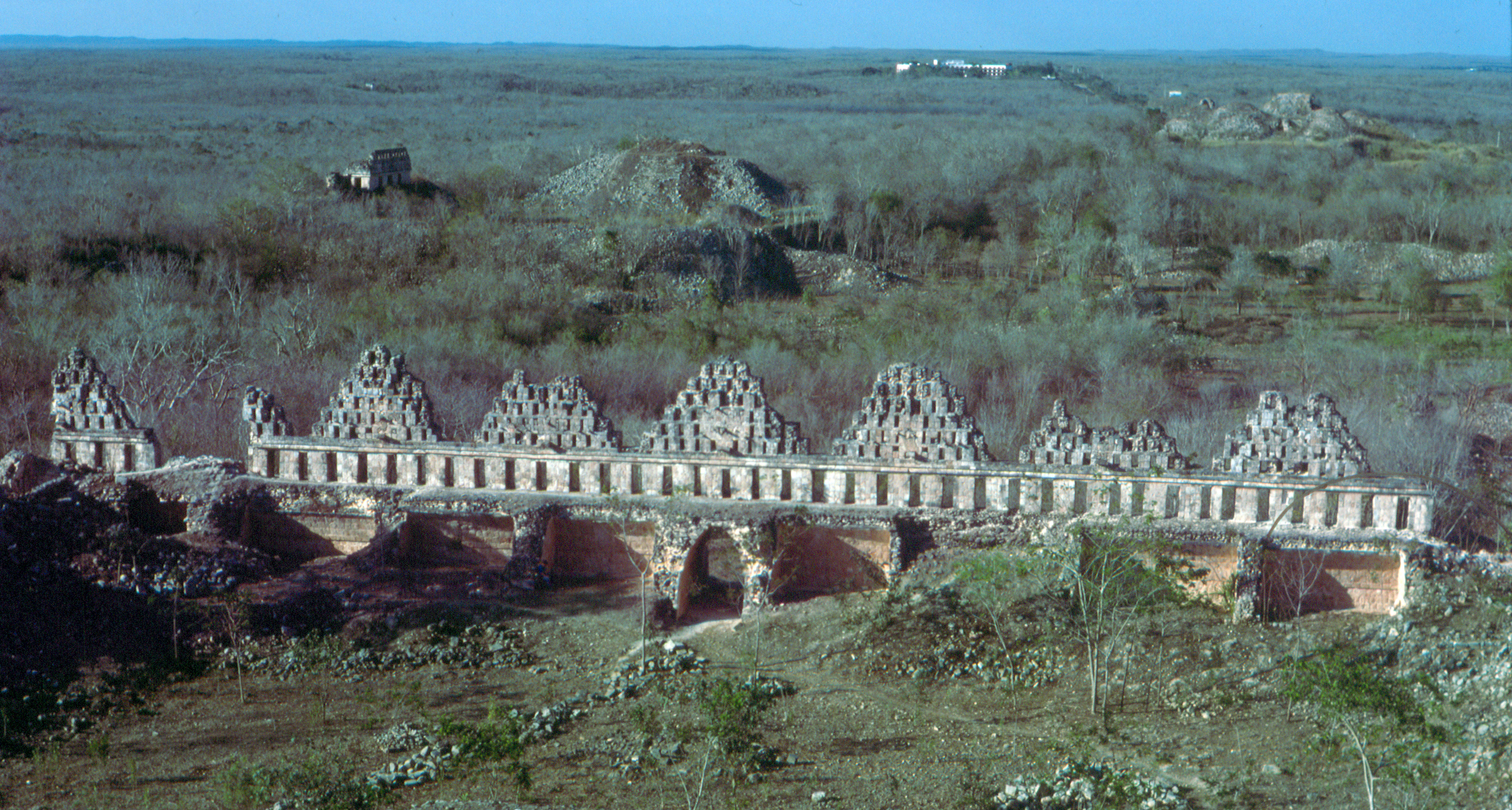
Taubenhaus von der Südpyramide

Dieser Komplex mehrerer großer Bauten ist der westlichste des Zentrums von Uxmal. Er ist sehr stark zerstört, seit 2000 ausgeführte umfangreiche Rekonstruktionsarbeiten am nördlichsten (tiefsten) Teil geben einen ungefähren Eindruck des früheren Aussehens. Der Komplex dürfte, nach Qualität und Art der Steinbearbeitung, einer relativ frühen Phase in der Baugeschichte von Uxmal angehören und hat mehrere Umbauten erfahren.
Er gliedert sich in vier große Höfe, die der „Südpyramide“ im Norden vorgelagert sind. Der nördlichste Hof wird von drei langen Gebäuden gebildet, nur die Nordseite des Hofes ist bis auf eine niedrige Plattform unbebaut. Die beiden Gebäude an der Ost- und der Westseite des Hofes sind stark zerstört, sie hatten zwei Reihen von Räumen, die sich zu den beiden Seiten öffneten. Nur das südliche Gebäude, das ebenfalls weitgehend zerstört war, besteht aus einer einzigen Reihe von Räumen und lehnt sich mit seiner Rückwand an die im Süden anschließende Terrasse an. Diese Terrasse wurde vom Hof über eine Treppe erreicht, die die Fassade des Gebäudes in der Mitte überspannte, aber einen Durchgang zum mittleren Raum frei ließ.
Der von der Terrasse gebildete freie Raum ist relativ schmal und wird auf seinen Seiten nicht von langen Gebäuden begrenzt, vielmehr besteht auf der Ostseite ein direkter Übergang zur Terrasse am Fuß der Hauptpyramide. Im Süden grenzt diese Terrasse an eine weitere, auf der sich das Taubenhaus befindet.

#### Taubenhaus (Edificio de las Palomas)

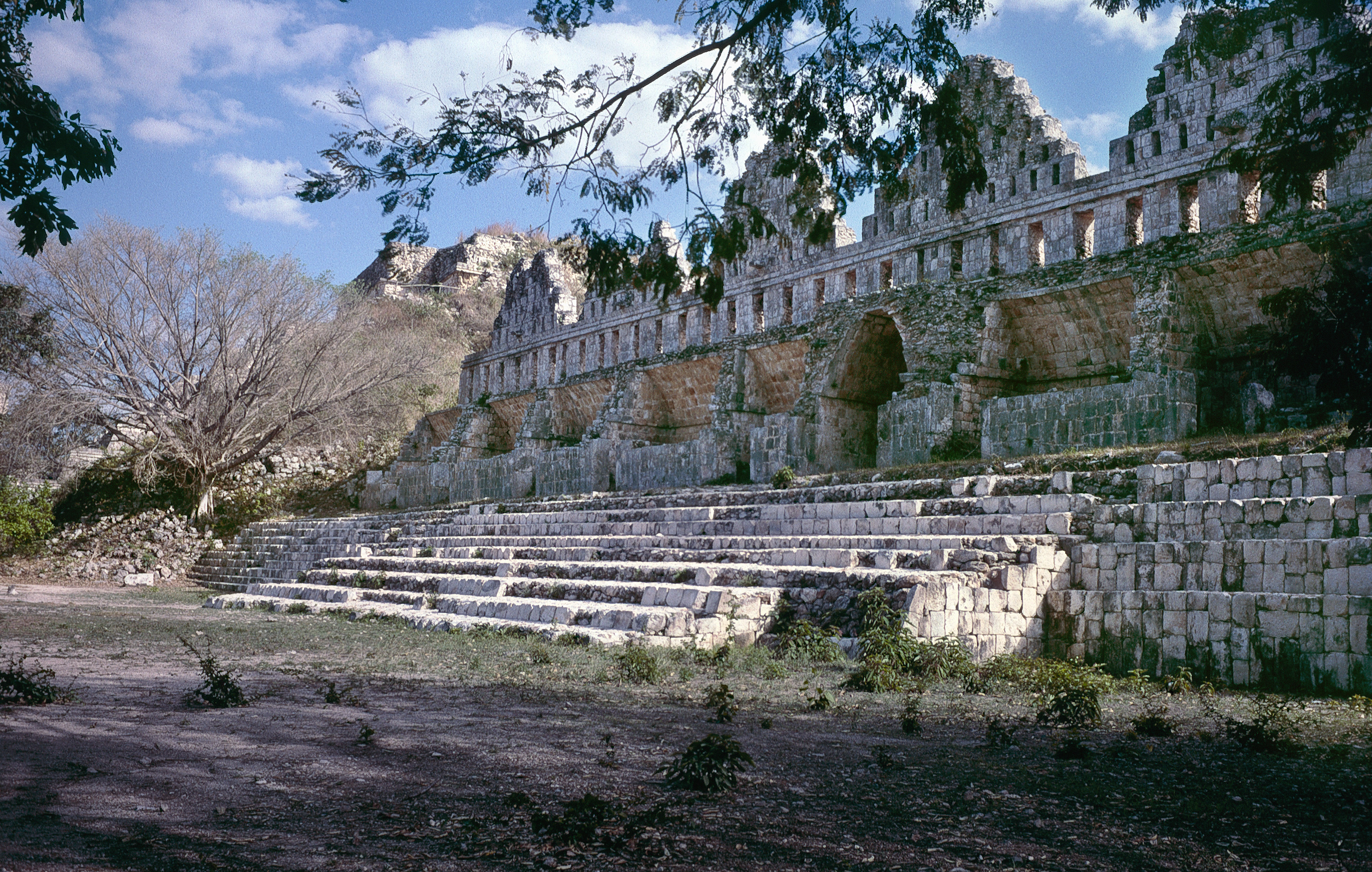
Taubenhaus, Nordseite

Das wegen der großen Zahl von schlitzförmigen Öffnungen im Dachkamm so genannte „Taubenhaus“ besteht aus zwei parallelen Reihen von Räumen, die aber nicht völlig symmetrisch angelegt sind: die Südseite hat weniger Räume als die Nordseite. In der Mitte befindet sich ein überwölbter Durchgang, der die Verbindung zum nächsten (südlichen) Hof herstellt.

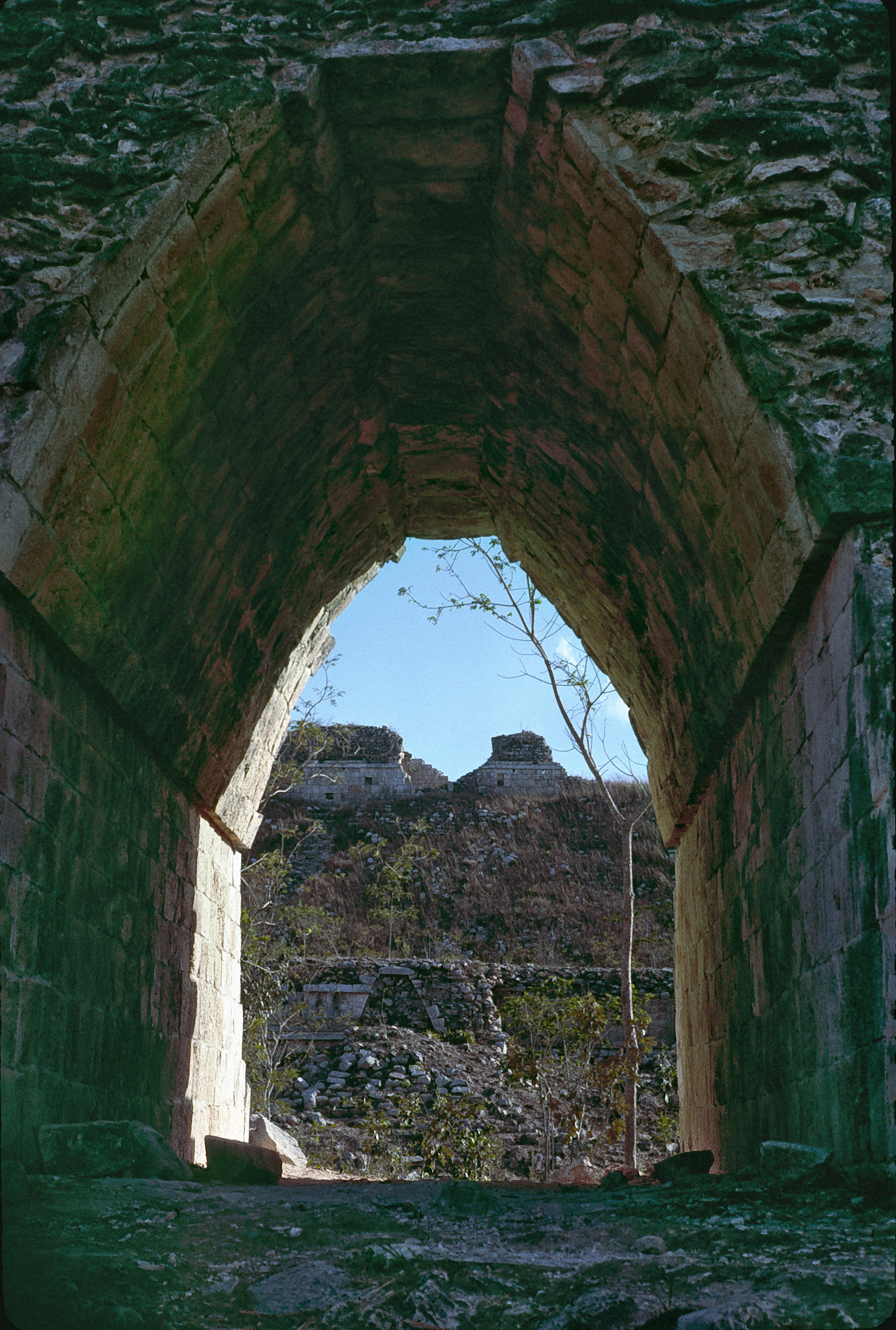
Blick durch den Bogen des Taubenhauses auf zugemauerten Bogen des Südgebäudes und die Südpyramide

Der gut erhaltene Dachkamm, der aus zwei horizontalen Registern besteht, ruht auf der dickeren Rückwand der beiden Raumreihen, zugleich also der Mittelwand des Gebäudes. Das untere Register besteht aus einer glatten Mauerfläche, die von hochkant stehenden rechteckigen „Fenstern“ durchbrochen ist. Das obere Register ist in dreieckige, giebelartige Sektoren gegliedert, die vermutlich sieben Reihen von niedrigen „Fenstern“ aufwiesen. Die Funktion aller dieser Fenster ist die Verringerung des Windwiderstandes.
In der Mitte jedes dieser Giebel befindet sich in der untersten „Fenster“reihe eine glatte Fläche mit einem herausstehenden Zapfen, auf dem sich eine Figur befunden hat, die aber nirgends erhalten ist. Auch über die restliche Fläche des Dachkammes sind Zapfen zur Befestigung von Figuren oder Ornamenten aus Stuck verteilt. Über die Fassaden des Gebäudes sind keine Aussagen möglich, da die Frontwände beider Seiten nicht erhalten sind.

#### Die Südpyramide

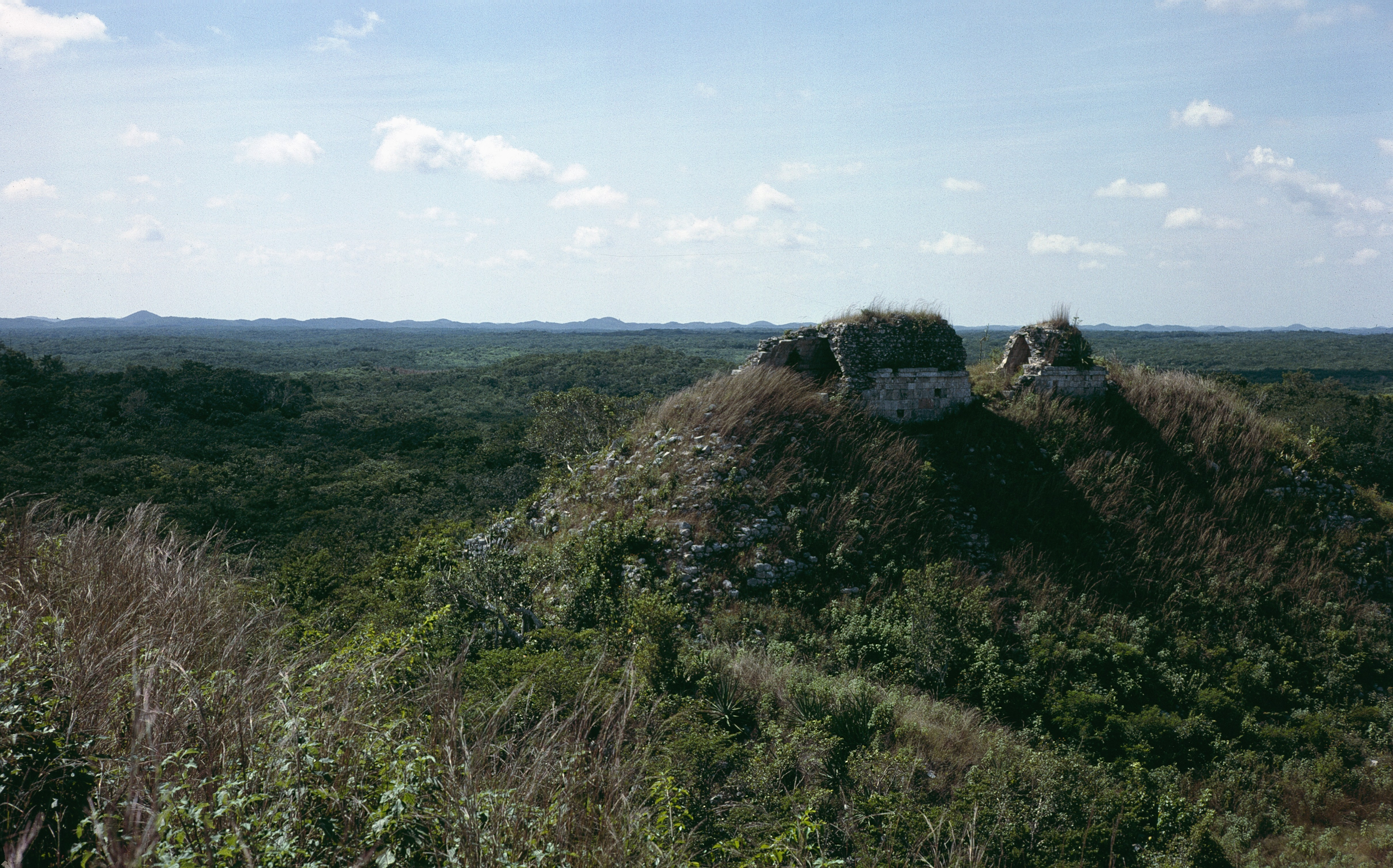
Südpyramide von Hauptpyramide

Südlich an das Taubenhaus schließt ein weiterer Hof an. Er hatte außer dem Taubenhaus im Norden Bauten an seiner West- und Südseite, von denen nur kleine Spuren sichtbar sind, während er im Osten von der Hauptpyramide begrenzt wurde. Der Bau an der Westseite des Hofes wies eine einfache Fassade auf, die in den Gesimsen und der oberen Wandfläche Säulchen zeigte. Das Südgebäude hatte ursprünglich zwei Reihen von Räumen nach beiden Seiten und einen Durchgang in der Mitte, entsprach also in seinem Grundriss weitgehend dem Taubenhaus. Ein Dachkamm scheint im Gegensatz dazu nicht vorhanden gewesen zu sein. Zu einem späteren Zeitpunkt wurde der Durchgang von Süden her durch eine Terrasse blockiert, die bis auf die Dachhöhe des Gebäudes reichte. Die dadurch nicht mehr zugänglichen Räume wurden mit Schutt angefüllt und über dem Durchgang eine Treppe errichtet, die auf die Terrasse führte.
Auf dieser Terrasse steht die Südpyramide, die den gesamten Komplex beherrscht. Zur Plattform auf ihrer Spitze führte eine lange Treppe hinauf. Das Tempelgebäude, von dem zwei Reste gewölbter Räume erhalten sind, war, wie die Pyramide selbst relativ schmal, es hatte drei Räume in einer Reihe und einen weiteren, deutlich schmaleren hinter dem Mittelraum, ein Grundriss, der auf die weit im Süden gelegene Chenes-Region verweist. Die Mauern sind relativ dick und zum Teil mit ungewöhnlich großen Steinen verkleidet. Die Wand der Vorderseite reichte höher als das Dachniveau und bildete vermutlich einen Dachkamm. Auf der Südseite der Pyramide befand sich eine Reihe von Räumen, die nur in Spuren zu erkennen sind. Der gesamte Komplex wurde bisher nicht ausgegraben oder archäologisch untersucht.

### Grupo del Cementerio

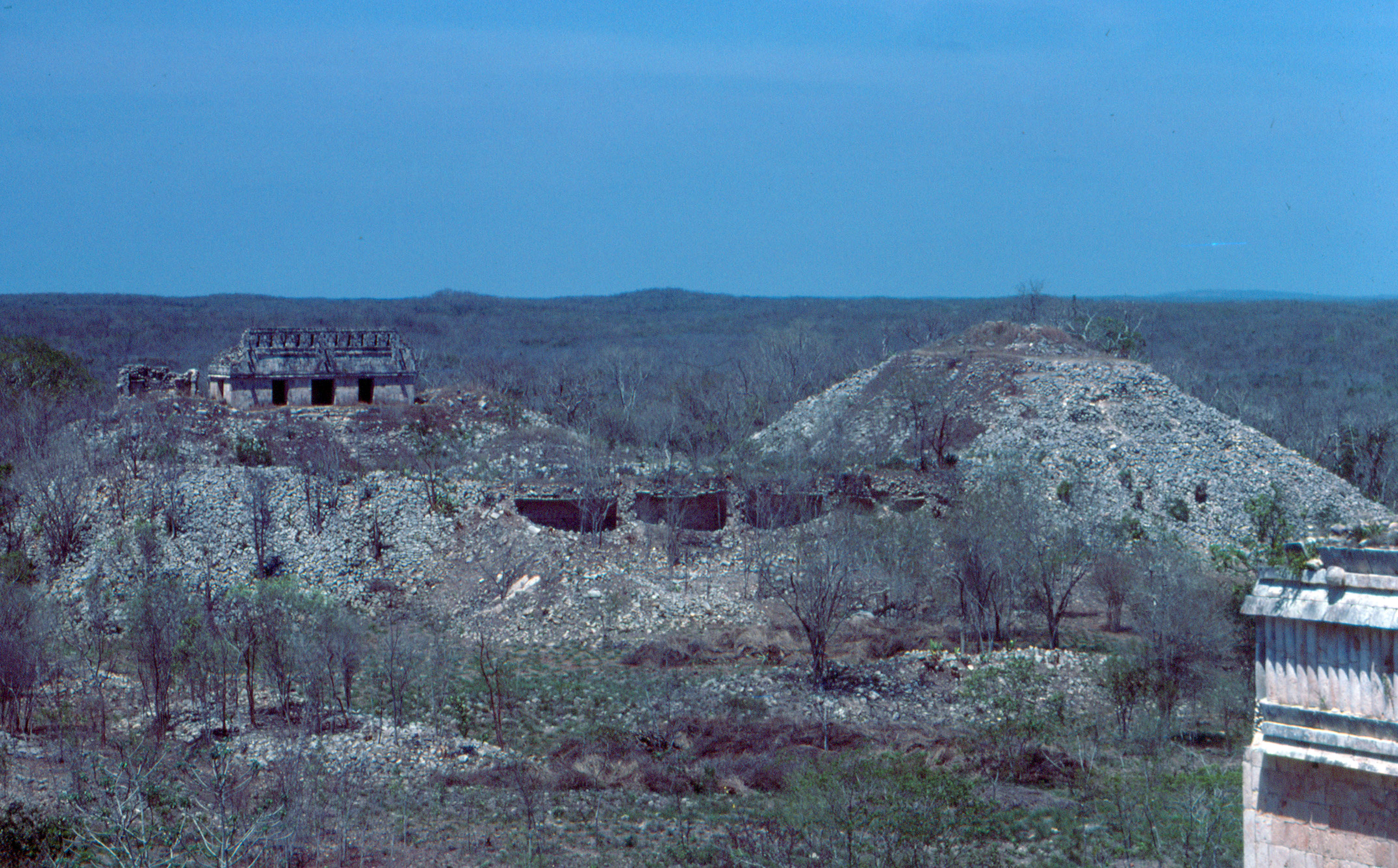
Cementerio-Gruppe (Westgebäude und Nordpyramide)

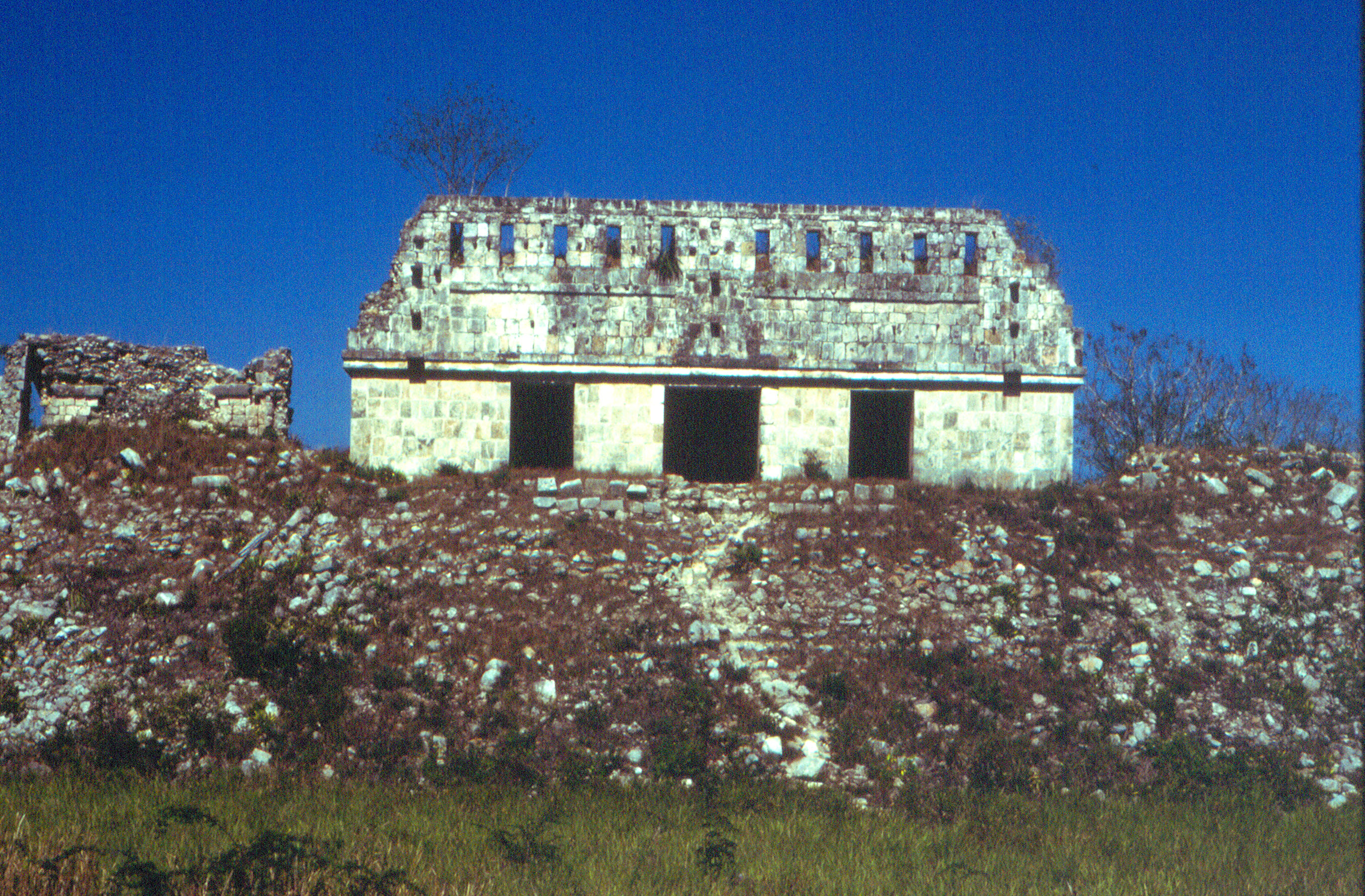
Cementerio Westgebäude

Es handelt sich um einen der für Uxmal typischen Hofkomplexe. Die ihn auf drei Seiten begrenzenden Gebäude standen auf hohen Plattformen. Das südliche Gebäude war vermutlich in der Mitte durch einen gewölbten Durchgang unterbrochen, zu dem von Süden eine Treppe hinaufführte. Gegenüber diesem Zugang befindet sich die Pyramide, die deutlich höher als die anderen Plattformen ist, auf der Südseite eine Treppe aufwies und auf deren Oberfläche sich ein Gebäude aus einem Raum befunden hat.

#### Westgebäude
Erhalten ist nur ein Teil der Bauten auf der Westseite des Hofes. In der Mitte steht ein lang gestrecktes Gebäude mit ursprünglich drei Eingängen vom Hof her. Vor dem größeren mittleren Eingang befindet sich eine breite Eingangsplattform. Die Eingänge führen in einen langen, nicht weiter unterteilten Raum. Die beiden seitlichen Eingänge wurden mit Mauerwerk aus sekundär verbauten Steinen, aber in geringer baulicher Qualität verschlossen. Außerdem existiert ein Eingang an der Südseite, ein recht seltenes Element in der Architektur der Region. Ursprünglich besaßen die Eingänge hölzerne Türbalken, diese wurde in moderner Zeit gegen Türbalken aus Beton ausgetauscht.
Die Fassade des Gebäudes zeigt die Charakteristika der frühen Puuc-Architektur: Das mittlere Gesims über den Türen besteht aus zwei Elementen, einem Band mit schräg nach unten vorkragendem Profil und einem glatten Band darüber. Das obere Gesims besteht ebenfalls aus einem glatten Band und darüber den hohen, nach oben vorkragenden Abschlusssteinen. Dieses Gesims ist über dem zentralen Eingang und den Ecken unterbrochen. Dort ragen Steinzapfen aus der Fassade, die überlebensgroße Figuren (aus Stuck?) gehalten haben dürften. Auf dem Dach befindet sich ein noch teilweise erhaltener Dachkamm, eine schmale Mauer mit Durchbrüchen, die vermutlich mit Stuckfiguren verkleidet war.
Die beiden seitlichen Gebäude waren weniger als halb so groß wie das mittlere und hatten ebenfalls drei Eingänge. Das nördliche dieser Gebäude ist völlig zusammengestürzt, vom südlichen steht die Rückwand. Die erhaltenen Bauteile zeigen, dass die beiden seitlichen Bauten dieselbe Fassadengestaltung aufwiesen wie das zentrale Gebäude.

#### Plattformen

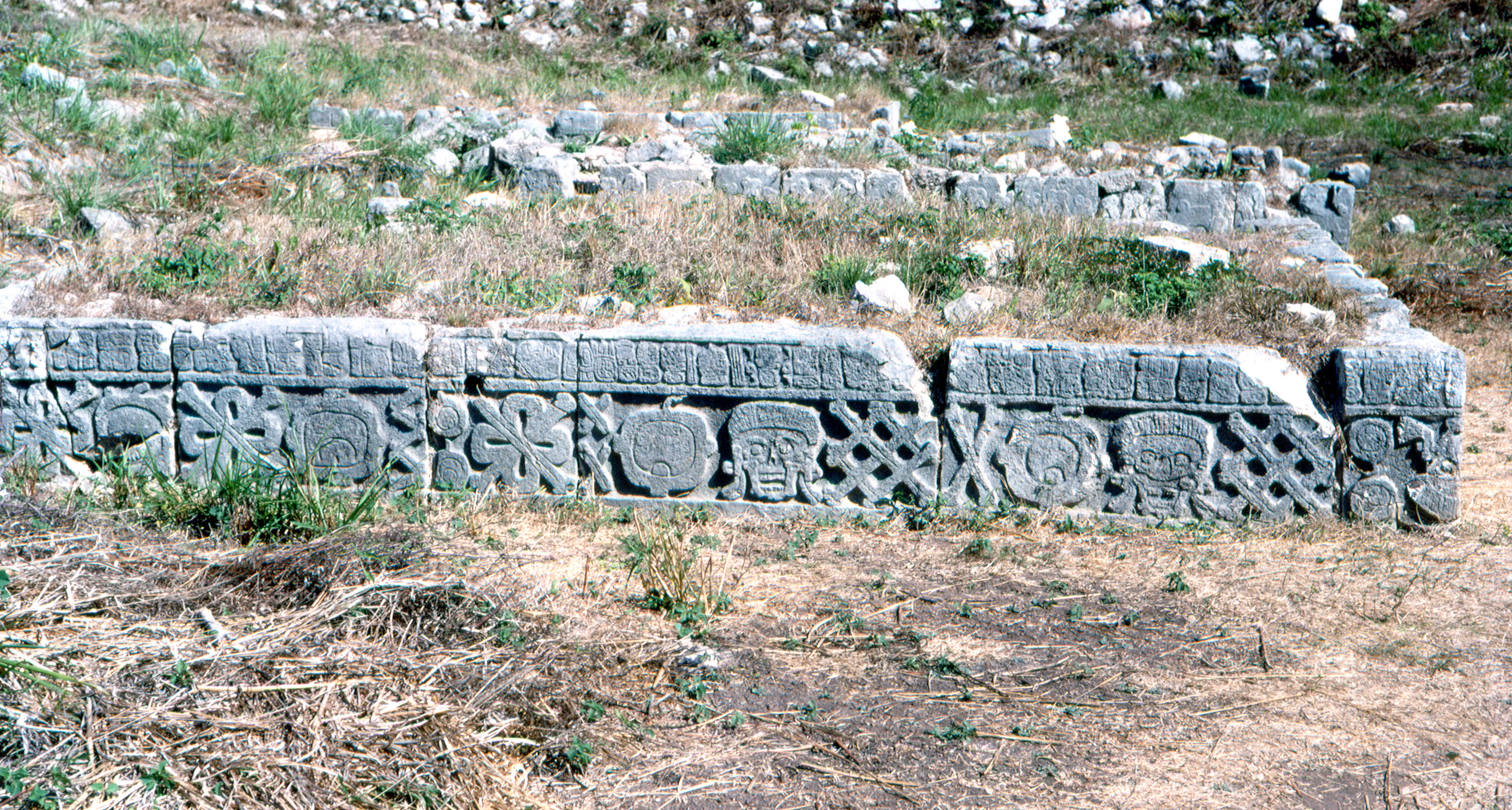
Cementerio, Altarplattform

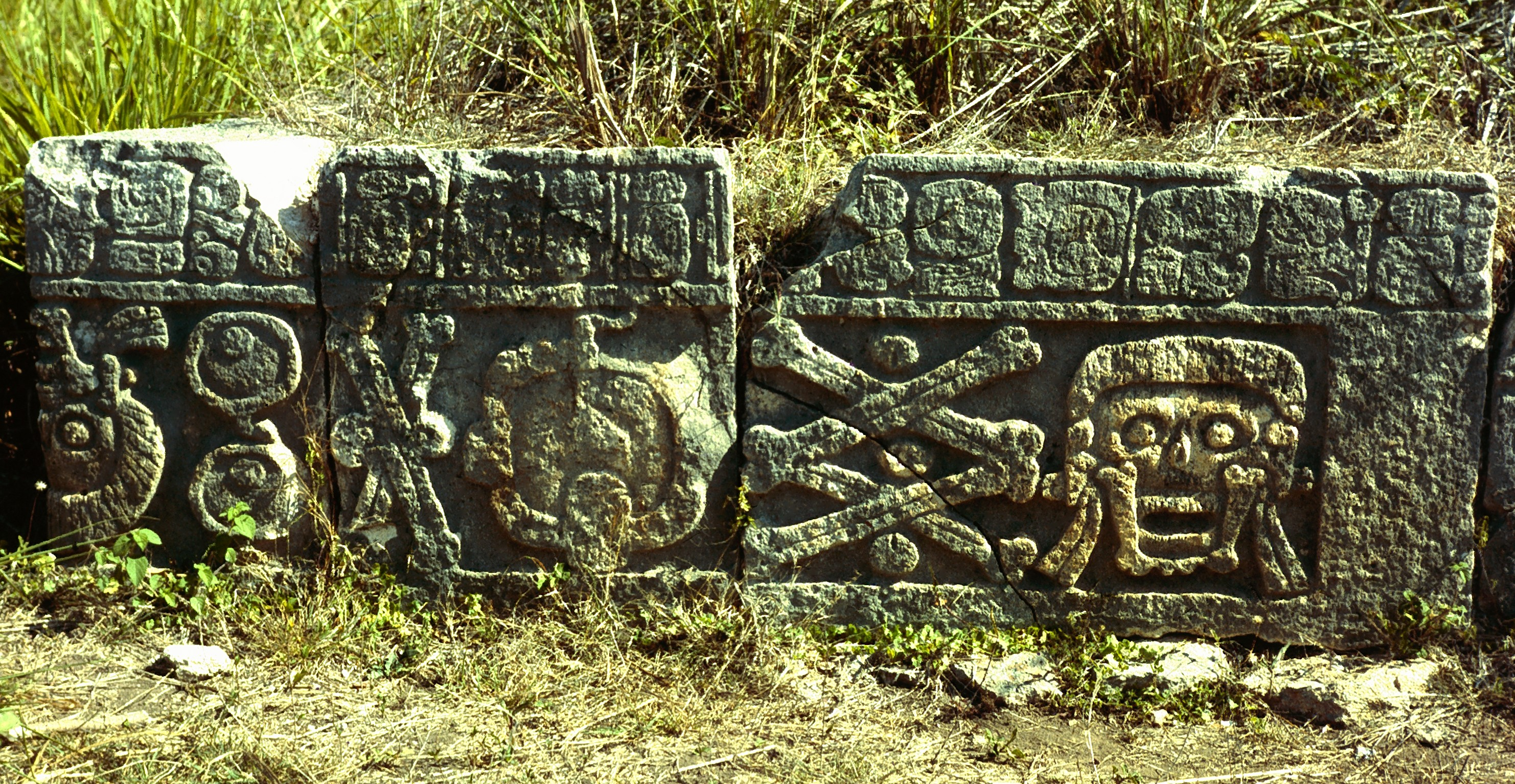
Cementerio, Altarplattform

Im Hof befinden sich drei (vermutlich ursprünglich vier) niedrige Plattformen, die an den Außenwänden Dekor mit gekreuzten Langknochen und Totenschädeln sowie Schilden tragen. Die Ikonographie dürfte auf Kämpfe der Herrscher von Uxmal hindeuten, die in diesen Monumenten gefeiert wurden.
Drei der Plattformen weisen oberhalb des beschriebenen Dekors lange Bänder mit Hieroglypheninschriften auf, deren Datumsangaben jedoch nicht einzuordnen sind. In einem Textstück ist im Zusammenhang mit der Erwähnung eines „Sternenkrieges“ ein Namenszeichen zu finden, das sich auf die Region von Xcalumkin bezieht.

### Rundpyramide (Pirámide Circular)
Im westlichen Teil von Uxmal wurde in den 1990er Jahren eine niedrige, runde Pyramide ausgegraben. Eigentlich handelt es sich um ein auf einer gestuften runden Plattform von ungefähr 18 Metern Durchmesser und knapp 2,5 Metern Höhe gelegenes, ebenfalls rundes Gebäude mit einem Eingang von Norden, zu dem eine nur mehr schlecht erhaltenen Treppe hinaufführt. Das Gebäude hatte eine Außenmauer von maximal 1 Meter Höhe, auf der eine Wand- und Dachkonstruktion aus vergänglichem Material gestanden haben muss. Intensive Brandspuren zeigen, dass das Gebäude durch Feuer zerstört wurde. Später wurden, wie an vielen anderen Ruinen des Puuc-Gebietes, im Schutt des Gebäudes kostbare Opfergaben niedergelegt. Der Vergleich mit ähnlichen Konstruktionen an anderen Orten und die Bauweise zeigen, dass die Rundpyramide sehr spät in der Geschichte von Uxmal errichtet wurde, und dass sie mit den zahlreichen C-förmigen Gebäuden in Zusammenhang steht, von denen eines unmittelbar an sie angebaut wurde.

### Haus der Alten Frau (Casa de la Vieja)
Ungefähr 80 Meter südöstlich der Plattform des Gouverneurspalastes befindet sich der bisher nicht weiter freigelegte und rekonstruierte Komplex, der aus einer Pyramide und mehreren Bauten besteht. Die Pyramide, die einst eine Treppe auf ihrer Westseite besaß, hatte auf ihrer Spitze eine Plattform mit einem vermutlich größeren Gebäude, das vielleicht aus zwei Reihen von je drei Räumen bestanden hat. Eine genauere Aussage hierzu ist unmöglich, weil bisher keine Ausgrabungen stattgefunden haben und weil zumindest der mittlere und südliche Teil des Gebäudes nicht über niedrige Mauern hinaus gekommen ist und nie fertig gestellt wurde.
- Pyramide der alten Frau und nördlicher Nachbarbau
- Tempel auf halber Höhe mit Dachkamm
- Dachkamm
- Namengebende Figur der „Vieja“

Auf halber Höhe der Pyramide an ihrer Nordwestflanke steht das eigentliche „Haus der Alten Frau“, das zu dem frühen Puuc-Stil gehört und somit zu den ältesten erhaltenen Gebäuden zählt. Es hat den Anschein, dass dieses Gebäude auf einer eigenen kleineren Pyramide steht, die älter als die große, dahinter liegende ist. Das Gebäude, dessen nördliche Hälfte eingestürzt ist, hatte zwei hintereinander liegende Räume, die durch einen Eingang im Westen zu betreten waren. Die äußere und die innere Tür waren mit Holzbalken überdeckt. Bemerkenswert ist der noch teilweise erhaltene Dachkamm, der auf der Schauseite (nach Westen) zahlreiche herausstehende Zapfen zur Befestigung von Stuckfiguren aufweist. Vermutlich wurde für den Dachkamm eine zweite Dachoberfläche konstruiert, die rund 14 cm über der ersten liegt. Ob dies ein technisch bedingter Arbeitsschritt war oder der Dachkamm erst später aufgesetzt wurde, ist nicht zu entscheiden.

### Gebäude 14N2
Unmittelbar nördlich der Pyramide der Alten Frau befindet sich auf derselben niedrigen Terrasse ein weitgehend zerstörtes Gebäude, das aus drei Räumen besteht. Auf dem an dessen Rückseite angefügten Kern aus Bruchstein befindet sich ein zweites Stockwerk mit einem einzigen Raum, zu dem von Westen her eine Treppe führt, die die Fassade des Erdgeschoßes überspannt. Vom Durchgang unterhalb der Treppe entlang der Fassade führt der Eingang zum mittleren Raum. Der den Eingang überspannende Holzbalken ist noch an Ort und Stelle erhalten.

### Phallus-Tempel (Templo de los Falos)
Dieses Gebäude liegt rund 450 Meter südlich des Gouverneurspalastes, der Zugang führt über einen Waldweg der beim „Haus der Alten Frau“ beginnt. Der Weg durchquert mehrere stark zerfallene, kleine Gebäudegruppen. Der Phallus-Tempel, der so nach den in Phallus-Form ausgeführten Wasserspeiern im oberen Gesims benannt ist, liegt am südlichen Rand einer großen, gestuften Plattform.
Konsolidierungen haben bisher keine stattgefunden. Das Gebäude dürfte ursprünglich aus fünf Räumen bestanden haben, die nach Norden, zum Zentrum von Uxmal, ausgerichtet waren. Hinter dem mittleren Raum liegt ein weiterer Raum, ein Bauplan der für die Chenes-Region charakteristisch ist. Erhalten ist nur ein Teil der Rückwand, einschließlich der des zusätzlichen Raumes.
Die Fassade der Rückwand weist glatte Wandflächen auf, das mittlere und das obere Gesims sind identisch gehalten, und weisen ein glattes mittleres Band auf, darüber und darunter schräg nach außen gerichtete Bänder. In das obere Band des oberen Gesimses ist der namensgebende Phallus eingelassen, der durch eine auf der Oberseite ausgeführte Rinne Wasser von der Dachfläche ableiten konnte.

## Nicht zugängliche Gebäude

### Chimez-Tempel (Chanchimez)
Der nach einem Detail seiner Dekoration so benannte Tempel liegt genau 400 Meter südsüdwestlich des Gouverneurspalastes, bereits außerhalb des Mauergürtels in dichtem Wald. An dem Gebäude haben bisher keine Grabungsarbeiten oder Konsolidierungen stattgefunden. Das Gebäude liegt am südlichen Rand einer großen Plattform, die an der Nordseite vermutlich ein lang gestrecktes Gebäude mit einem Durchgang in der Mitte hatte, zu dem man vom Zentrum von Uxmal aus über eine breite Treppe gelangte.
Es handelt sich um einen nicht ganz symmetrischen Bau mit insgesamt 10 Räumen, der um einen massiven Block aus Steinmaterial auf drei Seiten angeordnet ist. Die Hauptseite mit 6 Räumen ist nach Norden, zum Zentrum von Uxmal, gerichtet, drei Räume nach Westen und zwei nach Osten. Einer der Räume der Frontseite hat keinen Eingang von außen, sondern durch den seitlich daneben liegenden Raum.
Über die Fassade führt eine Treppe zum Dachniveau, auf dem sich ein Bau mit langem Säulenportikus und drei dahinter liegenden Räumen befindet, der weitgehend zerstört ist. Unter der Treppe gewährt ein die Fassade entlangführender gewölbter Durchgang den Zugang zum mittleren Raum des Erdgeschosses. Die Eingangstür besitzt einen gut erhaltenen Türbalken aus Chicozapote-Holz, der noch in Funktion ist.
Die Fassade des Erdgeschosses ist teilweise erhalten und vollständig rekonstruierbar. Der Sockel besteht aus drei Elementen, von denen das hohe mittlere ein ununterbrochenes Flechtbandmotiv zeigt. Auch die Steine des oberen Bandes sind reliefiert. Die untere Wandfläche zeigt große Stufenmäander, zwischen denen senkrechte Reihen von auf der Spitze stehenden Quadraten verlaufen. Das mittlere Gesims weist drei Bänder auf, von denen das untere nach unten und außen schräg vorkragt und das etwas vertiefte mittlere aus abwechselnd schräg gestellten gezähnten Steinen besteht, die wegen ihrer Form chimez (Tausendfüßler) genannt werden.
Das obere Band ist glatt. Die obere Wandfläche besteht aus Säulchen die zweimal das Bildungsmotiv aufweisen. Das obere Gesims besteht aus vier Elementen: einem nach unten und außen schräg vorkragenden Band, das hier aus zwei Steinreihen gebildet wird, einer eingesenkten Reihe von niedrigen Säulchen, einer Wiederholung des unteren Elements, aber nur aus einer Steinreihe bestehend, und den nach außen und oben schräg vorkragenden Abschlusssteinen.
Vom stark zerstörten Obergeschoss ist nur das Sockelgesims bekannt, dessen mittleres Element aus niedrigen Säulchen gebildet wird, die in Gruppen zu dreien stehen. Auf der Mittelwand des Gebäudes im Obergeschoss befand sich ein Dachkamm. Die Rückseite des Komplexes wurde nicht genutzt. Dem Gebäude ist im Norden eine große Terrasse vorgelagert, die das leicht nach Süden ansteigende Terrain ausgleicht.

### Nordgruppe (Grupo Norte)
Die Nordgruppe liegt 200 Meter nordnordwestlich des Nonnenvierecks auf erhöhtem Gelände. Sie ist von der an Uxmal vorbeiführenden Hauptstraße aus gut zu erkennen. Um mindestens drei Höfe sind mehr als ein Dutzend meist stark zerstörter Gebäude angeordnet. Nach Bauweise und Grundrissen handelt es sich um einen der ältesten erhaltenen Teile von Uxmal. Bisher sind in der Nordgruppe keine Grabungen und Konsolidierungen durchgeführt worden. Die Gruppe ist gegenwärtig nicht offiziell für Besucher zugänglich.

## Inschriften
Erstaunlich für die Größe und offensichtliche Bedeutung von Uxmal ist die kleine Anzahl von erhaltenen Inschriften, die ein eindeutig ausgedrücktes Datum enthalten. Diese wurden ausschließlich unter der Herrschaft des einzigen namentlich bekannten Herrschers von Uxmal, Chaak, errichtet, genau so wie die Mehrzahl der grandiosen Bauten. In Uxmal sind keine Daten in der absolut präzisen Langen Zählung erhalten, die Daten sind entweder als Kalenderrunde ausgedrückt, oder als Ende einer Periode der Langen Zählung, ohne diese jedoch vollständig und damit eindeutig zu bezeichnen.
Die Fähigkeit, Hieroglypheninschriften zu lesen oder richtig zu schreiben, war offenbar in dieser Region und zu dieser Zeit bereits erheblich begrenzt. Dies erklärt die Ausführung einer Reihe von Pseudo-Hieroglyphen in Uxmal im Vogelviereck (wie auch an anderen Orten außerhalb Uxmals), die (auf die ebenfalls meist nicht schriftkundigen Betrachter in alter Zeit) den Eindruck einer Inschrift machen sollten, aber eindeutig nicht lesbar sind.
Ungefähr ein halbes Dutzend weiterer Stelen, die alle auf der nicht öffentlich zugänglichen Stelenplattform (westlich des Nonnenvierecks) versammelt sind sowie einige weitere Monumente tragen mehr oder weniger eindeutig Daten im Ajaw-Stil, die sich auf den Namen eines K'atun (Kalenderzyklus von ca. 20 Jahren Dauer) beziehen. Sie fallen in den Zeitraum von 810 bis 928. Die Stelen sind so stark erodiert, dass die meist nur kurzen nicht-kalendarischen Texte nicht mehr lesbar sind, die anderen Monumente tragen überhaupt nur das eine Zeichen, das als Kalenderangabe interpretiert wird. Gewölbedecksteine sind nicht skulptiert, sondern bemalt, wobei die Bemalung auf dünnem Stuckuntergrund oft abgeblättert ist.
| Monument                      | Gregor. Datum       | Lange Zählung                  | Kalenderrunde          | Periodenende                        |
| ----------------------------- | ------------------- | ------------------------------ | ---------------------- | ----------------------------------- |
| Cementerio Monument 3         | 11.10.831/ 7.10.844 | [10.0.1.10.19]/ [10.0.14.14.4] |                        | 1 kawak/k'an 11 K'ank'in 5 ajaw (Y) |
| Stele 17                      | 4.2.896             | [10.3.6.0.0]                   | [3 ajaw 13 Sec]        | 6 tun in k'atun 12 ajaw             |
| Ballspielplatz Ring Nordseite | 14.1.905            | [10.3.15.16.14]                | 2 ix 16 Pop (Y)        |                                     |
| Ballspielplatz Ring Südseite  | 15.1.905            | [10.3.15.16.14]                | 3 men 17 Pop (Y)       |                                     |
| Monjas Ost Gewölbedeckstein   | 4.10.906            | [10.3.17.12.1]                 | 5 imix 18 K'ank'in (Y) |                                     |
| Monjas Annex Gewölbedeckstein | 10.8.907            | [10.3.18.9.12]                 | 4 eb 5 Keh             |                                     |

Y = Datum in der yukatekischen Rechnungsweise, die von der Standardform um einen Tag differiert. Werte in eckigen Klammern sind ebenso wie die Entsprechungen im Gregorianischen Kalender errechnet. Schrägstriche trennen alternative Lesungen und Berechnungen undeutlich erhaltener Inschriften.